# Championnat du monde d'échecs 1972
Le championnat du monde d'échecs de 1972 a vu s'affronter le challenger, l'Américain Bobby Fischer, et le tenant du titre, le Russe Boris Spassky au centre sportif Laugardalshöll à Reykjavik, en Islande, du 11 juillet au 1er septembre 1972. Surnommé le « match du siècle », il a été remporté par Fischer 12,5 - 8,5.

## Contexte
Le match se déroule en pleine guerre froide, mais dans une période de détente croissante. L'Union soviétique domine sans partage les échecs de haut niveau depuis un long moment. Spassky est le dernier d'une suite ininterrompue de champions du monde soviétiques depuis 1948. Fischer, un Américain excentrique de 29 ans, est très critique vis-à-vis du système soviétique aux échecs. Il pense par exemple que les joueurs d'URSS obtiennent un avantage illégitime en s'accordant des parties nulles rapides entre eux en tournoi. Doué d'un esprit combatif, Fischer n'accepte que rarement des nulles de salon dans des positions peu claires. Les attentes qui reposent sur Spassky sont énormes car pour les Soviétiques, les échecs font partie du système politique. Alors que Fischer est critique vis-à-vis de son propre pays (« les Américains veulent s'affaler devant la télé et ne veulent pas ouvrir un livre… »), il porte aussi sur ses épaules le poids de la signification politique de ce match.
Fischer est absent lors de la cérémonie d'ouverture. Pendant les jours qui suivent, il n'est pas sûr que le match aura bien lieu, dans la mesure où il s'avère impossible à la Fédération internationale des échecs de satisfaire la multitude de demandes de Fischer, comme l'interdiction des caméras de télévision et une part de 30 % des revenus des spectateurs.
L'attitude de Fischer est empreinte de contradictions, comme sa carrière tout entière. Finalement, après un doublement inattendu des prix en espèces et de nombreux efforts de persuasion, dont un appel téléphonique de Henry Kissinger, Fischer se rend en Islande. De nombreux commentateurs, en particulier d'URSS, ont émis l'hypothèse que tout ceci (ainsi que ses demandes déraisonnables continuelles) fait partie du plan de Fischer pour déstabiliser psychologiquement Spassky. Les admirateurs de Fischer estiment par contre que la victoire en championnat du monde est la mission de sa vie, et qu'il cherche simplement à ce que l'organisation soit parfaite pour le début du match, et que son comportement n'est pas différent de celui des 15 dernières années.
Les secondants de Spassky pour le match sont Efim Geller (l'un des joueurs qui ont posé le plus de difficultés par son jeu à Fischer), Nikolaï Kroguious et Iivo Neï. Le secondant de Fischer est William Lombardy. Dans son entourage, on trouve aussi l'avocat Paul Marshall, dont le rôle dans les mois suivants n'est pas sans importance, et le représentant de la Fédération américaine des échecs est Fred Cramer. L'arbitre du match est Lothar Schmid.
Avant le match, Fischer avait joué cinq parties contre Spassky : deux nulles et trois victoires pour Spassky. Cependant, aux matchs des candidats, Fischer avait écrasé des piliers comme Mark Taimanov et Bent Larsen 6-0 (sans nulle), et avait gagné quatre parties de suite dans son match suivant contre l'ancien champion du monde Tigran Petrossian. Il est donc considéré comme le favori, mais de nombreux grands maîtres relèvent que Fischer n'a jamais gagné de partie contre Spassky auparavant.
La pratique habituelle du jeu à très haut niveau en match (c'est-à-dire une suite de parties entre deux joueurs) veut que les joueurs préparent une ou deux ouvertures très profondément, et qu'ils les jouent fréquemment au cours du match. La préparation du match inclut aussi l'analyse des variantes d'ouverture utilisées par l'adversaire. Fischer surprend Spassky en ne réutilisant jamais deux fois la même variante d'ouverture sur le match, et en jouant des variantes qu'il n'avait jamais pratiquées au cours de sa carrière, ce qui dénote un extraordinaire niveau de préparation. Dans la seconde moitié du match, Spassky abandonne ses variantes préparées et tente de dominer Fischer dans des variantes qu'aucun des deux n'a probablement préparées, mais cela s'avère infructueux pour le champion sortant.

## Matchs des candidats
|  | Quarts de finale  | Quarts de finale  |                  |    | Demi-finales | Demi-finales |  |  | Finale | Finale |
|  | Quarts de finale  | Quarts de finale  |                  |    | Demi-finales | Demi-finales |  |  | Finale | Finale |
|  |                   |                   |                  |    |              |              |  |  |        |        |
|  |                   |                   |                  |    |              |              |  |  |        |        |
|  |                   |                   |                  |    |              |              |  |  |        |        |
|  | Bobby Fischer     | 6                 |                  |    |              |              |  |  |        |        |
|  | Bobby Fischer     | 6                 |                  |    |              |              |  |  |        |        |
|  | Mark Taïmanov     | 0                 |                  |    |              |              |  |  |        |        |
|  | Mark Taïmanov     | 0                 | Bobby Fischer    | 6  |              |              |  |  |        |        |
|  |                   |                   | Bobby Fischer    | 6  |              |              |  |  |        |        |
|  |                   | Bent Larsen       | 0                |    |              |              |  |  |        |        |
|  | Bent Larsen       | Bent Larsen       | 0                | 5½ |              |              |  |  |        |        |
|  | Bent Larsen       |                   |                  | 5½ |              |              |  |  |        |        |
|  | Wolfgang Uhlmann  | 3½                |                  |    |              |              |  |  |        |        |
|  | Wolfgang Uhlmann  | 3½                | Bobby Fischer    | 6½ |              |              |  |  |        |        |
|  |                   |                   | Bobby Fischer    | 6½ |              |              |  |  |        |        |
|  |                   | Tigran Petrossian | 2½               |    |              |              |  |  |        |        |
|  | Viktor Kortchnoï  | Tigran Petrossian | 2½               | 5½ |              |              |  |  |        |        |
|  | Viktor Kortchnoï  |                   |                  | 5½ |              |              |  |  |        |        |
|  | Efim Geller       | 2½                |                  |    |              |              |  |  |        |        |
|  | Efim Geller       | 2½                | Viktor Kortchnoï | 4½ |              |              |  |  |        |        |
|  |                   |                   | Viktor Kortchnoï | 4½ |              |              |  |  |        |        |
|  |                   | Tigran Petrossian | 5½               |    |              |              |  |  |        |        |
|  | Tigran Petrossian | Tigran Petrossian | 5½               | 4  |              |              |  |  |        |        |
|  | Tigran Petrossian |                   |                  | 4  |              |              |  |  |        |        |
|  | Robert Hübner     | 3                 |                  |    |              |              |  |  |        |        |
|  | Robert Hübner     | 3                 |                  |    |              |              |  |  |        |        |

## Le match
Le match se joue en 24 parties.
|               | 1 | 2 | 3 | 4 | 5 | 6 | 7 | 8 | 9 | 10 | 11 | 12 | 13 | 14 | 15 | 16 | 17 | 18 | 19 | 20 | 21 | Points |
| ------------- | - | - | - | - | - | - | - | - | - | -- | -- | -- | -- | -- | -- | -- | -- | -- | -- | -- | -- | ------ |
| Boris Spassky | 1 | 1 | 0 | ½ | 0 | 0 | ½ | 0 | ½ | 0  | 1  | ½  | 0  | ½  | ½  | ½  | ½  | ½  | ½  | ½  | 0  | 8 ½    |
| Bobby Fischer | 0 | 0 | 1 | ½ | 1 | 1 | ½ | 1 | ½ | 1  | 0  | ½  | 1  | ½  | ½  | ½  | ½  | ½  | ½  | ½  | 1  | 12 ½   |

### Le démarrage désastreux de Fischer
|   | a | b | c | d | e | f | g | h |   |
| 8 | Roi noir sur case noire f8 · Pion noir sur case noire a7 · Pion noir sur case blanche b7 · Pion noir sur case noire g7 · Pion noir sur case blanche h7 · Fou noir sur case noire d6 · Pion noir sur case blanche e6 · Pion noir sur case noire f6 · Pion blanc sur case blanche b5 · Pion blanc sur case noire a3 · Roi blanc sur case blanche d3 · Pion blanc sur case noire e3 · Pion blanc sur case noire f2 · Pion blanc sur case blanche g2 · Pion blanc sur case noire h2 · Fou blanc sur case noire c1 | Roi noir sur case noire f8 · Pion noir sur case noire a7 · Pion noir sur case blanche b7 · Pion noir sur case noire g7 · Pion noir sur case blanche h7 · Fou noir sur case noire d6 · Pion noir sur case blanche e6 · Pion noir sur case noire f6 · Pion blanc sur case blanche b5 · Pion blanc sur case noire a3 · Roi blanc sur case blanche d3 · Pion blanc sur case noire e3 · Pion blanc sur case noire f2 · Pion blanc sur case blanche g2 · Pion blanc sur case noire h2 · Fou blanc sur case noire c1 | Roi noir sur case noire f8 · Pion noir sur case noire a7 · Pion noir sur case blanche b7 · Pion noir sur case noire g7 · Pion noir sur case blanche h7 · Fou noir sur case noire d6 · Pion noir sur case blanche e6 · Pion noir sur case noire f6 · Pion blanc sur case blanche b5 · Pion blanc sur case noire a3 · Roi blanc sur case blanche d3 · Pion blanc sur case noire e3 · Pion blanc sur case noire f2 · Pion blanc sur case blanche g2 · Pion blanc sur case noire h2 · Fou blanc sur case noire c1 | Roi noir sur case noire f8 · Pion noir sur case noire a7 · Pion noir sur case blanche b7 · Pion noir sur case noire g7 · Pion noir sur case blanche h7 · Fou noir sur case noire d6 · Pion noir sur case blanche e6 · Pion noir sur case noire f6 · Pion blanc sur case blanche b5 · Pion blanc sur case noire a3 · Roi blanc sur case blanche d3 · Pion blanc sur case noire e3 · Pion blanc sur case noire f2 · Pion blanc sur case blanche g2 · Pion blanc sur case noire h2 · Fou blanc sur case noire c1 | Roi noir sur case noire f8 · Pion noir sur case noire a7 · Pion noir sur case blanche b7 · Pion noir sur case noire g7 · Pion noir sur case blanche h7 · Fou noir sur case noire d6 · Pion noir sur case blanche e6 · Pion noir sur case noire f6 · Pion blanc sur case blanche b5 · Pion blanc sur case noire a3 · Roi blanc sur case blanche d3 · Pion blanc sur case noire e3 · Pion blanc sur case noire f2 · Pion blanc sur case blanche g2 · Pion blanc sur case noire h2 · Fou blanc sur case noire c1 | Roi noir sur case noire f8 · Pion noir sur case noire a7 · Pion noir sur case blanche b7 · Pion noir sur case noire g7 · Pion noir sur case blanche h7 · Fou noir sur case noire d6 · Pion noir sur case blanche e6 · Pion noir sur case noire f6 · Pion blanc sur case blanche b5 · Pion blanc sur case noire a3 · Roi blanc sur case blanche d3 · Pion blanc sur case noire e3 · Pion blanc sur case noire f2 · Pion blanc sur case blanche g2 · Pion blanc sur case noire h2 · Fou blanc sur case noire c1 | Roi noir sur case noire f8 · Pion noir sur case noire a7 · Pion noir sur case blanche b7 · Pion noir sur case noire g7 · Pion noir sur case blanche h7 · Fou noir sur case noire d6 · Pion noir sur case blanche e6 · Pion noir sur case noire f6 · Pion blanc sur case blanche b5 · Pion blanc sur case noire a3 · Roi blanc sur case blanche d3 · Pion blanc sur case noire e3 · Pion blanc sur case noire f2 · Pion blanc sur case blanche g2 · Pion blanc sur case noire h2 · Fou blanc sur case noire c1 | Roi noir sur case noire f8 · Pion noir sur case noire a7 · Pion noir sur case blanche b7 · Pion noir sur case noire g7 · Pion noir sur case blanche h7 · Fou noir sur case noire d6 · Pion noir sur case blanche e6 · Pion noir sur case noire f6 · Pion blanc sur case blanche b5 · Pion blanc sur case noire a3 · Roi blanc sur case blanche d3 · Pion blanc sur case noire e3 · Pion blanc sur case noire f2 · Pion blanc sur case blanche g2 · Pion blanc sur case noire h2 · Fou blanc sur case noire c1 | 8 |
| 7 | Roi noir sur case noire f8 · Pion noir sur case noire a7 · Pion noir sur case blanche b7 · Pion noir sur case noire g7 · Pion noir sur case blanche h7 · Fou noir sur case noire d6 · Pion noir sur case blanche e6 · Pion noir sur case noire f6 · Pion blanc sur case blanche b5 · Pion blanc sur case noire a3 · Roi blanc sur case blanche d3 · Pion blanc sur case noire e3 · Pion blanc sur case noire f2 · Pion blanc sur case blanche g2 · Pion blanc sur case noire h2 · Fou blanc sur case noire c1 | Roi noir sur case noire f8 · Pion noir sur case noire a7 · Pion noir sur case blanche b7 · Pion noir sur case noire g7 · Pion noir sur case blanche h7 · Fou noir sur case noire d6 · Pion noir sur case blanche e6 · Pion noir sur case noire f6 · Pion blanc sur case blanche b5 · Pion blanc sur case noire a3 · Roi blanc sur case blanche d3 · Pion blanc sur case noire e3 · Pion blanc sur case noire f2 · Pion blanc sur case blanche g2 · Pion blanc sur case noire h2 · Fou blanc sur case noire c1 | Roi noir sur case noire f8 · Pion noir sur case noire a7 · Pion noir sur case blanche b7 · Pion noir sur case noire g7 · Pion noir sur case blanche h7 · Fou noir sur case noire d6 · Pion noir sur case blanche e6 · Pion noir sur case noire f6 · Pion blanc sur case blanche b5 · Pion blanc sur case noire a3 · Roi blanc sur case blanche d3 · Pion blanc sur case noire e3 · Pion blanc sur case noire f2 · Pion blanc sur case blanche g2 · Pion blanc sur case noire h2 · Fou blanc sur case noire c1 | Roi noir sur case noire f8 · Pion noir sur case noire a7 · Pion noir sur case blanche b7 · Pion noir sur case noire g7 · Pion noir sur case blanche h7 · Fou noir sur case noire d6 · Pion noir sur case blanche e6 · Pion noir sur case noire f6 · Pion blanc sur case blanche b5 · Pion blanc sur case noire a3 · Roi blanc sur case blanche d3 · Pion blanc sur case noire e3 · Pion blanc sur case noire f2 · Pion blanc sur case blanche g2 · Pion blanc sur case noire h2 · Fou blanc sur case noire c1 | Roi noir sur case noire f8 · Pion noir sur case noire a7 · Pion noir sur case blanche b7 · Pion noir sur case noire g7 · Pion noir sur case blanche h7 · Fou noir sur case noire d6 · Pion noir sur case blanche e6 · Pion noir sur case noire f6 · Pion blanc sur case blanche b5 · Pion blanc sur case noire a3 · Roi blanc sur case blanche d3 · Pion blanc sur case noire e3 · Pion blanc sur case noire f2 · Pion blanc sur case blanche g2 · Pion blanc sur case noire h2 · Fou blanc sur case noire c1 | Roi noir sur case noire f8 · Pion noir sur case noire a7 · Pion noir sur case blanche b7 · Pion noir sur case noire g7 · Pion noir sur case blanche h7 · Fou noir sur case noire d6 · Pion noir sur case blanche e6 · Pion noir sur case noire f6 · Pion blanc sur case blanche b5 · Pion blanc sur case noire a3 · Roi blanc sur case blanche d3 · Pion blanc sur case noire e3 · Pion blanc sur case noire f2 · Pion blanc sur case blanche g2 · Pion blanc sur case noire h2 · Fou blanc sur case noire c1 | Roi noir sur case noire f8 · Pion noir sur case noire a7 · Pion noir sur case blanche b7 · Pion noir sur case noire g7 · Pion noir sur case blanche h7 · Fou noir sur case noire d6 · Pion noir sur case blanche e6 · Pion noir sur case noire f6 · Pion blanc sur case blanche b5 · Pion blanc sur case noire a3 · Roi blanc sur case blanche d3 · Pion blanc sur case noire e3 · Pion blanc sur case noire f2 · Pion blanc sur case blanche g2 · Pion blanc sur case noire h2 · Fou blanc sur case noire c1 | Roi noir sur case noire f8 · Pion noir sur case noire a7 · Pion noir sur case blanche b7 · Pion noir sur case noire g7 · Pion noir sur case blanche h7 · Fou noir sur case noire d6 · Pion noir sur case blanche e6 · Pion noir sur case noire f6 · Pion blanc sur case blanche b5 · Pion blanc sur case noire a3 · Roi blanc sur case blanche d3 · Pion blanc sur case noire e3 · Pion blanc sur case noire f2 · Pion blanc sur case blanche g2 · Pion blanc sur case noire h2 · Fou blanc sur case noire c1 | 7 |
| 6 | Roi noir sur case noire f8 · Pion noir sur case noire a7 · Pion noir sur case blanche b7 · Pion noir sur case noire g7 · Pion noir sur case blanche h7 · Fou noir sur case noire d6 · Pion noir sur case blanche e6 · Pion noir sur case noire f6 · Pion blanc sur case blanche b5 · Pion blanc sur case noire a3 · Roi blanc sur case blanche d3 · Pion blanc sur case noire e3 · Pion blanc sur case noire f2 · Pion blanc sur case blanche g2 · Pion blanc sur case noire h2 · Fou blanc sur case noire c1 | Roi noir sur case noire f8 · Pion noir sur case noire a7 · Pion noir sur case blanche b7 · Pion noir sur case noire g7 · Pion noir sur case blanche h7 · Fou noir sur case noire d6 · Pion noir sur case blanche e6 · Pion noir sur case noire f6 · Pion blanc sur case blanche b5 · Pion blanc sur case noire a3 · Roi blanc sur case blanche d3 · Pion blanc sur case noire e3 · Pion blanc sur case noire f2 · Pion blanc sur case blanche g2 · Pion blanc sur case noire h2 · Fou blanc sur case noire c1 | Roi noir sur case noire f8 · Pion noir sur case noire a7 · Pion noir sur case blanche b7 · Pion noir sur case noire g7 · Pion noir sur case blanche h7 · Fou noir sur case noire d6 · Pion noir sur case blanche e6 · Pion noir sur case noire f6 · Pion blanc sur case blanche b5 · Pion blanc sur case noire a3 · Roi blanc sur case blanche d3 · Pion blanc sur case noire e3 · Pion blanc sur case noire f2 · Pion blanc sur case blanche g2 · Pion blanc sur case noire h2 · Fou blanc sur case noire c1 | Roi noir sur case noire f8 · Pion noir sur case noire a7 · Pion noir sur case blanche b7 · Pion noir sur case noire g7 · Pion noir sur case blanche h7 · Fou noir sur case noire d6 · Pion noir sur case blanche e6 · Pion noir sur case noire f6 · Pion blanc sur case blanche b5 · Pion blanc sur case noire a3 · Roi blanc sur case blanche d3 · Pion blanc sur case noire e3 · Pion blanc sur case noire f2 · Pion blanc sur case blanche g2 · Pion blanc sur case noire h2 · Fou blanc sur case noire c1 | Roi noir sur case noire f8 · Pion noir sur case noire a7 · Pion noir sur case blanche b7 · Pion noir sur case noire g7 · Pion noir sur case blanche h7 · Fou noir sur case noire d6 · Pion noir sur case blanche e6 · Pion noir sur case noire f6 · Pion blanc sur case blanche b5 · Pion blanc sur case noire a3 · Roi blanc sur case blanche d3 · Pion blanc sur case noire e3 · Pion blanc sur case noire f2 · Pion blanc sur case blanche g2 · Pion blanc sur case noire h2 · Fou blanc sur case noire c1 | Roi noir sur case noire f8 · Pion noir sur case noire a7 · Pion noir sur case blanche b7 · Pion noir sur case noire g7 · Pion noir sur case blanche h7 · Fou noir sur case noire d6 · Pion noir sur case blanche e6 · Pion noir sur case noire f6 · Pion blanc sur case blanche b5 · Pion blanc sur case noire a3 · Roi blanc sur case blanche d3 · Pion blanc sur case noire e3 · Pion blanc sur case noire f2 · Pion blanc sur case blanche g2 · Pion blanc sur case noire h2 · Fou blanc sur case noire c1 | Roi noir sur case noire f8 · Pion noir sur case noire a7 · Pion noir sur case blanche b7 · Pion noir sur case noire g7 · Pion noir sur case blanche h7 · Fou noir sur case noire d6 · Pion noir sur case blanche e6 · Pion noir sur case noire f6 · Pion blanc sur case blanche b5 · Pion blanc sur case noire a3 · Roi blanc sur case blanche d3 · Pion blanc sur case noire e3 · Pion blanc sur case noire f2 · Pion blanc sur case blanche g2 · Pion blanc sur case noire h2 · Fou blanc sur case noire c1 | Roi noir sur case noire f8 · Pion noir sur case noire a7 · Pion noir sur case blanche b7 · Pion noir sur case noire g7 · Pion noir sur case blanche h7 · Fou noir sur case noire d6 · Pion noir sur case blanche e6 · Pion noir sur case noire f6 · Pion blanc sur case blanche b5 · Pion blanc sur case noire a3 · Roi blanc sur case blanche d3 · Pion blanc sur case noire e3 · Pion blanc sur case noire f2 · Pion blanc sur case blanche g2 · Pion blanc sur case noire h2 · Fou blanc sur case noire c1 | 6 |
| 5 | Roi noir sur case noire f8 · Pion noir sur case noire a7 · Pion noir sur case blanche b7 · Pion noir sur case noire g7 · Pion noir sur case blanche h7 · Fou noir sur case noire d6 · Pion noir sur case blanche e6 · Pion noir sur case noire f6 · Pion blanc sur case blanche b5 · Pion blanc sur case noire a3 · Roi blanc sur case blanche d3 · Pion blanc sur case noire e3 · Pion blanc sur case noire f2 · Pion blanc sur case blanche g2 · Pion blanc sur case noire h2 · Fou blanc sur case noire c1 | Roi noir sur case noire f8 · Pion noir sur case noire a7 · Pion noir sur case blanche b7 · Pion noir sur case noire g7 · Pion noir sur case blanche h7 · Fou noir sur case noire d6 · Pion noir sur case blanche e6 · Pion noir sur case noire f6 · Pion blanc sur case blanche b5 · Pion blanc sur case noire a3 · Roi blanc sur case blanche d3 · Pion blanc sur case noire e3 · Pion blanc sur case noire f2 · Pion blanc sur case blanche g2 · Pion blanc sur case noire h2 · Fou blanc sur case noire c1 | Roi noir sur case noire f8 · Pion noir sur case noire a7 · Pion noir sur case blanche b7 · Pion noir sur case noire g7 · Pion noir sur case blanche h7 · Fou noir sur case noire d6 · Pion noir sur case blanche e6 · Pion noir sur case noire f6 · Pion blanc sur case blanche b5 · Pion blanc sur case noire a3 · Roi blanc sur case blanche d3 · Pion blanc sur case noire e3 · Pion blanc sur case noire f2 · Pion blanc sur case blanche g2 · Pion blanc sur case noire h2 · Fou blanc sur case noire c1 | Roi noir sur case noire f8 · Pion noir sur case noire a7 · Pion noir sur case blanche b7 · Pion noir sur case noire g7 · Pion noir sur case blanche h7 · Fou noir sur case noire d6 · Pion noir sur case blanche e6 · Pion noir sur case noire f6 · Pion blanc sur case blanche b5 · Pion blanc sur case noire a3 · Roi blanc sur case blanche d3 · Pion blanc sur case noire e3 · Pion blanc sur case noire f2 · Pion blanc sur case blanche g2 · Pion blanc sur case noire h2 · Fou blanc sur case noire c1 | Roi noir sur case noire f8 · Pion noir sur case noire a7 · Pion noir sur case blanche b7 · Pion noir sur case noire g7 · Pion noir sur case blanche h7 · Fou noir sur case noire d6 · Pion noir sur case blanche e6 · Pion noir sur case noire f6 · Pion blanc sur case blanche b5 · Pion blanc sur case noire a3 · Roi blanc sur case blanche d3 · Pion blanc sur case noire e3 · Pion blanc sur case noire f2 · Pion blanc sur case blanche g2 · Pion blanc sur case noire h2 · Fou blanc sur case noire c1 | Roi noir sur case noire f8 · Pion noir sur case noire a7 · Pion noir sur case blanche b7 · Pion noir sur case noire g7 · Pion noir sur case blanche h7 · Fou noir sur case noire d6 · Pion noir sur case blanche e6 · Pion noir sur case noire f6 · Pion blanc sur case blanche b5 · Pion blanc sur case noire a3 · Roi blanc sur case blanche d3 · Pion blanc sur case noire e3 · Pion blanc sur case noire f2 · Pion blanc sur case blanche g2 · Pion blanc sur case noire h2 · Fou blanc sur case noire c1 | Roi noir sur case noire f8 · Pion noir sur case noire a7 · Pion noir sur case blanche b7 · Pion noir sur case noire g7 · Pion noir sur case blanche h7 · Fou noir sur case noire d6 · Pion noir sur case blanche e6 · Pion noir sur case noire f6 · Pion blanc sur case blanche b5 · Pion blanc sur case noire a3 · Roi blanc sur case blanche d3 · Pion blanc sur case noire e3 · Pion blanc sur case noire f2 · Pion blanc sur case blanche g2 · Pion blanc sur case noire h2 · Fou blanc sur case noire c1 | Roi noir sur case noire f8 · Pion noir sur case noire a7 · Pion noir sur case blanche b7 · Pion noir sur case noire g7 · Pion noir sur case blanche h7 · Fou noir sur case noire d6 · Pion noir sur case blanche e6 · Pion noir sur case noire f6 · Pion blanc sur case blanche b5 · Pion blanc sur case noire a3 · Roi blanc sur case blanche d3 · Pion blanc sur case noire e3 · Pion blanc sur case noire f2 · Pion blanc sur case blanche g2 · Pion blanc sur case noire h2 · Fou blanc sur case noire c1 | 5 |
| 4 | Roi noir sur case noire f8 · Pion noir sur case noire a7 · Pion noir sur case blanche b7 · Pion noir sur case noire g7 · Pion noir sur case blanche h7 · Fou noir sur case noire d6 · Pion noir sur case blanche e6 · Pion noir sur case noire f6 · Pion blanc sur case blanche b5 · Pion blanc sur case noire a3 · Roi blanc sur case blanche d3 · Pion blanc sur case noire e3 · Pion blanc sur case noire f2 · Pion blanc sur case blanche g2 · Pion blanc sur case noire h2 · Fou blanc sur case noire c1 | Roi noir sur case noire f8 · Pion noir sur case noire a7 · Pion noir sur case blanche b7 · Pion noir sur case noire g7 · Pion noir sur case blanche h7 · Fou noir sur case noire d6 · Pion noir sur case blanche e6 · Pion noir sur case noire f6 · Pion blanc sur case blanche b5 · Pion blanc sur case noire a3 · Roi blanc sur case blanche d3 · Pion blanc sur case noire e3 · Pion blanc sur case noire f2 · Pion blanc sur case blanche g2 · Pion blanc sur case noire h2 · Fou blanc sur case noire c1 | Roi noir sur case noire f8 · Pion noir sur case noire a7 · Pion noir sur case blanche b7 · Pion noir sur case noire g7 · Pion noir sur case blanche h7 · Fou noir sur case noire d6 · Pion noir sur case blanche e6 · Pion noir sur case noire f6 · Pion blanc sur case blanche b5 · Pion blanc sur case noire a3 · Roi blanc sur case blanche d3 · Pion blanc sur case noire e3 · Pion blanc sur case noire f2 · Pion blanc sur case blanche g2 · Pion blanc sur case noire h2 · Fou blanc sur case noire c1 | Roi noir sur case noire f8 · Pion noir sur case noire a7 · Pion noir sur case blanche b7 · Pion noir sur case noire g7 · Pion noir sur case blanche h7 · Fou noir sur case noire d6 · Pion noir sur case blanche e6 · Pion noir sur case noire f6 · Pion blanc sur case blanche b5 · Pion blanc sur case noire a3 · Roi blanc sur case blanche d3 · Pion blanc sur case noire e3 · Pion blanc sur case noire f2 · Pion blanc sur case blanche g2 · Pion blanc sur case noire h2 · Fou blanc sur case noire c1 | Roi noir sur case noire f8 · Pion noir sur case noire a7 · Pion noir sur case blanche b7 · Pion noir sur case noire g7 · Pion noir sur case blanche h7 · Fou noir sur case noire d6 · Pion noir sur case blanche e6 · Pion noir sur case noire f6 · Pion blanc sur case blanche b5 · Pion blanc sur case noire a3 · Roi blanc sur case blanche d3 · Pion blanc sur case noire e3 · Pion blanc sur case noire f2 · Pion blanc sur case blanche g2 · Pion blanc sur case noire h2 · Fou blanc sur case noire c1 | Roi noir sur case noire f8 · Pion noir sur case noire a7 · Pion noir sur case blanche b7 · Pion noir sur case noire g7 · Pion noir sur case blanche h7 · Fou noir sur case noire d6 · Pion noir sur case blanche e6 · Pion noir sur case noire f6 · Pion blanc sur case blanche b5 · Pion blanc sur case noire a3 · Roi blanc sur case blanche d3 · Pion blanc sur case noire e3 · Pion blanc sur case noire f2 · Pion blanc sur case blanche g2 · Pion blanc sur case noire h2 · Fou blanc sur case noire c1 | Roi noir sur case noire f8 · Pion noir sur case noire a7 · Pion noir sur case blanche b7 · Pion noir sur case noire g7 · Pion noir sur case blanche h7 · Fou noir sur case noire d6 · Pion noir sur case blanche e6 · Pion noir sur case noire f6 · Pion blanc sur case blanche b5 · Pion blanc sur case noire a3 · Roi blanc sur case blanche d3 · Pion blanc sur case noire e3 · Pion blanc sur case noire f2 · Pion blanc sur case blanche g2 · Pion blanc sur case noire h2 · Fou blanc sur case noire c1 | Roi noir sur case noire f8 · Pion noir sur case noire a7 · Pion noir sur case blanche b7 · Pion noir sur case noire g7 · Pion noir sur case blanche h7 · Fou noir sur case noire d6 · Pion noir sur case blanche e6 · Pion noir sur case noire f6 · Pion blanc sur case blanche b5 · Pion blanc sur case noire a3 · Roi blanc sur case blanche d3 · Pion blanc sur case noire e3 · Pion blanc sur case noire f2 · Pion blanc sur case blanche g2 · Pion blanc sur case noire h2 · Fou blanc sur case noire c1 | 4 |
| 3 | Roi noir sur case noire f8 · Pion noir sur case noire a7 · Pion noir sur case blanche b7 · Pion noir sur case noire g7 · Pion noir sur case blanche h7 · Fou noir sur case noire d6 · Pion noir sur case blanche e6 · Pion noir sur case noire f6 · Pion blanc sur case blanche b5 · Pion blanc sur case noire a3 · Roi blanc sur case blanche d3 · Pion blanc sur case noire e3 · Pion blanc sur case noire f2 · Pion blanc sur case blanche g2 · Pion blanc sur case noire h2 · Fou blanc sur case noire c1 | Roi noir sur case noire f8 · Pion noir sur case noire a7 · Pion noir sur case blanche b7 · Pion noir sur case noire g7 · Pion noir sur case blanche h7 · Fou noir sur case noire d6 · Pion noir sur case blanche e6 · Pion noir sur case noire f6 · Pion blanc sur case blanche b5 · Pion blanc sur case noire a3 · Roi blanc sur case blanche d3 · Pion blanc sur case noire e3 · Pion blanc sur case noire f2 · Pion blanc sur case blanche g2 · Pion blanc sur case noire h2 · Fou blanc sur case noire c1 | Roi noir sur case noire f8 · Pion noir sur case noire a7 · Pion noir sur case blanche b7 · Pion noir sur case noire g7 · Pion noir sur case blanche h7 · Fou noir sur case noire d6 · Pion noir sur case blanche e6 · Pion noir sur case noire f6 · Pion blanc sur case blanche b5 · Pion blanc sur case noire a3 · Roi blanc sur case blanche d3 · Pion blanc sur case noire e3 · Pion blanc sur case noire f2 · Pion blanc sur case blanche g2 · Pion blanc sur case noire h2 · Fou blanc sur case noire c1 | Roi noir sur case noire f8 · Pion noir sur case noire a7 · Pion noir sur case blanche b7 · Pion noir sur case noire g7 · Pion noir sur case blanche h7 · Fou noir sur case noire d6 · Pion noir sur case blanche e6 · Pion noir sur case noire f6 · Pion blanc sur case blanche b5 · Pion blanc sur case noire a3 · Roi blanc sur case blanche d3 · Pion blanc sur case noire e3 · Pion blanc sur case noire f2 · Pion blanc sur case blanche g2 · Pion blanc sur case noire h2 · Fou blanc sur case noire c1 | Roi noir sur case noire f8 · Pion noir sur case noire a7 · Pion noir sur case blanche b7 · Pion noir sur case noire g7 · Pion noir sur case blanche h7 · Fou noir sur case noire d6 · Pion noir sur case blanche e6 · Pion noir sur case noire f6 · Pion blanc sur case blanche b5 · Pion blanc sur case noire a3 · Roi blanc sur case blanche d3 · Pion blanc sur case noire e3 · Pion blanc sur case noire f2 · Pion blanc sur case blanche g2 · Pion blanc sur case noire h2 · Fou blanc sur case noire c1 | Roi noir sur case noire f8 · Pion noir sur case noire a7 · Pion noir sur case blanche b7 · Pion noir sur case noire g7 · Pion noir sur case blanche h7 · Fou noir sur case noire d6 · Pion noir sur case blanche e6 · Pion noir sur case noire f6 · Pion blanc sur case blanche b5 · Pion blanc sur case noire a3 · Roi blanc sur case blanche d3 · Pion blanc sur case noire e3 · Pion blanc sur case noire f2 · Pion blanc sur case blanche g2 · Pion blanc sur case noire h2 · Fou blanc sur case noire c1 | Roi noir sur case noire f8 · Pion noir sur case noire a7 · Pion noir sur case blanche b7 · Pion noir sur case noire g7 · Pion noir sur case blanche h7 · Fou noir sur case noire d6 · Pion noir sur case blanche e6 · Pion noir sur case noire f6 · Pion blanc sur case blanche b5 · Pion blanc sur case noire a3 · Roi blanc sur case blanche d3 · Pion blanc sur case noire e3 · Pion blanc sur case noire f2 · Pion blanc sur case blanche g2 · Pion blanc sur case noire h2 · Fou blanc sur case noire c1 | Roi noir sur case noire f8 · Pion noir sur case noire a7 · Pion noir sur case blanche b7 · Pion noir sur case noire g7 · Pion noir sur case blanche h7 · Fou noir sur case noire d6 · Pion noir sur case blanche e6 · Pion noir sur case noire f6 · Pion blanc sur case blanche b5 · Pion blanc sur case noire a3 · Roi blanc sur case blanche d3 · Pion blanc sur case noire e3 · Pion blanc sur case noire f2 · Pion blanc sur case blanche g2 · Pion blanc sur case noire h2 · Fou blanc sur case noire c1 | 3 |
| 2 | Roi noir sur case noire f8 · Pion noir sur case noire a7 · Pion noir sur case blanche b7 · Pion noir sur case noire g7 · Pion noir sur case blanche h7 · Fou noir sur case noire d6 · Pion noir sur case blanche e6 · Pion noir sur case noire f6 · Pion blanc sur case blanche b5 · Pion blanc sur case noire a3 · Roi blanc sur case blanche d3 · Pion blanc sur case noire e3 · Pion blanc sur case noire f2 · Pion blanc sur case blanche g2 · Pion blanc sur case noire h2 · Fou blanc sur case noire c1 | Roi noir sur case noire f8 · Pion noir sur case noire a7 · Pion noir sur case blanche b7 · Pion noir sur case noire g7 · Pion noir sur case blanche h7 · Fou noir sur case noire d6 · Pion noir sur case blanche e6 · Pion noir sur case noire f6 · Pion blanc sur case blanche b5 · Pion blanc sur case noire a3 · Roi blanc sur case blanche d3 · Pion blanc sur case noire e3 · Pion blanc sur case noire f2 · Pion blanc sur case blanche g2 · Pion blanc sur case noire h2 · Fou blanc sur case noire c1 | Roi noir sur case noire f8 · Pion noir sur case noire a7 · Pion noir sur case blanche b7 · Pion noir sur case noire g7 · Pion noir sur case blanche h7 · Fou noir sur case noire d6 · Pion noir sur case blanche e6 · Pion noir sur case noire f6 · Pion blanc sur case blanche b5 · Pion blanc sur case noire a3 · Roi blanc sur case blanche d3 · Pion blanc sur case noire e3 · Pion blanc sur case noire f2 · Pion blanc sur case blanche g2 · Pion blanc sur case noire h2 · Fou blanc sur case noire c1 | Roi noir sur case noire f8 · Pion noir sur case noire a7 · Pion noir sur case blanche b7 · Pion noir sur case noire g7 · Pion noir sur case blanche h7 · Fou noir sur case noire d6 · Pion noir sur case blanche e6 · Pion noir sur case noire f6 · Pion blanc sur case blanche b5 · Pion blanc sur case noire a3 · Roi blanc sur case blanche d3 · Pion blanc sur case noire e3 · Pion blanc sur case noire f2 · Pion blanc sur case blanche g2 · Pion blanc sur case noire h2 · Fou blanc sur case noire c1 | Roi noir sur case noire f8 · Pion noir sur case noire a7 · Pion noir sur case blanche b7 · Pion noir sur case noire g7 · Pion noir sur case blanche h7 · Fou noir sur case noire d6 · Pion noir sur case blanche e6 · Pion noir sur case noire f6 · Pion blanc sur case blanche b5 · Pion blanc sur case noire a3 · Roi blanc sur case blanche d3 · Pion blanc sur case noire e3 · Pion blanc sur case noire f2 · Pion blanc sur case blanche g2 · Pion blanc sur case noire h2 · Fou blanc sur case noire c1 | Roi noir sur case noire f8 · Pion noir sur case noire a7 · Pion noir sur case blanche b7 · Pion noir sur case noire g7 · Pion noir sur case blanche h7 · Fou noir sur case noire d6 · Pion noir sur case blanche e6 · Pion noir sur case noire f6 · Pion blanc sur case blanche b5 · Pion blanc sur case noire a3 · Roi blanc sur case blanche d3 · Pion blanc sur case noire e3 · Pion blanc sur case noire f2 · Pion blanc sur case blanche g2 · Pion blanc sur case noire h2 · Fou blanc sur case noire c1 | Roi noir sur case noire f8 · Pion noir sur case noire a7 · Pion noir sur case blanche b7 · Pion noir sur case noire g7 · Pion noir sur case blanche h7 · Fou noir sur case noire d6 · Pion noir sur case blanche e6 · Pion noir sur case noire f6 · Pion blanc sur case blanche b5 · Pion blanc sur case noire a3 · Roi blanc sur case blanche d3 · Pion blanc sur case noire e3 · Pion blanc sur case noire f2 · Pion blanc sur case blanche g2 · Pion blanc sur case noire h2 · Fou blanc sur case noire c1 | Roi noir sur case noire f8 · Pion noir sur case noire a7 · Pion noir sur case blanche b7 · Pion noir sur case noire g7 · Pion noir sur case blanche h7 · Fou noir sur case noire d6 · Pion noir sur case blanche e6 · Pion noir sur case noire f6 · Pion blanc sur case blanche b5 · Pion blanc sur case noire a3 · Roi blanc sur case blanche d3 · Pion blanc sur case noire e3 · Pion blanc sur case noire f2 · Pion blanc sur case blanche g2 · Pion blanc sur case noire h2 · Fou blanc sur case noire c1 | 2 |
| 1 | Roi noir sur case noire f8 · Pion noir sur case noire a7 · Pion noir sur case blanche b7 · Pion noir sur case noire g7 · Pion noir sur case blanche h7 · Fou noir sur case noire d6 · Pion noir sur case blanche e6 · Pion noir sur case noire f6 · Pion blanc sur case blanche b5 · Pion blanc sur case noire a3 · Roi blanc sur case blanche d3 · Pion blanc sur case noire e3 · Pion blanc sur case noire f2 · Pion blanc sur case blanche g2 · Pion blanc sur case noire h2 · Fou blanc sur case noire c1 | Roi noir sur case noire f8 · Pion noir sur case noire a7 · Pion noir sur case blanche b7 · Pion noir sur case noire g7 · Pion noir sur case blanche h7 · Fou noir sur case noire d6 · Pion noir sur case blanche e6 · Pion noir sur case noire f6 · Pion blanc sur case blanche b5 · Pion blanc sur case noire a3 · Roi blanc sur case blanche d3 · Pion blanc sur case noire e3 · Pion blanc sur case noire f2 · Pion blanc sur case blanche g2 · Pion blanc sur case noire h2 · Fou blanc sur case noire c1 | Roi noir sur case noire f8 · Pion noir sur case noire a7 · Pion noir sur case blanche b7 · Pion noir sur case noire g7 · Pion noir sur case blanche h7 · Fou noir sur case noire d6 · Pion noir sur case blanche e6 · Pion noir sur case noire f6 · Pion blanc sur case blanche b5 · Pion blanc sur case noire a3 · Roi blanc sur case blanche d3 · Pion blanc sur case noire e3 · Pion blanc sur case noire f2 · Pion blanc sur case blanche g2 · Pion blanc sur case noire h2 · Fou blanc sur case noire c1 | Roi noir sur case noire f8 · Pion noir sur case noire a7 · Pion noir sur case blanche b7 · Pion noir sur case noire g7 · Pion noir sur case blanche h7 · Fou noir sur case noire d6 · Pion noir sur case blanche e6 · Pion noir sur case noire f6 · Pion blanc sur case blanche b5 · Pion blanc sur case noire a3 · Roi blanc sur case blanche d3 · Pion blanc sur case noire e3 · Pion blanc sur case noire f2 · Pion blanc sur case blanche g2 · Pion blanc sur case noire h2 · Fou blanc sur case noire c1 | Roi noir sur case noire f8 · Pion noir sur case noire a7 · Pion noir sur case blanche b7 · Pion noir sur case noire g7 · Pion noir sur case blanche h7 · Fou noir sur case noire d6 · Pion noir sur case blanche e6 · Pion noir sur case noire f6 · Pion blanc sur case blanche b5 · Pion blanc sur case noire a3 · Roi blanc sur case blanche d3 · Pion blanc sur case noire e3 · Pion blanc sur case noire f2 · Pion blanc sur case blanche g2 · Pion blanc sur case noire h2 · Fou blanc sur case noire c1 | Roi noir sur case noire f8 · Pion noir sur case noire a7 · Pion noir sur case blanche b7 · Pion noir sur case noire g7 · Pion noir sur case blanche h7 · Fou noir sur case noire d6 · Pion noir sur case blanche e6 · Pion noir sur case noire f6 · Pion blanc sur case blanche b5 · Pion blanc sur case noire a3 · Roi blanc sur case blanche d3 · Pion blanc sur case noire e3 · Pion blanc sur case noire f2 · Pion blanc sur case blanche g2 · Pion blanc sur case noire h2 · Fou blanc sur case noire c1 | Roi noir sur case noire f8 · Pion noir sur case noire a7 · Pion noir sur case blanche b7 · Pion noir sur case noire g7 · Pion noir sur case blanche h7 · Fou noir sur case noire d6 · Pion noir sur case blanche e6 · Pion noir sur case noire f6 · Pion blanc sur case blanche b5 · Pion blanc sur case noire a3 · Roi blanc sur case blanche d3 · Pion blanc sur case noire e3 · Pion blanc sur case noire f2 · Pion blanc sur case blanche g2 · Pion blanc sur case noire h2 · Fou blanc sur case noire c1 | Roi noir sur case noire f8 · Pion noir sur case noire a7 · Pion noir sur case blanche b7 · Pion noir sur case noire g7 · Pion noir sur case blanche h7 · Fou noir sur case noire d6 · Pion noir sur case blanche e6 · Pion noir sur case noire f6 · Pion blanc sur case blanche b5 · Pion blanc sur case noire a3 · Roi blanc sur case blanche d3 · Pion blanc sur case noire e3 · Pion blanc sur case noire f2 · Pion blanc sur case blanche g2 · Pion blanc sur case noire h2 · Fou blanc sur case noire c1 | 1 |
|   | a | b | c | d | e | f | g | h |   |

Dans la première partie, après des échanges habituels dans une défense nimzo-indienne pacifique, la position du diagramme est atteinte après 29.b5. Fischer semble avoir une partie confortable avec les Noirs.
Dans cette position plutôt inerte, Fischer commet une gaffe avec 29...Fxh2??, ne voyant pas 30.g3 h5 31.Re2 h4 32.Rf3 h3 33.Rg4 Fg1 34.Rxh3 Fxf2 35.Fd2, piégeant le fou. Anatoli Karpov a suggéré que la cause de la bévue est un excès de confiance. Selon Garry Kasparov, Fischer avait probablement calculé 32...h3 33.Rg4 Fg1 34.Rxh3 Fxf2 mais n'a pas vu 35.Fd2 et le fou piégé.
En raison des caractéristiques inhabituelles de la position, Fischer a encore de bonnes chances de faire nulle bien qu'il ne dispose que de deux pions pour le fou. Mais la position devient sans espoir quand il commet deux gaffes de plus avant l'ajournement (aux 37e et 40e coups). Il abandonne au 56e coup.
Après cette défaite, Fischer formule de nouvelles exigences, il réclame notamment que les caméras soient retirées. Comme ses exigences ne sont pas suivies, il ne se présente pas à la deuxième partie et offre un point par forfait à Spassky. Son appel est rejeté. Karpov, dans son livre Karpov on Karpov, estime que cette défaite par forfait est un coup magistral de la part de Fischer, destiné uniquement à embarrasser le sens de l'équité de Spassky, qui était réputé pour être un parfait gentleman.
Avec un score de 2-0 favorable à Spassky, la plupart des observateurs croient le match terminé, et que Fischer va quitter l'Islande. Il n'en fait rien, une décision attribuée par certains à un nouvel appel de Henry Kissinger et à un déluge de télégrammes de soutien. L'esprit sportif, le respect et la sympathie pour Fischer conduisent Spassky à accepter de jouer la 3e partie dans une petite pièce d'arrière-salle, hors de la vue des spectateurs. Pal Benko estime qu'il s'agit d'une gaffe psychologique de la part de Spassky.

### Le tournant du match
|   | a | b | c | d | e | f | g | h |   |
| 8 | Tour noire sur case blanche a8 · Fou noir sur case blanche c8 · Dame noire sur case noire d8 · Tour noire sur case blanche e8 · Roi noir sur case blanche g8 · Pion noir sur case noire a7 · Pion noir sur case blanche b7 · Cavalier noir sur case blanche d7 · Pion noir sur case blanche f7 · Fou noir sur case noire g7 · Pion noir sur case blanche h7 · Pion noir sur case noire d6 · Cavalier noir sur case noire f6 · Pion noir sur case blanche g6 · Pion noir sur case noire c5 · Pion blanc sur case blanche d5 · Pion blanc sur case blanche e4 · Cavalier blanc sur case noire c3 · Pion blanc sur case blanche a2 · Pion blanc sur case noire b2 · Dame blanche sur case blanche c2 · Cavalier blanc sur case noire d2 · Fou blanc sur case blanche e2 · Pion blanc sur case noire f2 · Pion blanc sur case blanche g2 · Pion blanc sur case noire h2 · Tour blanche sur case noire a1 · Fou blanc sur case noire c1 · Tour blanche sur case blanche f1 · Roi blanc sur case noire g1 | Tour noire sur case blanche a8 · Fou noir sur case blanche c8 · Dame noire sur case noire d8 · Tour noire sur case blanche e8 · Roi noir sur case blanche g8 · Pion noir sur case noire a7 · Pion noir sur case blanche b7 · Cavalier noir sur case blanche d7 · Pion noir sur case blanche f7 · Fou noir sur case noire g7 · Pion noir sur case blanche h7 · Pion noir sur case noire d6 · Cavalier noir sur case noire f6 · Pion noir sur case blanche g6 · Pion noir sur case noire c5 · Pion blanc sur case blanche d5 · Pion blanc sur case blanche e4 · Cavalier blanc sur case noire c3 · Pion blanc sur case blanche a2 · Pion blanc sur case noire b2 · Dame blanche sur case blanche c2 · Cavalier blanc sur case noire d2 · Fou blanc sur case blanche e2 · Pion blanc sur case noire f2 · Pion blanc sur case blanche g2 · Pion blanc sur case noire h2 · Tour blanche sur case noire a1 · Fou blanc sur case noire c1 · Tour blanche sur case blanche f1 · Roi blanc sur case noire g1 | Tour noire sur case blanche a8 · Fou noir sur case blanche c8 · Dame noire sur case noire d8 · Tour noire sur case blanche e8 · Roi noir sur case blanche g8 · Pion noir sur case noire a7 · Pion noir sur case blanche b7 · Cavalier noir sur case blanche d7 · Pion noir sur case blanche f7 · Fou noir sur case noire g7 · Pion noir sur case blanche h7 · Pion noir sur case noire d6 · Cavalier noir sur case noire f6 · Pion noir sur case blanche g6 · Pion noir sur case noire c5 · Pion blanc sur case blanche d5 · Pion blanc sur case blanche e4 · Cavalier blanc sur case noire c3 · Pion blanc sur case blanche a2 · Pion blanc sur case noire b2 · Dame blanche sur case blanche c2 · Cavalier blanc sur case noire d2 · Fou blanc sur case blanche e2 · Pion blanc sur case noire f2 · Pion blanc sur case blanche g2 · Pion blanc sur case noire h2 · Tour blanche sur case noire a1 · Fou blanc sur case noire c1 · Tour blanche sur case blanche f1 · Roi blanc sur case noire g1 | Tour noire sur case blanche a8 · Fou noir sur case blanche c8 · Dame noire sur case noire d8 · Tour noire sur case blanche e8 · Roi noir sur case blanche g8 · Pion noir sur case noire a7 · Pion noir sur case blanche b7 · Cavalier noir sur case blanche d7 · Pion noir sur case blanche f7 · Fou noir sur case noire g7 · Pion noir sur case blanche h7 · Pion noir sur case noire d6 · Cavalier noir sur case noire f6 · Pion noir sur case blanche g6 · Pion noir sur case noire c5 · Pion blanc sur case blanche d5 · Pion blanc sur case blanche e4 · Cavalier blanc sur case noire c3 · Pion blanc sur case blanche a2 · Pion blanc sur case noire b2 · Dame blanche sur case blanche c2 · Cavalier blanc sur case noire d2 · Fou blanc sur case blanche e2 · Pion blanc sur case noire f2 · Pion blanc sur case blanche g2 · Pion blanc sur case noire h2 · Tour blanche sur case noire a1 · Fou blanc sur case noire c1 · Tour blanche sur case blanche f1 · Roi blanc sur case noire g1 | Tour noire sur case blanche a8 · Fou noir sur case blanche c8 · Dame noire sur case noire d8 · Tour noire sur case blanche e8 · Roi noir sur case blanche g8 · Pion noir sur case noire a7 · Pion noir sur case blanche b7 · Cavalier noir sur case blanche d7 · Pion noir sur case blanche f7 · Fou noir sur case noire g7 · Pion noir sur case blanche h7 · Pion noir sur case noire d6 · Cavalier noir sur case noire f6 · Pion noir sur case blanche g6 · Pion noir sur case noire c5 · Pion blanc sur case blanche d5 · Pion blanc sur case blanche e4 · Cavalier blanc sur case noire c3 · Pion blanc sur case blanche a2 · Pion blanc sur case noire b2 · Dame blanche sur case blanche c2 · Cavalier blanc sur case noire d2 · Fou blanc sur case blanche e2 · Pion blanc sur case noire f2 · Pion blanc sur case blanche g2 · Pion blanc sur case noire h2 · Tour blanche sur case noire a1 · Fou blanc sur case noire c1 · Tour blanche sur case blanche f1 · Roi blanc sur case noire g1 | Tour noire sur case blanche a8 · Fou noir sur case blanche c8 · Dame noire sur case noire d8 · Tour noire sur case blanche e8 · Roi noir sur case blanche g8 · Pion noir sur case noire a7 · Pion noir sur case blanche b7 · Cavalier noir sur case blanche d7 · Pion noir sur case blanche f7 · Fou noir sur case noire g7 · Pion noir sur case blanche h7 · Pion noir sur case noire d6 · Cavalier noir sur case noire f6 · Pion noir sur case blanche g6 · Pion noir sur case noire c5 · Pion blanc sur case blanche d5 · Pion blanc sur case blanche e4 · Cavalier blanc sur case noire c3 · Pion blanc sur case blanche a2 · Pion blanc sur case noire b2 · Dame blanche sur case blanche c2 · Cavalier blanc sur case noire d2 · Fou blanc sur case blanche e2 · Pion blanc sur case noire f2 · Pion blanc sur case blanche g2 · Pion blanc sur case noire h2 · Tour blanche sur case noire a1 · Fou blanc sur case noire c1 · Tour blanche sur case blanche f1 · Roi blanc sur case noire g1 | Tour noire sur case blanche a8 · Fou noir sur case blanche c8 · Dame noire sur case noire d8 · Tour noire sur case blanche e8 · Roi noir sur case blanche g8 · Pion noir sur case noire a7 · Pion noir sur case blanche b7 · Cavalier noir sur case blanche d7 · Pion noir sur case blanche f7 · Fou noir sur case noire g7 · Pion noir sur case blanche h7 · Pion noir sur case noire d6 · Cavalier noir sur case noire f6 · Pion noir sur case blanche g6 · Pion noir sur case noire c5 · Pion blanc sur case blanche d5 · Pion blanc sur case blanche e4 · Cavalier blanc sur case noire c3 · Pion blanc sur case blanche a2 · Pion blanc sur case noire b2 · Dame blanche sur case blanche c2 · Cavalier blanc sur case noire d2 · Fou blanc sur case blanche e2 · Pion blanc sur case noire f2 · Pion blanc sur case blanche g2 · Pion blanc sur case noire h2 · Tour blanche sur case noire a1 · Fou blanc sur case noire c1 · Tour blanche sur case blanche f1 · Roi blanc sur case noire g1 | Tour noire sur case blanche a8 · Fou noir sur case blanche c8 · Dame noire sur case noire d8 · Tour noire sur case blanche e8 · Roi noir sur case blanche g8 · Pion noir sur case noire a7 · Pion noir sur case blanche b7 · Cavalier noir sur case blanche d7 · Pion noir sur case blanche f7 · Fou noir sur case noire g7 · Pion noir sur case blanche h7 · Pion noir sur case noire d6 · Cavalier noir sur case noire f6 · Pion noir sur case blanche g6 · Pion noir sur case noire c5 · Pion blanc sur case blanche d5 · Pion blanc sur case blanche e4 · Cavalier blanc sur case noire c3 · Pion blanc sur case blanche a2 · Pion blanc sur case noire b2 · Dame blanche sur case blanche c2 · Cavalier blanc sur case noire d2 · Fou blanc sur case blanche e2 · Pion blanc sur case noire f2 · Pion blanc sur case blanche g2 · Pion blanc sur case noire h2 · Tour blanche sur case noire a1 · Fou blanc sur case noire c1 · Tour blanche sur case blanche f1 · Roi blanc sur case noire g1 | 8 |
| 7 | Tour noire sur case blanche a8 · Fou noir sur case blanche c8 · Dame noire sur case noire d8 · Tour noire sur case blanche e8 · Roi noir sur case blanche g8 · Pion noir sur case noire a7 · Pion noir sur case blanche b7 · Cavalier noir sur case blanche d7 · Pion noir sur case blanche f7 · Fou noir sur case noire g7 · Pion noir sur case blanche h7 · Pion noir sur case noire d6 · Cavalier noir sur case noire f6 · Pion noir sur case blanche g6 · Pion noir sur case noire c5 · Pion blanc sur case blanche d5 · Pion blanc sur case blanche e4 · Cavalier blanc sur case noire c3 · Pion blanc sur case blanche a2 · Pion blanc sur case noire b2 · Dame blanche sur case blanche c2 · Cavalier blanc sur case noire d2 · Fou blanc sur case blanche e2 · Pion blanc sur case noire f2 · Pion blanc sur case blanche g2 · Pion blanc sur case noire h2 · Tour blanche sur case noire a1 · Fou blanc sur case noire c1 · Tour blanche sur case blanche f1 · Roi blanc sur case noire g1 | Tour noire sur case blanche a8 · Fou noir sur case blanche c8 · Dame noire sur case noire d8 · Tour noire sur case blanche e8 · Roi noir sur case blanche g8 · Pion noir sur case noire a7 · Pion noir sur case blanche b7 · Cavalier noir sur case blanche d7 · Pion noir sur case blanche f7 · Fou noir sur case noire g7 · Pion noir sur case blanche h7 · Pion noir sur case noire d6 · Cavalier noir sur case noire f6 · Pion noir sur case blanche g6 · Pion noir sur case noire c5 · Pion blanc sur case blanche d5 · Pion blanc sur case blanche e4 · Cavalier blanc sur case noire c3 · Pion blanc sur case blanche a2 · Pion blanc sur case noire b2 · Dame blanche sur case blanche c2 · Cavalier blanc sur case noire d2 · Fou blanc sur case blanche e2 · Pion blanc sur case noire f2 · Pion blanc sur case blanche g2 · Pion blanc sur case noire h2 · Tour blanche sur case noire a1 · Fou blanc sur case noire c1 · Tour blanche sur case blanche f1 · Roi blanc sur case noire g1 | Tour noire sur case blanche a8 · Fou noir sur case blanche c8 · Dame noire sur case noire d8 · Tour noire sur case blanche e8 · Roi noir sur case blanche g8 · Pion noir sur case noire a7 · Pion noir sur case blanche b7 · Cavalier noir sur case blanche d7 · Pion noir sur case blanche f7 · Fou noir sur case noire g7 · Pion noir sur case blanche h7 · Pion noir sur case noire d6 · Cavalier noir sur case noire f6 · Pion noir sur case blanche g6 · Pion noir sur case noire c5 · Pion blanc sur case blanche d5 · Pion blanc sur case blanche e4 · Cavalier blanc sur case noire c3 · Pion blanc sur case blanche a2 · Pion blanc sur case noire b2 · Dame blanche sur case blanche c2 · Cavalier blanc sur case noire d2 · Fou blanc sur case blanche e2 · Pion blanc sur case noire f2 · Pion blanc sur case blanche g2 · Pion blanc sur case noire h2 · Tour blanche sur case noire a1 · Fou blanc sur case noire c1 · Tour blanche sur case blanche f1 · Roi blanc sur case noire g1 | Tour noire sur case blanche a8 · Fou noir sur case blanche c8 · Dame noire sur case noire d8 · Tour noire sur case blanche e8 · Roi noir sur case blanche g8 · Pion noir sur case noire a7 · Pion noir sur case blanche b7 · Cavalier noir sur case blanche d7 · Pion noir sur case blanche f7 · Fou noir sur case noire g7 · Pion noir sur case blanche h7 · Pion noir sur case noire d6 · Cavalier noir sur case noire f6 · Pion noir sur case blanche g6 · Pion noir sur case noire c5 · Pion blanc sur case blanche d5 · Pion blanc sur case blanche e4 · Cavalier blanc sur case noire c3 · Pion blanc sur case blanche a2 · Pion blanc sur case noire b2 · Dame blanche sur case blanche c2 · Cavalier blanc sur case noire d2 · Fou blanc sur case blanche e2 · Pion blanc sur case noire f2 · Pion blanc sur case blanche g2 · Pion blanc sur case noire h2 · Tour blanche sur case noire a1 · Fou blanc sur case noire c1 · Tour blanche sur case blanche f1 · Roi blanc sur case noire g1 | Tour noire sur case blanche a8 · Fou noir sur case blanche c8 · Dame noire sur case noire d8 · Tour noire sur case blanche e8 · Roi noir sur case blanche g8 · Pion noir sur case noire a7 · Pion noir sur case blanche b7 · Cavalier noir sur case blanche d7 · Pion noir sur case blanche f7 · Fou noir sur case noire g7 · Pion noir sur case blanche h7 · Pion noir sur case noire d6 · Cavalier noir sur case noire f6 · Pion noir sur case blanche g6 · Pion noir sur case noire c5 · Pion blanc sur case blanche d5 · Pion blanc sur case blanche e4 · Cavalier blanc sur case noire c3 · Pion blanc sur case blanche a2 · Pion blanc sur case noire b2 · Dame blanche sur case blanche c2 · Cavalier blanc sur case noire d2 · Fou blanc sur case blanche e2 · Pion blanc sur case noire f2 · Pion blanc sur case blanche g2 · Pion blanc sur case noire h2 · Tour blanche sur case noire a1 · Fou blanc sur case noire c1 · Tour blanche sur case blanche f1 · Roi blanc sur case noire g1 | Tour noire sur case blanche a8 · Fou noir sur case blanche c8 · Dame noire sur case noire d8 · Tour noire sur case blanche e8 · Roi noir sur case blanche g8 · Pion noir sur case noire a7 · Pion noir sur case blanche b7 · Cavalier noir sur case blanche d7 · Pion noir sur case blanche f7 · Fou noir sur case noire g7 · Pion noir sur case blanche h7 · Pion noir sur case noire d6 · Cavalier noir sur case noire f6 · Pion noir sur case blanche g6 · Pion noir sur case noire c5 · Pion blanc sur case blanche d5 · Pion blanc sur case blanche e4 · Cavalier blanc sur case noire c3 · Pion blanc sur case blanche a2 · Pion blanc sur case noire b2 · Dame blanche sur case blanche c2 · Cavalier blanc sur case noire d2 · Fou blanc sur case blanche e2 · Pion blanc sur case noire f2 · Pion blanc sur case blanche g2 · Pion blanc sur case noire h2 · Tour blanche sur case noire a1 · Fou blanc sur case noire c1 · Tour blanche sur case blanche f1 · Roi blanc sur case noire g1 | Tour noire sur case blanche a8 · Fou noir sur case blanche c8 · Dame noire sur case noire d8 · Tour noire sur case blanche e8 · Roi noir sur case blanche g8 · Pion noir sur case noire a7 · Pion noir sur case blanche b7 · Cavalier noir sur case blanche d7 · Pion noir sur case blanche f7 · Fou noir sur case noire g7 · Pion noir sur case blanche h7 · Pion noir sur case noire d6 · Cavalier noir sur case noire f6 · Pion noir sur case blanche g6 · Pion noir sur case noire c5 · Pion blanc sur case blanche d5 · Pion blanc sur case blanche e4 · Cavalier blanc sur case noire c3 · Pion blanc sur case blanche a2 · Pion blanc sur case noire b2 · Dame blanche sur case blanche c2 · Cavalier blanc sur case noire d2 · Fou blanc sur case blanche e2 · Pion blanc sur case noire f2 · Pion blanc sur case blanche g2 · Pion blanc sur case noire h2 · Tour blanche sur case noire a1 · Fou blanc sur case noire c1 · Tour blanche sur case blanche f1 · Roi blanc sur case noire g1 | Tour noire sur case blanche a8 · Fou noir sur case blanche c8 · Dame noire sur case noire d8 · Tour noire sur case blanche e8 · Roi noir sur case blanche g8 · Pion noir sur case noire a7 · Pion noir sur case blanche b7 · Cavalier noir sur case blanche d7 · Pion noir sur case blanche f7 · Fou noir sur case noire g7 · Pion noir sur case blanche h7 · Pion noir sur case noire d6 · Cavalier noir sur case noire f6 · Pion noir sur case blanche g6 · Pion noir sur case noire c5 · Pion blanc sur case blanche d5 · Pion blanc sur case blanche e4 · Cavalier blanc sur case noire c3 · Pion blanc sur case blanche a2 · Pion blanc sur case noire b2 · Dame blanche sur case blanche c2 · Cavalier blanc sur case noire d2 · Fou blanc sur case blanche e2 · Pion blanc sur case noire f2 · Pion blanc sur case blanche g2 · Pion blanc sur case noire h2 · Tour blanche sur case noire a1 · Fou blanc sur case noire c1 · Tour blanche sur case blanche f1 · Roi blanc sur case noire g1 | 7 |
| 6 | Tour noire sur case blanche a8 · Fou noir sur case blanche c8 · Dame noire sur case noire d8 · Tour noire sur case blanche e8 · Roi noir sur case blanche g8 · Pion noir sur case noire a7 · Pion noir sur case blanche b7 · Cavalier noir sur case blanche d7 · Pion noir sur case blanche f7 · Fou noir sur case noire g7 · Pion noir sur case blanche h7 · Pion noir sur case noire d6 · Cavalier noir sur case noire f6 · Pion noir sur case blanche g6 · Pion noir sur case noire c5 · Pion blanc sur case blanche d5 · Pion blanc sur case blanche e4 · Cavalier blanc sur case noire c3 · Pion blanc sur case blanche a2 · Pion blanc sur case noire b2 · Dame blanche sur case blanche c2 · Cavalier blanc sur case noire d2 · Fou blanc sur case blanche e2 · Pion blanc sur case noire f2 · Pion blanc sur case blanche g2 · Pion blanc sur case noire h2 · Tour blanche sur case noire a1 · Fou blanc sur case noire c1 · Tour blanche sur case blanche f1 · Roi blanc sur case noire g1 | Tour noire sur case blanche a8 · Fou noir sur case blanche c8 · Dame noire sur case noire d8 · Tour noire sur case blanche e8 · Roi noir sur case blanche g8 · Pion noir sur case noire a7 · Pion noir sur case blanche b7 · Cavalier noir sur case blanche d7 · Pion noir sur case blanche f7 · Fou noir sur case noire g7 · Pion noir sur case blanche h7 · Pion noir sur case noire d6 · Cavalier noir sur case noire f6 · Pion noir sur case blanche g6 · Pion noir sur case noire c5 · Pion blanc sur case blanche d5 · Pion blanc sur case blanche e4 · Cavalier blanc sur case noire c3 · Pion blanc sur case blanche a2 · Pion blanc sur case noire b2 · Dame blanche sur case blanche c2 · Cavalier blanc sur case noire d2 · Fou blanc sur case blanche e2 · Pion blanc sur case noire f2 · Pion blanc sur case blanche g2 · Pion blanc sur case noire h2 · Tour blanche sur case noire a1 · Fou blanc sur case noire c1 · Tour blanche sur case blanche f1 · Roi blanc sur case noire g1 | Tour noire sur case blanche a8 · Fou noir sur case blanche c8 · Dame noire sur case noire d8 · Tour noire sur case blanche e8 · Roi noir sur case blanche g8 · Pion noir sur case noire a7 · Pion noir sur case blanche b7 · Cavalier noir sur case blanche d7 · Pion noir sur case blanche f7 · Fou noir sur case noire g7 · Pion noir sur case blanche h7 · Pion noir sur case noire d6 · Cavalier noir sur case noire f6 · Pion noir sur case blanche g6 · Pion noir sur case noire c5 · Pion blanc sur case blanche d5 · Pion blanc sur case blanche e4 · Cavalier blanc sur case noire c3 · Pion blanc sur case blanche a2 · Pion blanc sur case noire b2 · Dame blanche sur case blanche c2 · Cavalier blanc sur case noire d2 · Fou blanc sur case blanche e2 · Pion blanc sur case noire f2 · Pion blanc sur case blanche g2 · Pion blanc sur case noire h2 · Tour blanche sur case noire a1 · Fou blanc sur case noire c1 · Tour blanche sur case blanche f1 · Roi blanc sur case noire g1 | Tour noire sur case blanche a8 · Fou noir sur case blanche c8 · Dame noire sur case noire d8 · Tour noire sur case blanche e8 · Roi noir sur case blanche g8 · Pion noir sur case noire a7 · Pion noir sur case blanche b7 · Cavalier noir sur case blanche d7 · Pion noir sur case blanche f7 · Fou noir sur case noire g7 · Pion noir sur case blanche h7 · Pion noir sur case noire d6 · Cavalier noir sur case noire f6 · Pion noir sur case blanche g6 · Pion noir sur case noire c5 · Pion blanc sur case blanche d5 · Pion blanc sur case blanche e4 · Cavalier blanc sur case noire c3 · Pion blanc sur case blanche a2 · Pion blanc sur case noire b2 · Dame blanche sur case blanche c2 · Cavalier blanc sur case noire d2 · Fou blanc sur case blanche e2 · Pion blanc sur case noire f2 · Pion blanc sur case blanche g2 · Pion blanc sur case noire h2 · Tour blanche sur case noire a1 · Fou blanc sur case noire c1 · Tour blanche sur case blanche f1 · Roi blanc sur case noire g1 | Tour noire sur case blanche a8 · Fou noir sur case blanche c8 · Dame noire sur case noire d8 · Tour noire sur case blanche e8 · Roi noir sur case blanche g8 · Pion noir sur case noire a7 · Pion noir sur case blanche b7 · Cavalier noir sur case blanche d7 · Pion noir sur case blanche f7 · Fou noir sur case noire g7 · Pion noir sur case blanche h7 · Pion noir sur case noire d6 · Cavalier noir sur case noire f6 · Pion noir sur case blanche g6 · Pion noir sur case noire c5 · Pion blanc sur case blanche d5 · Pion blanc sur case blanche e4 · Cavalier blanc sur case noire c3 · Pion blanc sur case blanche a2 · Pion blanc sur case noire b2 · Dame blanche sur case blanche c2 · Cavalier blanc sur case noire d2 · Fou blanc sur case blanche e2 · Pion blanc sur case noire f2 · Pion blanc sur case blanche g2 · Pion blanc sur case noire h2 · Tour blanche sur case noire a1 · Fou blanc sur case noire c1 · Tour blanche sur case blanche f1 · Roi blanc sur case noire g1 | Tour noire sur case blanche a8 · Fou noir sur case blanche c8 · Dame noire sur case noire d8 · Tour noire sur case blanche e8 · Roi noir sur case blanche g8 · Pion noir sur case noire a7 · Pion noir sur case blanche b7 · Cavalier noir sur case blanche d7 · Pion noir sur case blanche f7 · Fou noir sur case noire g7 · Pion noir sur case blanche h7 · Pion noir sur case noire d6 · Cavalier noir sur case noire f6 · Pion noir sur case blanche g6 · Pion noir sur case noire c5 · Pion blanc sur case blanche d5 · Pion blanc sur case blanche e4 · Cavalier blanc sur case noire c3 · Pion blanc sur case blanche a2 · Pion blanc sur case noire b2 · Dame blanche sur case blanche c2 · Cavalier blanc sur case noire d2 · Fou blanc sur case blanche e2 · Pion blanc sur case noire f2 · Pion blanc sur case blanche g2 · Pion blanc sur case noire h2 · Tour blanche sur case noire a1 · Fou blanc sur case noire c1 · Tour blanche sur case blanche f1 · Roi blanc sur case noire g1 | Tour noire sur case blanche a8 · Fou noir sur case blanche c8 · Dame noire sur case noire d8 · Tour noire sur case blanche e8 · Roi noir sur case blanche g8 · Pion noir sur case noire a7 · Pion noir sur case blanche b7 · Cavalier noir sur case blanche d7 · Pion noir sur case blanche f7 · Fou noir sur case noire g7 · Pion noir sur case blanche h7 · Pion noir sur case noire d6 · Cavalier noir sur case noire f6 · Pion noir sur case blanche g6 · Pion noir sur case noire c5 · Pion blanc sur case blanche d5 · Pion blanc sur case blanche e4 · Cavalier blanc sur case noire c3 · Pion blanc sur case blanche a2 · Pion blanc sur case noire b2 · Dame blanche sur case blanche c2 · Cavalier blanc sur case noire d2 · Fou blanc sur case blanche e2 · Pion blanc sur case noire f2 · Pion blanc sur case blanche g2 · Pion blanc sur case noire h2 · Tour blanche sur case noire a1 · Fou blanc sur case noire c1 · Tour blanche sur case blanche f1 · Roi blanc sur case noire g1 | Tour noire sur case blanche a8 · Fou noir sur case blanche c8 · Dame noire sur case noire d8 · Tour noire sur case blanche e8 · Roi noir sur case blanche g8 · Pion noir sur case noire a7 · Pion noir sur case blanche b7 · Cavalier noir sur case blanche d7 · Pion noir sur case blanche f7 · Fou noir sur case noire g7 · Pion noir sur case blanche h7 · Pion noir sur case noire d6 · Cavalier noir sur case noire f6 · Pion noir sur case blanche g6 · Pion noir sur case noire c5 · Pion blanc sur case blanche d5 · Pion blanc sur case blanche e4 · Cavalier blanc sur case noire c3 · Pion blanc sur case blanche a2 · Pion blanc sur case noire b2 · Dame blanche sur case blanche c2 · Cavalier blanc sur case noire d2 · Fou blanc sur case blanche e2 · Pion blanc sur case noire f2 · Pion blanc sur case blanche g2 · Pion blanc sur case noire h2 · Tour blanche sur case noire a1 · Fou blanc sur case noire c1 · Tour blanche sur case blanche f1 · Roi blanc sur case noire g1 | 6 |
| 5 | Tour noire sur case blanche a8 · Fou noir sur case blanche c8 · Dame noire sur case noire d8 · Tour noire sur case blanche e8 · Roi noir sur case blanche g8 · Pion noir sur case noire a7 · Pion noir sur case blanche b7 · Cavalier noir sur case blanche d7 · Pion noir sur case blanche f7 · Fou noir sur case noire g7 · Pion noir sur case blanche h7 · Pion noir sur case noire d6 · Cavalier noir sur case noire f6 · Pion noir sur case blanche g6 · Pion noir sur case noire c5 · Pion blanc sur case blanche d5 · Pion blanc sur case blanche e4 · Cavalier blanc sur case noire c3 · Pion blanc sur case blanche a2 · Pion blanc sur case noire b2 · Dame blanche sur case blanche c2 · Cavalier blanc sur case noire d2 · Fou blanc sur case blanche e2 · Pion blanc sur case noire f2 · Pion blanc sur case blanche g2 · Pion blanc sur case noire h2 · Tour blanche sur case noire a1 · Fou blanc sur case noire c1 · Tour blanche sur case blanche f1 · Roi blanc sur case noire g1 | Tour noire sur case blanche a8 · Fou noir sur case blanche c8 · Dame noire sur case noire d8 · Tour noire sur case blanche e8 · Roi noir sur case blanche g8 · Pion noir sur case noire a7 · Pion noir sur case blanche b7 · Cavalier noir sur case blanche d7 · Pion noir sur case blanche f7 · Fou noir sur case noire g7 · Pion noir sur case blanche h7 · Pion noir sur case noire d6 · Cavalier noir sur case noire f6 · Pion noir sur case blanche g6 · Pion noir sur case noire c5 · Pion blanc sur case blanche d5 · Pion blanc sur case blanche e4 · Cavalier blanc sur case noire c3 · Pion blanc sur case blanche a2 · Pion blanc sur case noire b2 · Dame blanche sur case blanche c2 · Cavalier blanc sur case noire d2 · Fou blanc sur case blanche e2 · Pion blanc sur case noire f2 · Pion blanc sur case blanche g2 · Pion blanc sur case noire h2 · Tour blanche sur case noire a1 · Fou blanc sur case noire c1 · Tour blanche sur case blanche f1 · Roi blanc sur case noire g1 | Tour noire sur case blanche a8 · Fou noir sur case blanche c8 · Dame noire sur case noire d8 · Tour noire sur case blanche e8 · Roi noir sur case blanche g8 · Pion noir sur case noire a7 · Pion noir sur case blanche b7 · Cavalier noir sur case blanche d7 · Pion noir sur case blanche f7 · Fou noir sur case noire g7 · Pion noir sur case blanche h7 · Pion noir sur case noire d6 · Cavalier noir sur case noire f6 · Pion noir sur case blanche g6 · Pion noir sur case noire c5 · Pion blanc sur case blanche d5 · Pion blanc sur case blanche e4 · Cavalier blanc sur case noire c3 · Pion blanc sur case blanche a2 · Pion blanc sur case noire b2 · Dame blanche sur case blanche c2 · Cavalier blanc sur case noire d2 · Fou blanc sur case blanche e2 · Pion blanc sur case noire f2 · Pion blanc sur case blanche g2 · Pion blanc sur case noire h2 · Tour blanche sur case noire a1 · Fou blanc sur case noire c1 · Tour blanche sur case blanche f1 · Roi blanc sur case noire g1 | Tour noire sur case blanche a8 · Fou noir sur case blanche c8 · Dame noire sur case noire d8 · Tour noire sur case blanche e8 · Roi noir sur case blanche g8 · Pion noir sur case noire a7 · Pion noir sur case blanche b7 · Cavalier noir sur case blanche d7 · Pion noir sur case blanche f7 · Fou noir sur case noire g7 · Pion noir sur case blanche h7 · Pion noir sur case noire d6 · Cavalier noir sur case noire f6 · Pion noir sur case blanche g6 · Pion noir sur case noire c5 · Pion blanc sur case blanche d5 · Pion blanc sur case blanche e4 · Cavalier blanc sur case noire c3 · Pion blanc sur case blanche a2 · Pion blanc sur case noire b2 · Dame blanche sur case blanche c2 · Cavalier blanc sur case noire d2 · Fou blanc sur case blanche e2 · Pion blanc sur case noire f2 · Pion blanc sur case blanche g2 · Pion blanc sur case noire h2 · Tour blanche sur case noire a1 · Fou blanc sur case noire c1 · Tour blanche sur case blanche f1 · Roi blanc sur case noire g1 | Tour noire sur case blanche a8 · Fou noir sur case blanche c8 · Dame noire sur case noire d8 · Tour noire sur case blanche e8 · Roi noir sur case blanche g8 · Pion noir sur case noire a7 · Pion noir sur case blanche b7 · Cavalier noir sur case blanche d7 · Pion noir sur case blanche f7 · Fou noir sur case noire g7 · Pion noir sur case blanche h7 · Pion noir sur case noire d6 · Cavalier noir sur case noire f6 · Pion noir sur case blanche g6 · Pion noir sur case noire c5 · Pion blanc sur case blanche d5 · Pion blanc sur case blanche e4 · Cavalier blanc sur case noire c3 · Pion blanc sur case blanche a2 · Pion blanc sur case noire b2 · Dame blanche sur case blanche c2 · Cavalier blanc sur case noire d2 · Fou blanc sur case blanche e2 · Pion blanc sur case noire f2 · Pion blanc sur case blanche g2 · Pion blanc sur case noire h2 · Tour blanche sur case noire a1 · Fou blanc sur case noire c1 · Tour blanche sur case blanche f1 · Roi blanc sur case noire g1 | Tour noire sur case blanche a8 · Fou noir sur case blanche c8 · Dame noire sur case noire d8 · Tour noire sur case blanche e8 · Roi noir sur case blanche g8 · Pion noir sur case noire a7 · Pion noir sur case blanche b7 · Cavalier noir sur case blanche d7 · Pion noir sur case blanche f7 · Fou noir sur case noire g7 · Pion noir sur case blanche h7 · Pion noir sur case noire d6 · Cavalier noir sur case noire f6 · Pion noir sur case blanche g6 · Pion noir sur case noire c5 · Pion blanc sur case blanche d5 · Pion blanc sur case blanche e4 · Cavalier blanc sur case noire c3 · Pion blanc sur case blanche a2 · Pion blanc sur case noire b2 · Dame blanche sur case blanche c2 · Cavalier blanc sur case noire d2 · Fou blanc sur case blanche e2 · Pion blanc sur case noire f2 · Pion blanc sur case blanche g2 · Pion blanc sur case noire h2 · Tour blanche sur case noire a1 · Fou blanc sur case noire c1 · Tour blanche sur case blanche f1 · Roi blanc sur case noire g1 | Tour noire sur case blanche a8 · Fou noir sur case blanche c8 · Dame noire sur case noire d8 · Tour noire sur case blanche e8 · Roi noir sur case blanche g8 · Pion noir sur case noire a7 · Pion noir sur case blanche b7 · Cavalier noir sur case blanche d7 · Pion noir sur case blanche f7 · Fou noir sur case noire g7 · Pion noir sur case blanche h7 · Pion noir sur case noire d6 · Cavalier noir sur case noire f6 · Pion noir sur case blanche g6 · Pion noir sur case noire c5 · Pion blanc sur case blanche d5 · Pion blanc sur case blanche e4 · Cavalier blanc sur case noire c3 · Pion blanc sur case blanche a2 · Pion blanc sur case noire b2 · Dame blanche sur case blanche c2 · Cavalier blanc sur case noire d2 · Fou blanc sur case blanche e2 · Pion blanc sur case noire f2 · Pion blanc sur case blanche g2 · Pion blanc sur case noire h2 · Tour blanche sur case noire a1 · Fou blanc sur case noire c1 · Tour blanche sur case blanche f1 · Roi blanc sur case noire g1 | Tour noire sur case blanche a8 · Fou noir sur case blanche c8 · Dame noire sur case noire d8 · Tour noire sur case blanche e8 · Roi noir sur case blanche g8 · Pion noir sur case noire a7 · Pion noir sur case blanche b7 · Cavalier noir sur case blanche d7 · Pion noir sur case blanche f7 · Fou noir sur case noire g7 · Pion noir sur case blanche h7 · Pion noir sur case noire d6 · Cavalier noir sur case noire f6 · Pion noir sur case blanche g6 · Pion noir sur case noire c5 · Pion blanc sur case blanche d5 · Pion blanc sur case blanche e4 · Cavalier blanc sur case noire c3 · Pion blanc sur case blanche a2 · Pion blanc sur case noire b2 · Dame blanche sur case blanche c2 · Cavalier blanc sur case noire d2 · Fou blanc sur case blanche e2 · Pion blanc sur case noire f2 · Pion blanc sur case blanche g2 · Pion blanc sur case noire h2 · Tour blanche sur case noire a1 · Fou blanc sur case noire c1 · Tour blanche sur case blanche f1 · Roi blanc sur case noire g1 | 5 |
| 4 | Tour noire sur case blanche a8 · Fou noir sur case blanche c8 · Dame noire sur case noire d8 · Tour noire sur case blanche e8 · Roi noir sur case blanche g8 · Pion noir sur case noire a7 · Pion noir sur case blanche b7 · Cavalier noir sur case blanche d7 · Pion noir sur case blanche f7 · Fou noir sur case noire g7 · Pion noir sur case blanche h7 · Pion noir sur case noire d6 · Cavalier noir sur case noire f6 · Pion noir sur case blanche g6 · Pion noir sur case noire c5 · Pion blanc sur case blanche d5 · Pion blanc sur case blanche e4 · Cavalier blanc sur case noire c3 · Pion blanc sur case blanche a2 · Pion blanc sur case noire b2 · Dame blanche sur case blanche c2 · Cavalier blanc sur case noire d2 · Fou blanc sur case blanche e2 · Pion blanc sur case noire f2 · Pion blanc sur case blanche g2 · Pion blanc sur case noire h2 · Tour blanche sur case noire a1 · Fou blanc sur case noire c1 · Tour blanche sur case blanche f1 · Roi blanc sur case noire g1 | Tour noire sur case blanche a8 · Fou noir sur case blanche c8 · Dame noire sur case noire d8 · Tour noire sur case blanche e8 · Roi noir sur case blanche g8 · Pion noir sur case noire a7 · Pion noir sur case blanche b7 · Cavalier noir sur case blanche d7 · Pion noir sur case blanche f7 · Fou noir sur case noire g7 · Pion noir sur case blanche h7 · Pion noir sur case noire d6 · Cavalier noir sur case noire f6 · Pion noir sur case blanche g6 · Pion noir sur case noire c5 · Pion blanc sur case blanche d5 · Pion blanc sur case blanche e4 · Cavalier blanc sur case noire c3 · Pion blanc sur case blanche a2 · Pion blanc sur case noire b2 · Dame blanche sur case blanche c2 · Cavalier blanc sur case noire d2 · Fou blanc sur case blanche e2 · Pion blanc sur case noire f2 · Pion blanc sur case blanche g2 · Pion blanc sur case noire h2 · Tour blanche sur case noire a1 · Fou blanc sur case noire c1 · Tour blanche sur case blanche f1 · Roi blanc sur case noire g1 | Tour noire sur case blanche a8 · Fou noir sur case blanche c8 · Dame noire sur case noire d8 · Tour noire sur case blanche e8 · Roi noir sur case blanche g8 · Pion noir sur case noire a7 · Pion noir sur case blanche b7 · Cavalier noir sur case blanche d7 · Pion noir sur case blanche f7 · Fou noir sur case noire g7 · Pion noir sur case blanche h7 · Pion noir sur case noire d6 · Cavalier noir sur case noire f6 · Pion noir sur case blanche g6 · Pion noir sur case noire c5 · Pion blanc sur case blanche d5 · Pion blanc sur case blanche e4 · Cavalier blanc sur case noire c3 · Pion blanc sur case blanche a2 · Pion blanc sur case noire b2 · Dame blanche sur case blanche c2 · Cavalier blanc sur case noire d2 · Fou blanc sur case blanche e2 · Pion blanc sur case noire f2 · Pion blanc sur case blanche g2 · Pion blanc sur case noire h2 · Tour blanche sur case noire a1 · Fou blanc sur case noire c1 · Tour blanche sur case blanche f1 · Roi blanc sur case noire g1 | Tour noire sur case blanche a8 · Fou noir sur case blanche c8 · Dame noire sur case noire d8 · Tour noire sur case blanche e8 · Roi noir sur case blanche g8 · Pion noir sur case noire a7 · Pion noir sur case blanche b7 · Cavalier noir sur case blanche d7 · Pion noir sur case blanche f7 · Fou noir sur case noire g7 · Pion noir sur case blanche h7 · Pion noir sur case noire d6 · Cavalier noir sur case noire f6 · Pion noir sur case blanche g6 · Pion noir sur case noire c5 · Pion blanc sur case blanche d5 · Pion blanc sur case blanche e4 · Cavalier blanc sur case noire c3 · Pion blanc sur case blanche a2 · Pion blanc sur case noire b2 · Dame blanche sur case blanche c2 · Cavalier blanc sur case noire d2 · Fou blanc sur case blanche e2 · Pion blanc sur case noire f2 · Pion blanc sur case blanche g2 · Pion blanc sur case noire h2 · Tour blanche sur case noire a1 · Fou blanc sur case noire c1 · Tour blanche sur case blanche f1 · Roi blanc sur case noire g1 | Tour noire sur case blanche a8 · Fou noir sur case blanche c8 · Dame noire sur case noire d8 · Tour noire sur case blanche e8 · Roi noir sur case blanche g8 · Pion noir sur case noire a7 · Pion noir sur case blanche b7 · Cavalier noir sur case blanche d7 · Pion noir sur case blanche f7 · Fou noir sur case noire g7 · Pion noir sur case blanche h7 · Pion noir sur case noire d6 · Cavalier noir sur case noire f6 · Pion noir sur case blanche g6 · Pion noir sur case noire c5 · Pion blanc sur case blanche d5 · Pion blanc sur case blanche e4 · Cavalier blanc sur case noire c3 · Pion blanc sur case blanche a2 · Pion blanc sur case noire b2 · Dame blanche sur case blanche c2 · Cavalier blanc sur case noire d2 · Fou blanc sur case blanche e2 · Pion blanc sur case noire f2 · Pion blanc sur case blanche g2 · Pion blanc sur case noire h2 · Tour blanche sur case noire a1 · Fou blanc sur case noire c1 · Tour blanche sur case blanche f1 · Roi blanc sur case noire g1 | Tour noire sur case blanche a8 · Fou noir sur case blanche c8 · Dame noire sur case noire d8 · Tour noire sur case blanche e8 · Roi noir sur case blanche g8 · Pion noir sur case noire a7 · Pion noir sur case blanche b7 · Cavalier noir sur case blanche d7 · Pion noir sur case blanche f7 · Fou noir sur case noire g7 · Pion noir sur case blanche h7 · Pion noir sur case noire d6 · Cavalier noir sur case noire f6 · Pion noir sur case blanche g6 · Pion noir sur case noire c5 · Pion blanc sur case blanche d5 · Pion blanc sur case blanche e4 · Cavalier blanc sur case noire c3 · Pion blanc sur case blanche a2 · Pion blanc sur case noire b2 · Dame blanche sur case blanche c2 · Cavalier blanc sur case noire d2 · Fou blanc sur case blanche e2 · Pion blanc sur case noire f2 · Pion blanc sur case blanche g2 · Pion blanc sur case noire h2 · Tour blanche sur case noire a1 · Fou blanc sur case noire c1 · Tour blanche sur case blanche f1 · Roi blanc sur case noire g1 | Tour noire sur case blanche a8 · Fou noir sur case blanche c8 · Dame noire sur case noire d8 · Tour noire sur case blanche e8 · Roi noir sur case blanche g8 · Pion noir sur case noire a7 · Pion noir sur case blanche b7 · Cavalier noir sur case blanche d7 · Pion noir sur case blanche f7 · Fou noir sur case noire g7 · Pion noir sur case blanche h7 · Pion noir sur case noire d6 · Cavalier noir sur case noire f6 · Pion noir sur case blanche g6 · Pion noir sur case noire c5 · Pion blanc sur case blanche d5 · Pion blanc sur case blanche e4 · Cavalier blanc sur case noire c3 · Pion blanc sur case blanche a2 · Pion blanc sur case noire b2 · Dame blanche sur case blanche c2 · Cavalier blanc sur case noire d2 · Fou blanc sur case blanche e2 · Pion blanc sur case noire f2 · Pion blanc sur case blanche g2 · Pion blanc sur case noire h2 · Tour blanche sur case noire a1 · Fou blanc sur case noire c1 · Tour blanche sur case blanche f1 · Roi blanc sur case noire g1 | Tour noire sur case blanche a8 · Fou noir sur case blanche c8 · Dame noire sur case noire d8 · Tour noire sur case blanche e8 · Roi noir sur case blanche g8 · Pion noir sur case noire a7 · Pion noir sur case blanche b7 · Cavalier noir sur case blanche d7 · Pion noir sur case blanche f7 · Fou noir sur case noire g7 · Pion noir sur case blanche h7 · Pion noir sur case noire d6 · Cavalier noir sur case noire f6 · Pion noir sur case blanche g6 · Pion noir sur case noire c5 · Pion blanc sur case blanche d5 · Pion blanc sur case blanche e4 · Cavalier blanc sur case noire c3 · Pion blanc sur case blanche a2 · Pion blanc sur case noire b2 · Dame blanche sur case blanche c2 · Cavalier blanc sur case noire d2 · Fou blanc sur case blanche e2 · Pion blanc sur case noire f2 · Pion blanc sur case blanche g2 · Pion blanc sur case noire h2 · Tour blanche sur case noire a1 · Fou blanc sur case noire c1 · Tour blanche sur case blanche f1 · Roi blanc sur case noire g1 | 4 |
| 3 | Tour noire sur case blanche a8 · Fou noir sur case blanche c8 · Dame noire sur case noire d8 · Tour noire sur case blanche e8 · Roi noir sur case blanche g8 · Pion noir sur case noire a7 · Pion noir sur case blanche b7 · Cavalier noir sur case blanche d7 · Pion noir sur case blanche f7 · Fou noir sur case noire g7 · Pion noir sur case blanche h7 · Pion noir sur case noire d6 · Cavalier noir sur case noire f6 · Pion noir sur case blanche g6 · Pion noir sur case noire c5 · Pion blanc sur case blanche d5 · Pion blanc sur case blanche e4 · Cavalier blanc sur case noire c3 · Pion blanc sur case blanche a2 · Pion blanc sur case noire b2 · Dame blanche sur case blanche c2 · Cavalier blanc sur case noire d2 · Fou blanc sur case blanche e2 · Pion blanc sur case noire f2 · Pion blanc sur case blanche g2 · Pion blanc sur case noire h2 · Tour blanche sur case noire a1 · Fou blanc sur case noire c1 · Tour blanche sur case blanche f1 · Roi blanc sur case noire g1 | Tour noire sur case blanche a8 · Fou noir sur case blanche c8 · Dame noire sur case noire d8 · Tour noire sur case blanche e8 · Roi noir sur case blanche g8 · Pion noir sur case noire a7 · Pion noir sur case blanche b7 · Cavalier noir sur case blanche d7 · Pion noir sur case blanche f7 · Fou noir sur case noire g7 · Pion noir sur case blanche h7 · Pion noir sur case noire d6 · Cavalier noir sur case noire f6 · Pion noir sur case blanche g6 · Pion noir sur case noire c5 · Pion blanc sur case blanche d5 · Pion blanc sur case blanche e4 · Cavalier blanc sur case noire c3 · Pion blanc sur case blanche a2 · Pion blanc sur case noire b2 · Dame blanche sur case blanche c2 · Cavalier blanc sur case noire d2 · Fou blanc sur case blanche e2 · Pion blanc sur case noire f2 · Pion blanc sur case blanche g2 · Pion blanc sur case noire h2 · Tour blanche sur case noire a1 · Fou blanc sur case noire c1 · Tour blanche sur case blanche f1 · Roi blanc sur case noire g1 | Tour noire sur case blanche a8 · Fou noir sur case blanche c8 · Dame noire sur case noire d8 · Tour noire sur case blanche e8 · Roi noir sur case blanche g8 · Pion noir sur case noire a7 · Pion noir sur case blanche b7 · Cavalier noir sur case blanche d7 · Pion noir sur case blanche f7 · Fou noir sur case noire g7 · Pion noir sur case blanche h7 · Pion noir sur case noire d6 · Cavalier noir sur case noire f6 · Pion noir sur case blanche g6 · Pion noir sur case noire c5 · Pion blanc sur case blanche d5 · Pion blanc sur case blanche e4 · Cavalier blanc sur case noire c3 · Pion blanc sur case blanche a2 · Pion blanc sur case noire b2 · Dame blanche sur case blanche c2 · Cavalier blanc sur case noire d2 · Fou blanc sur case blanche e2 · Pion blanc sur case noire f2 · Pion blanc sur case blanche g2 · Pion blanc sur case noire h2 · Tour blanche sur case noire a1 · Fou blanc sur case noire c1 · Tour blanche sur case blanche f1 · Roi blanc sur case noire g1 | Tour noire sur case blanche a8 · Fou noir sur case blanche c8 · Dame noire sur case noire d8 · Tour noire sur case blanche e8 · Roi noir sur case blanche g8 · Pion noir sur case noire a7 · Pion noir sur case blanche b7 · Cavalier noir sur case blanche d7 · Pion noir sur case blanche f7 · Fou noir sur case noire g7 · Pion noir sur case blanche h7 · Pion noir sur case noire d6 · Cavalier noir sur case noire f6 · Pion noir sur case blanche g6 · Pion noir sur case noire c5 · Pion blanc sur case blanche d5 · Pion blanc sur case blanche e4 · Cavalier blanc sur case noire c3 · Pion blanc sur case blanche a2 · Pion blanc sur case noire b2 · Dame blanche sur case blanche c2 · Cavalier blanc sur case noire d2 · Fou blanc sur case blanche e2 · Pion blanc sur case noire f2 · Pion blanc sur case blanche g2 · Pion blanc sur case noire h2 · Tour blanche sur case noire a1 · Fou blanc sur case noire c1 · Tour blanche sur case blanche f1 · Roi blanc sur case noire g1 | Tour noire sur case blanche a8 · Fou noir sur case blanche c8 · Dame noire sur case noire d8 · Tour noire sur case blanche e8 · Roi noir sur case blanche g8 · Pion noir sur case noire a7 · Pion noir sur case blanche b7 · Cavalier noir sur case blanche d7 · Pion noir sur case blanche f7 · Fou noir sur case noire g7 · Pion noir sur case blanche h7 · Pion noir sur case noire d6 · Cavalier noir sur case noire f6 · Pion noir sur case blanche g6 · Pion noir sur case noire c5 · Pion blanc sur case blanche d5 · Pion blanc sur case blanche e4 · Cavalier blanc sur case noire c3 · Pion blanc sur case blanche a2 · Pion blanc sur case noire b2 · Dame blanche sur case blanche c2 · Cavalier blanc sur case noire d2 · Fou blanc sur case blanche e2 · Pion blanc sur case noire f2 · Pion blanc sur case blanche g2 · Pion blanc sur case noire h2 · Tour blanche sur case noire a1 · Fou blanc sur case noire c1 · Tour blanche sur case blanche f1 · Roi blanc sur case noire g1 | Tour noire sur case blanche a8 · Fou noir sur case blanche c8 · Dame noire sur case noire d8 · Tour noire sur case blanche e8 · Roi noir sur case blanche g8 · Pion noir sur case noire a7 · Pion noir sur case blanche b7 · Cavalier noir sur case blanche d7 · Pion noir sur case blanche f7 · Fou noir sur case noire g7 · Pion noir sur case blanche h7 · Pion noir sur case noire d6 · Cavalier noir sur case noire f6 · Pion noir sur case blanche g6 · Pion noir sur case noire c5 · Pion blanc sur case blanche d5 · Pion blanc sur case blanche e4 · Cavalier blanc sur case noire c3 · Pion blanc sur case blanche a2 · Pion blanc sur case noire b2 · Dame blanche sur case blanche c2 · Cavalier blanc sur case noire d2 · Fou blanc sur case blanche e2 · Pion blanc sur case noire f2 · Pion blanc sur case blanche g2 · Pion blanc sur case noire h2 · Tour blanche sur case noire a1 · Fou blanc sur case noire c1 · Tour blanche sur case blanche f1 · Roi blanc sur case noire g1 | Tour noire sur case blanche a8 · Fou noir sur case blanche c8 · Dame noire sur case noire d8 · Tour noire sur case blanche e8 · Roi noir sur case blanche g8 · Pion noir sur case noire a7 · Pion noir sur case blanche b7 · Cavalier noir sur case blanche d7 · Pion noir sur case blanche f7 · Fou noir sur case noire g7 · Pion noir sur case blanche h7 · Pion noir sur case noire d6 · Cavalier noir sur case noire f6 · Pion noir sur case blanche g6 · Pion noir sur case noire c5 · Pion blanc sur case blanche d5 · Pion blanc sur case blanche e4 · Cavalier blanc sur case noire c3 · Pion blanc sur case blanche a2 · Pion blanc sur case noire b2 · Dame blanche sur case blanche c2 · Cavalier blanc sur case noire d2 · Fou blanc sur case blanche e2 · Pion blanc sur case noire f2 · Pion blanc sur case blanche g2 · Pion blanc sur case noire h2 · Tour blanche sur case noire a1 · Fou blanc sur case noire c1 · Tour blanche sur case blanche f1 · Roi blanc sur case noire g1 | Tour noire sur case blanche a8 · Fou noir sur case blanche c8 · Dame noire sur case noire d8 · Tour noire sur case blanche e8 · Roi noir sur case blanche g8 · Pion noir sur case noire a7 · Pion noir sur case blanche b7 · Cavalier noir sur case blanche d7 · Pion noir sur case blanche f7 · Fou noir sur case noire g7 · Pion noir sur case blanche h7 · Pion noir sur case noire d6 · Cavalier noir sur case noire f6 · Pion noir sur case blanche g6 · Pion noir sur case noire c5 · Pion blanc sur case blanche d5 · Pion blanc sur case blanche e4 · Cavalier blanc sur case noire c3 · Pion blanc sur case blanche a2 · Pion blanc sur case noire b2 · Dame blanche sur case blanche c2 · Cavalier blanc sur case noire d2 · Fou blanc sur case blanche e2 · Pion blanc sur case noire f2 · Pion blanc sur case blanche g2 · Pion blanc sur case noire h2 · Tour blanche sur case noire a1 · Fou blanc sur case noire c1 · Tour blanche sur case blanche f1 · Roi blanc sur case noire g1 | 3 |
| 2 | Tour noire sur case blanche a8 · Fou noir sur case blanche c8 · Dame noire sur case noire d8 · Tour noire sur case blanche e8 · Roi noir sur case blanche g8 · Pion noir sur case noire a7 · Pion noir sur case blanche b7 · Cavalier noir sur case blanche d7 · Pion noir sur case blanche f7 · Fou noir sur case noire g7 · Pion noir sur case blanche h7 · Pion noir sur case noire d6 · Cavalier noir sur case noire f6 · Pion noir sur case blanche g6 · Pion noir sur case noire c5 · Pion blanc sur case blanche d5 · Pion blanc sur case blanche e4 · Cavalier blanc sur case noire c3 · Pion blanc sur case blanche a2 · Pion blanc sur case noire b2 · Dame blanche sur case blanche c2 · Cavalier blanc sur case noire d2 · Fou blanc sur case blanche e2 · Pion blanc sur case noire f2 · Pion blanc sur case blanche g2 · Pion blanc sur case noire h2 · Tour blanche sur case noire a1 · Fou blanc sur case noire c1 · Tour blanche sur case blanche f1 · Roi blanc sur case noire g1 | Tour noire sur case blanche a8 · Fou noir sur case blanche c8 · Dame noire sur case noire d8 · Tour noire sur case blanche e8 · Roi noir sur case blanche g8 · Pion noir sur case noire a7 · Pion noir sur case blanche b7 · Cavalier noir sur case blanche d7 · Pion noir sur case blanche f7 · Fou noir sur case noire g7 · Pion noir sur case blanche h7 · Pion noir sur case noire d6 · Cavalier noir sur case noire f6 · Pion noir sur case blanche g6 · Pion noir sur case noire c5 · Pion blanc sur case blanche d5 · Pion blanc sur case blanche e4 · Cavalier blanc sur case noire c3 · Pion blanc sur case blanche a2 · Pion blanc sur case noire b2 · Dame blanche sur case blanche c2 · Cavalier blanc sur case noire d2 · Fou blanc sur case blanche e2 · Pion blanc sur case noire f2 · Pion blanc sur case blanche g2 · Pion blanc sur case noire h2 · Tour blanche sur case noire a1 · Fou blanc sur case noire c1 · Tour blanche sur case blanche f1 · Roi blanc sur case noire g1 | Tour noire sur case blanche a8 · Fou noir sur case blanche c8 · Dame noire sur case noire d8 · Tour noire sur case blanche e8 · Roi noir sur case blanche g8 · Pion noir sur case noire a7 · Pion noir sur case blanche b7 · Cavalier noir sur case blanche d7 · Pion noir sur case blanche f7 · Fou noir sur case noire g7 · Pion noir sur case blanche h7 · Pion noir sur case noire d6 · Cavalier noir sur case noire f6 · Pion noir sur case blanche g6 · Pion noir sur case noire c5 · Pion blanc sur case blanche d5 · Pion blanc sur case blanche e4 · Cavalier blanc sur case noire c3 · Pion blanc sur case blanche a2 · Pion blanc sur case noire b2 · Dame blanche sur case blanche c2 · Cavalier blanc sur case noire d2 · Fou blanc sur case blanche e2 · Pion blanc sur case noire f2 · Pion blanc sur case blanche g2 · Pion blanc sur case noire h2 · Tour blanche sur case noire a1 · Fou blanc sur case noire c1 · Tour blanche sur case blanche f1 · Roi blanc sur case noire g1 | Tour noire sur case blanche a8 · Fou noir sur case blanche c8 · Dame noire sur case noire d8 · Tour noire sur case blanche e8 · Roi noir sur case blanche g8 · Pion noir sur case noire a7 · Pion noir sur case blanche b7 · Cavalier noir sur case blanche d7 · Pion noir sur case blanche f7 · Fou noir sur case noire g7 · Pion noir sur case blanche h7 · Pion noir sur case noire d6 · Cavalier noir sur case noire f6 · Pion noir sur case blanche g6 · Pion noir sur case noire c5 · Pion blanc sur case blanche d5 · Pion blanc sur case blanche e4 · Cavalier blanc sur case noire c3 · Pion blanc sur case blanche a2 · Pion blanc sur case noire b2 · Dame blanche sur case blanche c2 · Cavalier blanc sur case noire d2 · Fou blanc sur case blanche e2 · Pion blanc sur case noire f2 · Pion blanc sur case blanche g2 · Pion blanc sur case noire h2 · Tour blanche sur case noire a1 · Fou blanc sur case noire c1 · Tour blanche sur case blanche f1 · Roi blanc sur case noire g1 | Tour noire sur case blanche a8 · Fou noir sur case blanche c8 · Dame noire sur case noire d8 · Tour noire sur case blanche e8 · Roi noir sur case blanche g8 · Pion noir sur case noire a7 · Pion noir sur case blanche b7 · Cavalier noir sur case blanche d7 · Pion noir sur case blanche f7 · Fou noir sur case noire g7 · Pion noir sur case blanche h7 · Pion noir sur case noire d6 · Cavalier noir sur case noire f6 · Pion noir sur case blanche g6 · Pion noir sur case noire c5 · Pion blanc sur case blanche d5 · Pion blanc sur case blanche e4 · Cavalier blanc sur case noire c3 · Pion blanc sur case blanche a2 · Pion blanc sur case noire b2 · Dame blanche sur case blanche c2 · Cavalier blanc sur case noire d2 · Fou blanc sur case blanche e2 · Pion blanc sur case noire f2 · Pion blanc sur case blanche g2 · Pion blanc sur case noire h2 · Tour blanche sur case noire a1 · Fou blanc sur case noire c1 · Tour blanche sur case blanche f1 · Roi blanc sur case noire g1 | Tour noire sur case blanche a8 · Fou noir sur case blanche c8 · Dame noire sur case noire d8 · Tour noire sur case blanche e8 · Roi noir sur case blanche g8 · Pion noir sur case noire a7 · Pion noir sur case blanche b7 · Cavalier noir sur case blanche d7 · Pion noir sur case blanche f7 · Fou noir sur case noire g7 · Pion noir sur case blanche h7 · Pion noir sur case noire d6 · Cavalier noir sur case noire f6 · Pion noir sur case blanche g6 · Pion noir sur case noire c5 · Pion blanc sur case blanche d5 · Pion blanc sur case blanche e4 · Cavalier blanc sur case noire c3 · Pion blanc sur case blanche a2 · Pion blanc sur case noire b2 · Dame blanche sur case blanche c2 · Cavalier blanc sur case noire d2 · Fou blanc sur case blanche e2 · Pion blanc sur case noire f2 · Pion blanc sur case blanche g2 · Pion blanc sur case noire h2 · Tour blanche sur case noire a1 · Fou blanc sur case noire c1 · Tour blanche sur case blanche f1 · Roi blanc sur case noire g1 | Tour noire sur case blanche a8 · Fou noir sur case blanche c8 · Dame noire sur case noire d8 · Tour noire sur case blanche e8 · Roi noir sur case blanche g8 · Pion noir sur case noire a7 · Pion noir sur case blanche b7 · Cavalier noir sur case blanche d7 · Pion noir sur case blanche f7 · Fou noir sur case noire g7 · Pion noir sur case blanche h7 · Pion noir sur case noire d6 · Cavalier noir sur case noire f6 · Pion noir sur case blanche g6 · Pion noir sur case noire c5 · Pion blanc sur case blanche d5 · Pion blanc sur case blanche e4 · Cavalier blanc sur case noire c3 · Pion blanc sur case blanche a2 · Pion blanc sur case noire b2 · Dame blanche sur case blanche c2 · Cavalier blanc sur case noire d2 · Fou blanc sur case blanche e2 · Pion blanc sur case noire f2 · Pion blanc sur case blanche g2 · Pion blanc sur case noire h2 · Tour blanche sur case noire a1 · Fou blanc sur case noire c1 · Tour blanche sur case blanche f1 · Roi blanc sur case noire g1 | Tour noire sur case blanche a8 · Fou noir sur case blanche c8 · Dame noire sur case noire d8 · Tour noire sur case blanche e8 · Roi noir sur case blanche g8 · Pion noir sur case noire a7 · Pion noir sur case blanche b7 · Cavalier noir sur case blanche d7 · Pion noir sur case blanche f7 · Fou noir sur case noire g7 · Pion noir sur case blanche h7 · Pion noir sur case noire d6 · Cavalier noir sur case noire f6 · Pion noir sur case blanche g6 · Pion noir sur case noire c5 · Pion blanc sur case blanche d5 · Pion blanc sur case blanche e4 · Cavalier blanc sur case noire c3 · Pion blanc sur case blanche a2 · Pion blanc sur case noire b2 · Dame blanche sur case blanche c2 · Cavalier blanc sur case noire d2 · Fou blanc sur case blanche e2 · Pion blanc sur case noire f2 · Pion blanc sur case blanche g2 · Pion blanc sur case noire h2 · Tour blanche sur case noire a1 · Fou blanc sur case noire c1 · Tour blanche sur case blanche f1 · Roi blanc sur case noire g1 | 2 |
| 1 | Tour noire sur case blanche a8 · Fou noir sur case blanche c8 · Dame noire sur case noire d8 · Tour noire sur case blanche e8 · Roi noir sur case blanche g8 · Pion noir sur case noire a7 · Pion noir sur case blanche b7 · Cavalier noir sur case blanche d7 · Pion noir sur case blanche f7 · Fou noir sur case noire g7 · Pion noir sur case blanche h7 · Pion noir sur case noire d6 · Cavalier noir sur case noire f6 · Pion noir sur case blanche g6 · Pion noir sur case noire c5 · Pion blanc sur case blanche d5 · Pion blanc sur case blanche e4 · Cavalier blanc sur case noire c3 · Pion blanc sur case blanche a2 · Pion blanc sur case noire b2 · Dame blanche sur case blanche c2 · Cavalier blanc sur case noire d2 · Fou blanc sur case blanche e2 · Pion blanc sur case noire f2 · Pion blanc sur case blanche g2 · Pion blanc sur case noire h2 · Tour blanche sur case noire a1 · Fou blanc sur case noire c1 · Tour blanche sur case blanche f1 · Roi blanc sur case noire g1 | Tour noire sur case blanche a8 · Fou noir sur case blanche c8 · Dame noire sur case noire d8 · Tour noire sur case blanche e8 · Roi noir sur case blanche g8 · Pion noir sur case noire a7 · Pion noir sur case blanche b7 · Cavalier noir sur case blanche d7 · Pion noir sur case blanche f7 · Fou noir sur case noire g7 · Pion noir sur case blanche h7 · Pion noir sur case noire d6 · Cavalier noir sur case noire f6 · Pion noir sur case blanche g6 · Pion noir sur case noire c5 · Pion blanc sur case blanche d5 · Pion blanc sur case blanche e4 · Cavalier blanc sur case noire c3 · Pion blanc sur case blanche a2 · Pion blanc sur case noire b2 · Dame blanche sur case blanche c2 · Cavalier blanc sur case noire d2 · Fou blanc sur case blanche e2 · Pion blanc sur case noire f2 · Pion blanc sur case blanche g2 · Pion blanc sur case noire h2 · Tour blanche sur case noire a1 · Fou blanc sur case noire c1 · Tour blanche sur case blanche f1 · Roi blanc sur case noire g1 | Tour noire sur case blanche a8 · Fou noir sur case blanche c8 · Dame noire sur case noire d8 · Tour noire sur case blanche e8 · Roi noir sur case blanche g8 · Pion noir sur case noire a7 · Pion noir sur case blanche b7 · Cavalier noir sur case blanche d7 · Pion noir sur case blanche f7 · Fou noir sur case noire g7 · Pion noir sur case blanche h7 · Pion noir sur case noire d6 · Cavalier noir sur case noire f6 · Pion noir sur case blanche g6 · Pion noir sur case noire c5 · Pion blanc sur case blanche d5 · Pion blanc sur case blanche e4 · Cavalier blanc sur case noire c3 · Pion blanc sur case blanche a2 · Pion blanc sur case noire b2 · Dame blanche sur case blanche c2 · Cavalier blanc sur case noire d2 · Fou blanc sur case blanche e2 · Pion blanc sur case noire f2 · Pion blanc sur case blanche g2 · Pion blanc sur case noire h2 · Tour blanche sur case noire a1 · Fou blanc sur case noire c1 · Tour blanche sur case blanche f1 · Roi blanc sur case noire g1 | Tour noire sur case blanche a8 · Fou noir sur case blanche c8 · Dame noire sur case noire d8 · Tour noire sur case blanche e8 · Roi noir sur case blanche g8 · Pion noir sur case noire a7 · Pion noir sur case blanche b7 · Cavalier noir sur case blanche d7 · Pion noir sur case blanche f7 · Fou noir sur case noire g7 · Pion noir sur case blanche h7 · Pion noir sur case noire d6 · Cavalier noir sur case noire f6 · Pion noir sur case blanche g6 · Pion noir sur case noire c5 · Pion blanc sur case blanche d5 · Pion blanc sur case blanche e4 · Cavalier blanc sur case noire c3 · Pion blanc sur case blanche a2 · Pion blanc sur case noire b2 · Dame blanche sur case blanche c2 · Cavalier blanc sur case noire d2 · Fou blanc sur case blanche e2 · Pion blanc sur case noire f2 · Pion blanc sur case blanche g2 · Pion blanc sur case noire h2 · Tour blanche sur case noire a1 · Fou blanc sur case noire c1 · Tour blanche sur case blanche f1 · Roi blanc sur case noire g1 | Tour noire sur case blanche a8 · Fou noir sur case blanche c8 · Dame noire sur case noire d8 · Tour noire sur case blanche e8 · Roi noir sur case blanche g8 · Pion noir sur case noire a7 · Pion noir sur case blanche b7 · Cavalier noir sur case blanche d7 · Pion noir sur case blanche f7 · Fou noir sur case noire g7 · Pion noir sur case blanche h7 · Pion noir sur case noire d6 · Cavalier noir sur case noire f6 · Pion noir sur case blanche g6 · Pion noir sur case noire c5 · Pion blanc sur case blanche d5 · Pion blanc sur case blanche e4 · Cavalier blanc sur case noire c3 · Pion blanc sur case blanche a2 · Pion blanc sur case noire b2 · Dame blanche sur case blanche c2 · Cavalier blanc sur case noire d2 · Fou blanc sur case blanche e2 · Pion blanc sur case noire f2 · Pion blanc sur case blanche g2 · Pion blanc sur case noire h2 · Tour blanche sur case noire a1 · Fou blanc sur case noire c1 · Tour blanche sur case blanche f1 · Roi blanc sur case noire g1 | Tour noire sur case blanche a8 · Fou noir sur case blanche c8 · Dame noire sur case noire d8 · Tour noire sur case blanche e8 · Roi noir sur case blanche g8 · Pion noir sur case noire a7 · Pion noir sur case blanche b7 · Cavalier noir sur case blanche d7 · Pion noir sur case blanche f7 · Fou noir sur case noire g7 · Pion noir sur case blanche h7 · Pion noir sur case noire d6 · Cavalier noir sur case noire f6 · Pion noir sur case blanche g6 · Pion noir sur case noire c5 · Pion blanc sur case blanche d5 · Pion blanc sur case blanche e4 · Cavalier blanc sur case noire c3 · Pion blanc sur case blanche a2 · Pion blanc sur case noire b2 · Dame blanche sur case blanche c2 · Cavalier blanc sur case noire d2 · Fou blanc sur case blanche e2 · Pion blanc sur case noire f2 · Pion blanc sur case blanche g2 · Pion blanc sur case noire h2 · Tour blanche sur case noire a1 · Fou blanc sur case noire c1 · Tour blanche sur case blanche f1 · Roi blanc sur case noire g1 | Tour noire sur case blanche a8 · Fou noir sur case blanche c8 · Dame noire sur case noire d8 · Tour noire sur case blanche e8 · Roi noir sur case blanche g8 · Pion noir sur case noire a7 · Pion noir sur case blanche b7 · Cavalier noir sur case blanche d7 · Pion noir sur case blanche f7 · Fou noir sur case noire g7 · Pion noir sur case blanche h7 · Pion noir sur case noire d6 · Cavalier noir sur case noire f6 · Pion noir sur case blanche g6 · Pion noir sur case noire c5 · Pion blanc sur case blanche d5 · Pion blanc sur case blanche e4 · Cavalier blanc sur case noire c3 · Pion blanc sur case blanche a2 · Pion blanc sur case noire b2 · Dame blanche sur case blanche c2 · Cavalier blanc sur case noire d2 · Fou blanc sur case blanche e2 · Pion blanc sur case noire f2 · Pion blanc sur case blanche g2 · Pion blanc sur case noire h2 · Tour blanche sur case noire a1 · Fou blanc sur case noire c1 · Tour blanche sur case blanche f1 · Roi blanc sur case noire g1 | Tour noire sur case blanche a8 · Fou noir sur case blanche c8 · Dame noire sur case noire d8 · Tour noire sur case blanche e8 · Roi noir sur case blanche g8 · Pion noir sur case noire a7 · Pion noir sur case blanche b7 · Cavalier noir sur case blanche d7 · Pion noir sur case blanche f7 · Fou noir sur case noire g7 · Pion noir sur case blanche h7 · Pion noir sur case noire d6 · Cavalier noir sur case noire f6 · Pion noir sur case blanche g6 · Pion noir sur case noire c5 · Pion blanc sur case blanche d5 · Pion blanc sur case blanche e4 · Cavalier blanc sur case noire c3 · Pion blanc sur case blanche a2 · Pion blanc sur case noire b2 · Dame blanche sur case blanche c2 · Cavalier blanc sur case noire d2 · Fou blanc sur case blanche e2 · Pion blanc sur case noire f2 · Pion blanc sur case blanche g2 · Pion blanc sur case noire h2 · Tour blanche sur case noire a1 · Fou blanc sur case noire c1 · Tour blanche sur case blanche f1 · Roi blanc sur case noire g1 | 1 |
|   | a | b | c | d | e | f | g | h |   |

Lombardy déclare :

« Quand Bobby est arrivé, Boris était, comme d'habitude, assis à sa table. Bobby ne s'est pas assis mais a examiné l'installation de télévision, et à ce moment, Boris a trahi une agitation indignée. Bobby a testé la télécommande de la caméra pour en vérifier le bruit. Schmid observait ces agissements avec anxiété. Il sentit que le match était à nouveau remis en question. Schmid prit Bobby par le bras dans un essai de le faire asseoir à la table, mais Bobby le repoussa. « Le grand maître américain s'est permis beaucoup de libertés dans ses remarques, qui furent très désagréables à entendre. » déclara plus tard Spassky. Satisfait de la caméra, Fischer s'assied enfin pour le match. »

Il s'avère que c'est le tournant du match.
Spassky a les Blancs. Après 1. d4 Cf6 2. c4 e6 3. Cf3 c5 4. d5 exd5 5. cxd5 d6 6. Cc3 g6 (défense Benoni, code ECO  A61) 7. Cd2 Cbd7 8. e4 Fg7 9. Fe2 O-O 10. O-O Te8 11. Dc2, Fischer démontre son sens intuitif aigu de la position avec 11... Ch5! permettant aux Blancs de faire éclater la structure de pions noire qui semble anti-positionnel, mais le jugement de Fischer est que son attaque sur l'aile roi crée suffisamment de contre-jeu et est correcte.
Spassky continue dans le style passif qu'il a utilisé dans la première partie. Il perd après 12. Fxh5 gxh5 13. Cc4 Ce5 14. Ce3 Dh4 15. Fd2 Cg4 16. Cxg4 hxg4 17. Ff4 Df6 18. g3 Fd7 19. a4 b6 20. Tfe1 a6 21. Te2 b5 22. Tae1 Dg6 23. b3 Te7 24. Dd3 Tb8 25. axb5 axb5 26. b4 c4 27. Dd2 Tbe8 28. Te3 h5 29. T3e2 Rh7 30. Te3 Rg8 31. T3e2 Fxc3 32. Dxc3 Txe4 33. Txe4 Txe4 34. Txe4 Dxe4 35. Fh6 Dg6 36. Fc1 Db1 37. Rf1 Ff5 38. Re2 De4+ 39. De3 Dc2+ 40. Dd2 Db3 41. Dd4 Fd3+ 0-1.
C'est la première partie jamais gagnée par Fischer contre Spassky.
|   | a | b | c | d | e | f | g | h |   |
| 8 | Roi noir sur case noire f8 · Fou noir sur case blanche d7 · Pion noir sur case noire g7 · Pion noir sur case noire b6 · Dame noire sur case blanche g6 · Pion noir sur case noire h6 · Pion noir sur case noire a5 · Pion noir sur case noire c5 · Pion blanc sur case blanche d5 · Pion noir sur case noire e5 · Pion noir sur case noire g5 · Pion blanc sur case blanche a4 · Pion blanc sur case blanche c4 · Pion blanc sur case blanche e4 · Cavalier noir sur case noire f4 · Pion blanc sur case noire c3 · Dame blanche sur case blanche d3 · Pion blanc sur case blanche g2 · Pion blanc sur case noire h2 · Fou blanc sur case blanche d1 · Fou blanc sur case noire e1 · Roi blanc sur case noire g1 | Roi noir sur case noire f8 · Fou noir sur case blanche d7 · Pion noir sur case noire g7 · Pion noir sur case noire b6 · Dame noire sur case blanche g6 · Pion noir sur case noire h6 · Pion noir sur case noire a5 · Pion noir sur case noire c5 · Pion blanc sur case blanche d5 · Pion noir sur case noire e5 · Pion noir sur case noire g5 · Pion blanc sur case blanche a4 · Pion blanc sur case blanche c4 · Pion blanc sur case blanche e4 · Cavalier noir sur case noire f4 · Pion blanc sur case noire c3 · Dame blanche sur case blanche d3 · Pion blanc sur case blanche g2 · Pion blanc sur case noire h2 · Fou blanc sur case blanche d1 · Fou blanc sur case noire e1 · Roi blanc sur case noire g1 | Roi noir sur case noire f8 · Fou noir sur case blanche d7 · Pion noir sur case noire g7 · Pion noir sur case noire b6 · Dame noire sur case blanche g6 · Pion noir sur case noire h6 · Pion noir sur case noire a5 · Pion noir sur case noire c5 · Pion blanc sur case blanche d5 · Pion noir sur case noire e5 · Pion noir sur case noire g5 · Pion blanc sur case blanche a4 · Pion blanc sur case blanche c4 · Pion blanc sur case blanche e4 · Cavalier noir sur case noire f4 · Pion blanc sur case noire c3 · Dame blanche sur case blanche d3 · Pion blanc sur case blanche g2 · Pion blanc sur case noire h2 · Fou blanc sur case blanche d1 · Fou blanc sur case noire e1 · Roi blanc sur case noire g1 | Roi noir sur case noire f8 · Fou noir sur case blanche d7 · Pion noir sur case noire g7 · Pion noir sur case noire b6 · Dame noire sur case blanche g6 · Pion noir sur case noire h6 · Pion noir sur case noire a5 · Pion noir sur case noire c5 · Pion blanc sur case blanche d5 · Pion noir sur case noire e5 · Pion noir sur case noire g5 · Pion blanc sur case blanche a4 · Pion blanc sur case blanche c4 · Pion blanc sur case blanche e4 · Cavalier noir sur case noire f4 · Pion blanc sur case noire c3 · Dame blanche sur case blanche d3 · Pion blanc sur case blanche g2 · Pion blanc sur case noire h2 · Fou blanc sur case blanche d1 · Fou blanc sur case noire e1 · Roi blanc sur case noire g1 | Roi noir sur case noire f8 · Fou noir sur case blanche d7 · Pion noir sur case noire g7 · Pion noir sur case noire b6 · Dame noire sur case blanche g6 · Pion noir sur case noire h6 · Pion noir sur case noire a5 · Pion noir sur case noire c5 · Pion blanc sur case blanche d5 · Pion noir sur case noire e5 · Pion noir sur case noire g5 · Pion blanc sur case blanche a4 · Pion blanc sur case blanche c4 · Pion blanc sur case blanche e4 · Cavalier noir sur case noire f4 · Pion blanc sur case noire c3 · Dame blanche sur case blanche d3 · Pion blanc sur case blanche g2 · Pion blanc sur case noire h2 · Fou blanc sur case blanche d1 · Fou blanc sur case noire e1 · Roi blanc sur case noire g1 | Roi noir sur case noire f8 · Fou noir sur case blanche d7 · Pion noir sur case noire g7 · Pion noir sur case noire b6 · Dame noire sur case blanche g6 · Pion noir sur case noire h6 · Pion noir sur case noire a5 · Pion noir sur case noire c5 · Pion blanc sur case blanche d5 · Pion noir sur case noire e5 · Pion noir sur case noire g5 · Pion blanc sur case blanche a4 · Pion blanc sur case blanche c4 · Pion blanc sur case blanche e4 · Cavalier noir sur case noire f4 · Pion blanc sur case noire c3 · Dame blanche sur case blanche d3 · Pion blanc sur case blanche g2 · Pion blanc sur case noire h2 · Fou blanc sur case blanche d1 · Fou blanc sur case noire e1 · Roi blanc sur case noire g1 | Roi noir sur case noire f8 · Fou noir sur case blanche d7 · Pion noir sur case noire g7 · Pion noir sur case noire b6 · Dame noire sur case blanche g6 · Pion noir sur case noire h6 · Pion noir sur case noire a5 · Pion noir sur case noire c5 · Pion blanc sur case blanche d5 · Pion noir sur case noire e5 · Pion noir sur case noire g5 · Pion blanc sur case blanche a4 · Pion blanc sur case blanche c4 · Pion blanc sur case blanche e4 · Cavalier noir sur case noire f4 · Pion blanc sur case noire c3 · Dame blanche sur case blanche d3 · Pion blanc sur case blanche g2 · Pion blanc sur case noire h2 · Fou blanc sur case blanche d1 · Fou blanc sur case noire e1 · Roi blanc sur case noire g1 | Roi noir sur case noire f8 · Fou noir sur case blanche d7 · Pion noir sur case noire g7 · Pion noir sur case noire b6 · Dame noire sur case blanche g6 · Pion noir sur case noire h6 · Pion noir sur case noire a5 · Pion noir sur case noire c5 · Pion blanc sur case blanche d5 · Pion noir sur case noire e5 · Pion noir sur case noire g5 · Pion blanc sur case blanche a4 · Pion blanc sur case blanche c4 · Pion blanc sur case blanche e4 · Cavalier noir sur case noire f4 · Pion blanc sur case noire c3 · Dame blanche sur case blanche d3 · Pion blanc sur case blanche g2 · Pion blanc sur case noire h2 · Fou blanc sur case blanche d1 · Fou blanc sur case noire e1 · Roi blanc sur case noire g1 | 8 |
| 7 | Roi noir sur case noire f8 · Fou noir sur case blanche d7 · Pion noir sur case noire g7 · Pion noir sur case noire b6 · Dame noire sur case blanche g6 · Pion noir sur case noire h6 · Pion noir sur case noire a5 · Pion noir sur case noire c5 · Pion blanc sur case blanche d5 · Pion noir sur case noire e5 · Pion noir sur case noire g5 · Pion blanc sur case blanche a4 · Pion blanc sur case blanche c4 · Pion blanc sur case blanche e4 · Cavalier noir sur case noire f4 · Pion blanc sur case noire c3 · Dame blanche sur case blanche d3 · Pion blanc sur case blanche g2 · Pion blanc sur case noire h2 · Fou blanc sur case blanche d1 · Fou blanc sur case noire e1 · Roi blanc sur case noire g1 | Roi noir sur case noire f8 · Fou noir sur case blanche d7 · Pion noir sur case noire g7 · Pion noir sur case noire b6 · Dame noire sur case blanche g6 · Pion noir sur case noire h6 · Pion noir sur case noire a5 · Pion noir sur case noire c5 · Pion blanc sur case blanche d5 · Pion noir sur case noire e5 · Pion noir sur case noire g5 · Pion blanc sur case blanche a4 · Pion blanc sur case blanche c4 · Pion blanc sur case blanche e4 · Cavalier noir sur case noire f4 · Pion blanc sur case noire c3 · Dame blanche sur case blanche d3 · Pion blanc sur case blanche g2 · Pion blanc sur case noire h2 · Fou blanc sur case blanche d1 · Fou blanc sur case noire e1 · Roi blanc sur case noire g1 | Roi noir sur case noire f8 · Fou noir sur case blanche d7 · Pion noir sur case noire g7 · Pion noir sur case noire b6 · Dame noire sur case blanche g6 · Pion noir sur case noire h6 · Pion noir sur case noire a5 · Pion noir sur case noire c5 · Pion blanc sur case blanche d5 · Pion noir sur case noire e5 · Pion noir sur case noire g5 · Pion blanc sur case blanche a4 · Pion blanc sur case blanche c4 · Pion blanc sur case blanche e4 · Cavalier noir sur case noire f4 · Pion blanc sur case noire c3 · Dame blanche sur case blanche d3 · Pion blanc sur case blanche g2 · Pion blanc sur case noire h2 · Fou blanc sur case blanche d1 · Fou blanc sur case noire e1 · Roi blanc sur case noire g1 | Roi noir sur case noire f8 · Fou noir sur case blanche d7 · Pion noir sur case noire g7 · Pion noir sur case noire b6 · Dame noire sur case blanche g6 · Pion noir sur case noire h6 · Pion noir sur case noire a5 · Pion noir sur case noire c5 · Pion blanc sur case blanche d5 · Pion noir sur case noire e5 · Pion noir sur case noire g5 · Pion blanc sur case blanche a4 · Pion blanc sur case blanche c4 · Pion blanc sur case blanche e4 · Cavalier noir sur case noire f4 · Pion blanc sur case noire c3 · Dame blanche sur case blanche d3 · Pion blanc sur case blanche g2 · Pion blanc sur case noire h2 · Fou blanc sur case blanche d1 · Fou blanc sur case noire e1 · Roi blanc sur case noire g1 | Roi noir sur case noire f8 · Fou noir sur case blanche d7 · Pion noir sur case noire g7 · Pion noir sur case noire b6 · Dame noire sur case blanche g6 · Pion noir sur case noire h6 · Pion noir sur case noire a5 · Pion noir sur case noire c5 · Pion blanc sur case blanche d5 · Pion noir sur case noire e5 · Pion noir sur case noire g5 · Pion blanc sur case blanche a4 · Pion blanc sur case blanche c4 · Pion blanc sur case blanche e4 · Cavalier noir sur case noire f4 · Pion blanc sur case noire c3 · Dame blanche sur case blanche d3 · Pion blanc sur case blanche g2 · Pion blanc sur case noire h2 · Fou blanc sur case blanche d1 · Fou blanc sur case noire e1 · Roi blanc sur case noire g1 | Roi noir sur case noire f8 · Fou noir sur case blanche d7 · Pion noir sur case noire g7 · Pion noir sur case noire b6 · Dame noire sur case blanche g6 · Pion noir sur case noire h6 · Pion noir sur case noire a5 · Pion noir sur case noire c5 · Pion blanc sur case blanche d5 · Pion noir sur case noire e5 · Pion noir sur case noire g5 · Pion blanc sur case blanche a4 · Pion blanc sur case blanche c4 · Pion blanc sur case blanche e4 · Cavalier noir sur case noire f4 · Pion blanc sur case noire c3 · Dame blanche sur case blanche d3 · Pion blanc sur case blanche g2 · Pion blanc sur case noire h2 · Fou blanc sur case blanche d1 · Fou blanc sur case noire e1 · Roi blanc sur case noire g1 | Roi noir sur case noire f8 · Fou noir sur case blanche d7 · Pion noir sur case noire g7 · Pion noir sur case noire b6 · Dame noire sur case blanche g6 · Pion noir sur case noire h6 · Pion noir sur case noire a5 · Pion noir sur case noire c5 · Pion blanc sur case blanche d5 · Pion noir sur case noire e5 · Pion noir sur case noire g5 · Pion blanc sur case blanche a4 · Pion blanc sur case blanche c4 · Pion blanc sur case blanche e4 · Cavalier noir sur case noire f4 · Pion blanc sur case noire c3 · Dame blanche sur case blanche d3 · Pion blanc sur case blanche g2 · Pion blanc sur case noire h2 · Fou blanc sur case blanche d1 · Fou blanc sur case noire e1 · Roi blanc sur case noire g1 | Roi noir sur case noire f8 · Fou noir sur case blanche d7 · Pion noir sur case noire g7 · Pion noir sur case noire b6 · Dame noire sur case blanche g6 · Pion noir sur case noire h6 · Pion noir sur case noire a5 · Pion noir sur case noire c5 · Pion blanc sur case blanche d5 · Pion noir sur case noire e5 · Pion noir sur case noire g5 · Pion blanc sur case blanche a4 · Pion blanc sur case blanche c4 · Pion blanc sur case blanche e4 · Cavalier noir sur case noire f4 · Pion blanc sur case noire c3 · Dame blanche sur case blanche d3 · Pion blanc sur case blanche g2 · Pion blanc sur case noire h2 · Fou blanc sur case blanche d1 · Fou blanc sur case noire e1 · Roi blanc sur case noire g1 | 7 |
| 6 | Roi noir sur case noire f8 · Fou noir sur case blanche d7 · Pion noir sur case noire g7 · Pion noir sur case noire b6 · Dame noire sur case blanche g6 · Pion noir sur case noire h6 · Pion noir sur case noire a5 · Pion noir sur case noire c5 · Pion blanc sur case blanche d5 · Pion noir sur case noire e5 · Pion noir sur case noire g5 · Pion blanc sur case blanche a4 · Pion blanc sur case blanche c4 · Pion blanc sur case blanche e4 · Cavalier noir sur case noire f4 · Pion blanc sur case noire c3 · Dame blanche sur case blanche d3 · Pion blanc sur case blanche g2 · Pion blanc sur case noire h2 · Fou blanc sur case blanche d1 · Fou blanc sur case noire e1 · Roi blanc sur case noire g1 | Roi noir sur case noire f8 · Fou noir sur case blanche d7 · Pion noir sur case noire g7 · Pion noir sur case noire b6 · Dame noire sur case blanche g6 · Pion noir sur case noire h6 · Pion noir sur case noire a5 · Pion noir sur case noire c5 · Pion blanc sur case blanche d5 · Pion noir sur case noire e5 · Pion noir sur case noire g5 · Pion blanc sur case blanche a4 · Pion blanc sur case blanche c4 · Pion blanc sur case blanche e4 · Cavalier noir sur case noire f4 · Pion blanc sur case noire c3 · Dame blanche sur case blanche d3 · Pion blanc sur case blanche g2 · Pion blanc sur case noire h2 · Fou blanc sur case blanche d1 · Fou blanc sur case noire e1 · Roi blanc sur case noire g1 | Roi noir sur case noire f8 · Fou noir sur case blanche d7 · Pion noir sur case noire g7 · Pion noir sur case noire b6 · Dame noire sur case blanche g6 · Pion noir sur case noire h6 · Pion noir sur case noire a5 · Pion noir sur case noire c5 · Pion blanc sur case blanche d5 · Pion noir sur case noire e5 · Pion noir sur case noire g5 · Pion blanc sur case blanche a4 · Pion blanc sur case blanche c4 · Pion blanc sur case blanche e4 · Cavalier noir sur case noire f4 · Pion blanc sur case noire c3 · Dame blanche sur case blanche d3 · Pion blanc sur case blanche g2 · Pion blanc sur case noire h2 · Fou blanc sur case blanche d1 · Fou blanc sur case noire e1 · Roi blanc sur case noire g1 | Roi noir sur case noire f8 · Fou noir sur case blanche d7 · Pion noir sur case noire g7 · Pion noir sur case noire b6 · Dame noire sur case blanche g6 · Pion noir sur case noire h6 · Pion noir sur case noire a5 · Pion noir sur case noire c5 · Pion blanc sur case blanche d5 · Pion noir sur case noire e5 · Pion noir sur case noire g5 · Pion blanc sur case blanche a4 · Pion blanc sur case blanche c4 · Pion blanc sur case blanche e4 · Cavalier noir sur case noire f4 · Pion blanc sur case noire c3 · Dame blanche sur case blanche d3 · Pion blanc sur case blanche g2 · Pion blanc sur case noire h2 · Fou blanc sur case blanche d1 · Fou blanc sur case noire e1 · Roi blanc sur case noire g1 | Roi noir sur case noire f8 · Fou noir sur case blanche d7 · Pion noir sur case noire g7 · Pion noir sur case noire b6 · Dame noire sur case blanche g6 · Pion noir sur case noire h6 · Pion noir sur case noire a5 · Pion noir sur case noire c5 · Pion blanc sur case blanche d5 · Pion noir sur case noire e5 · Pion noir sur case noire g5 · Pion blanc sur case blanche a4 · Pion blanc sur case blanche c4 · Pion blanc sur case blanche e4 · Cavalier noir sur case noire f4 · Pion blanc sur case noire c3 · Dame blanche sur case blanche d3 · Pion blanc sur case blanche g2 · Pion blanc sur case noire h2 · Fou blanc sur case blanche d1 · Fou blanc sur case noire e1 · Roi blanc sur case noire g1 | Roi noir sur case noire f8 · Fou noir sur case blanche d7 · Pion noir sur case noire g7 · Pion noir sur case noire b6 · Dame noire sur case blanche g6 · Pion noir sur case noire h6 · Pion noir sur case noire a5 · Pion noir sur case noire c5 · Pion blanc sur case blanche d5 · Pion noir sur case noire e5 · Pion noir sur case noire g5 · Pion blanc sur case blanche a4 · Pion blanc sur case blanche c4 · Pion blanc sur case blanche e4 · Cavalier noir sur case noire f4 · Pion blanc sur case noire c3 · Dame blanche sur case blanche d3 · Pion blanc sur case blanche g2 · Pion blanc sur case noire h2 · Fou blanc sur case blanche d1 · Fou blanc sur case noire e1 · Roi blanc sur case noire g1 | Roi noir sur case noire f8 · Fou noir sur case blanche d7 · Pion noir sur case noire g7 · Pion noir sur case noire b6 · Dame noire sur case blanche g6 · Pion noir sur case noire h6 · Pion noir sur case noire a5 · Pion noir sur case noire c5 · Pion blanc sur case blanche d5 · Pion noir sur case noire e5 · Pion noir sur case noire g5 · Pion blanc sur case blanche a4 · Pion blanc sur case blanche c4 · Pion blanc sur case blanche e4 · Cavalier noir sur case noire f4 · Pion blanc sur case noire c3 · Dame blanche sur case blanche d3 · Pion blanc sur case blanche g2 · Pion blanc sur case noire h2 · Fou blanc sur case blanche d1 · Fou blanc sur case noire e1 · Roi blanc sur case noire g1 | Roi noir sur case noire f8 · Fou noir sur case blanche d7 · Pion noir sur case noire g7 · Pion noir sur case noire b6 · Dame noire sur case blanche g6 · Pion noir sur case noire h6 · Pion noir sur case noire a5 · Pion noir sur case noire c5 · Pion blanc sur case blanche d5 · Pion noir sur case noire e5 · Pion noir sur case noire g5 · Pion blanc sur case blanche a4 · Pion blanc sur case blanche c4 · Pion blanc sur case blanche e4 · Cavalier noir sur case noire f4 · Pion blanc sur case noire c3 · Dame blanche sur case blanche d3 · Pion blanc sur case blanche g2 · Pion blanc sur case noire h2 · Fou blanc sur case blanche d1 · Fou blanc sur case noire e1 · Roi blanc sur case noire g1 | 6 |
| 5 | Roi noir sur case noire f8 · Fou noir sur case blanche d7 · Pion noir sur case noire g7 · Pion noir sur case noire b6 · Dame noire sur case blanche g6 · Pion noir sur case noire h6 · Pion noir sur case noire a5 · Pion noir sur case noire c5 · Pion blanc sur case blanche d5 · Pion noir sur case noire e5 · Pion noir sur case noire g5 · Pion blanc sur case blanche a4 · Pion blanc sur case blanche c4 · Pion blanc sur case blanche e4 · Cavalier noir sur case noire f4 · Pion blanc sur case noire c3 · Dame blanche sur case blanche d3 · Pion blanc sur case blanche g2 · Pion blanc sur case noire h2 · Fou blanc sur case blanche d1 · Fou blanc sur case noire e1 · Roi blanc sur case noire g1 | Roi noir sur case noire f8 · Fou noir sur case blanche d7 · Pion noir sur case noire g7 · Pion noir sur case noire b6 · Dame noire sur case blanche g6 · Pion noir sur case noire h6 · Pion noir sur case noire a5 · Pion noir sur case noire c5 · Pion blanc sur case blanche d5 · Pion noir sur case noire e5 · Pion noir sur case noire g5 · Pion blanc sur case blanche a4 · Pion blanc sur case blanche c4 · Pion blanc sur case blanche e4 · Cavalier noir sur case noire f4 · Pion blanc sur case noire c3 · Dame blanche sur case blanche d3 · Pion blanc sur case blanche g2 · Pion blanc sur case noire h2 · Fou blanc sur case blanche d1 · Fou blanc sur case noire e1 · Roi blanc sur case noire g1 | Roi noir sur case noire f8 · Fou noir sur case blanche d7 · Pion noir sur case noire g7 · Pion noir sur case noire b6 · Dame noire sur case blanche g6 · Pion noir sur case noire h6 · Pion noir sur case noire a5 · Pion noir sur case noire c5 · Pion blanc sur case blanche d5 · Pion noir sur case noire e5 · Pion noir sur case noire g5 · Pion blanc sur case blanche a4 · Pion blanc sur case blanche c4 · Pion blanc sur case blanche e4 · Cavalier noir sur case noire f4 · Pion blanc sur case noire c3 · Dame blanche sur case blanche d3 · Pion blanc sur case blanche g2 · Pion blanc sur case noire h2 · Fou blanc sur case blanche d1 · Fou blanc sur case noire e1 · Roi blanc sur case noire g1 | Roi noir sur case noire f8 · Fou noir sur case blanche d7 · Pion noir sur case noire g7 · Pion noir sur case noire b6 · Dame noire sur case blanche g6 · Pion noir sur case noire h6 · Pion noir sur case noire a5 · Pion noir sur case noire c5 · Pion blanc sur case blanche d5 · Pion noir sur case noire e5 · Pion noir sur case noire g5 · Pion blanc sur case blanche a4 · Pion blanc sur case blanche c4 · Pion blanc sur case blanche e4 · Cavalier noir sur case noire f4 · Pion blanc sur case noire c3 · Dame blanche sur case blanche d3 · Pion blanc sur case blanche g2 · Pion blanc sur case noire h2 · Fou blanc sur case blanche d1 · Fou blanc sur case noire e1 · Roi blanc sur case noire g1 | Roi noir sur case noire f8 · Fou noir sur case blanche d7 · Pion noir sur case noire g7 · Pion noir sur case noire b6 · Dame noire sur case blanche g6 · Pion noir sur case noire h6 · Pion noir sur case noire a5 · Pion noir sur case noire c5 · Pion blanc sur case blanche d5 · Pion noir sur case noire e5 · Pion noir sur case noire g5 · Pion blanc sur case blanche a4 · Pion blanc sur case blanche c4 · Pion blanc sur case blanche e4 · Cavalier noir sur case noire f4 · Pion blanc sur case noire c3 · Dame blanche sur case blanche d3 · Pion blanc sur case blanche g2 · Pion blanc sur case noire h2 · Fou blanc sur case blanche d1 · Fou blanc sur case noire e1 · Roi blanc sur case noire g1 | Roi noir sur case noire f8 · Fou noir sur case blanche d7 · Pion noir sur case noire g7 · Pion noir sur case noire b6 · Dame noire sur case blanche g6 · Pion noir sur case noire h6 · Pion noir sur case noire a5 · Pion noir sur case noire c5 · Pion blanc sur case blanche d5 · Pion noir sur case noire e5 · Pion noir sur case noire g5 · Pion blanc sur case blanche a4 · Pion blanc sur case blanche c4 · Pion blanc sur case blanche e4 · Cavalier noir sur case noire f4 · Pion blanc sur case noire c3 · Dame blanche sur case blanche d3 · Pion blanc sur case blanche g2 · Pion blanc sur case noire h2 · Fou blanc sur case blanche d1 · Fou blanc sur case noire e1 · Roi blanc sur case noire g1 | Roi noir sur case noire f8 · Fou noir sur case blanche d7 · Pion noir sur case noire g7 · Pion noir sur case noire b6 · Dame noire sur case blanche g6 · Pion noir sur case noire h6 · Pion noir sur case noire a5 · Pion noir sur case noire c5 · Pion blanc sur case blanche d5 · Pion noir sur case noire e5 · Pion noir sur case noire g5 · Pion blanc sur case blanche a4 · Pion blanc sur case blanche c4 · Pion blanc sur case blanche e4 · Cavalier noir sur case noire f4 · Pion blanc sur case noire c3 · Dame blanche sur case blanche d3 · Pion blanc sur case blanche g2 · Pion blanc sur case noire h2 · Fou blanc sur case blanche d1 · Fou blanc sur case noire e1 · Roi blanc sur case noire g1 | Roi noir sur case noire f8 · Fou noir sur case blanche d7 · Pion noir sur case noire g7 · Pion noir sur case noire b6 · Dame noire sur case blanche g6 · Pion noir sur case noire h6 · Pion noir sur case noire a5 · Pion noir sur case noire c5 · Pion blanc sur case blanche d5 · Pion noir sur case noire e5 · Pion noir sur case noire g5 · Pion blanc sur case blanche a4 · Pion blanc sur case blanche c4 · Pion blanc sur case blanche e4 · Cavalier noir sur case noire f4 · Pion blanc sur case noire c3 · Dame blanche sur case blanche d3 · Pion blanc sur case blanche g2 · Pion blanc sur case noire h2 · Fou blanc sur case blanche d1 · Fou blanc sur case noire e1 · Roi blanc sur case noire g1 | 5 |
| 4 | Roi noir sur case noire f8 · Fou noir sur case blanche d7 · Pion noir sur case noire g7 · Pion noir sur case noire b6 · Dame noire sur case blanche g6 · Pion noir sur case noire h6 · Pion noir sur case noire a5 · Pion noir sur case noire c5 · Pion blanc sur case blanche d5 · Pion noir sur case noire e5 · Pion noir sur case noire g5 · Pion blanc sur case blanche a4 · Pion blanc sur case blanche c4 · Pion blanc sur case blanche e4 · Cavalier noir sur case noire f4 · Pion blanc sur case noire c3 · Dame blanche sur case blanche d3 · Pion blanc sur case blanche g2 · Pion blanc sur case noire h2 · Fou blanc sur case blanche d1 · Fou blanc sur case noire e1 · Roi blanc sur case noire g1 | Roi noir sur case noire f8 · Fou noir sur case blanche d7 · Pion noir sur case noire g7 · Pion noir sur case noire b6 · Dame noire sur case blanche g6 · Pion noir sur case noire h6 · Pion noir sur case noire a5 · Pion noir sur case noire c5 · Pion blanc sur case blanche d5 · Pion noir sur case noire e5 · Pion noir sur case noire g5 · Pion blanc sur case blanche a4 · Pion blanc sur case blanche c4 · Pion blanc sur case blanche e4 · Cavalier noir sur case noire f4 · Pion blanc sur case noire c3 · Dame blanche sur case blanche d3 · Pion blanc sur case blanche g2 · Pion blanc sur case noire h2 · Fou blanc sur case blanche d1 · Fou blanc sur case noire e1 · Roi blanc sur case noire g1 | Roi noir sur case noire f8 · Fou noir sur case blanche d7 · Pion noir sur case noire g7 · Pion noir sur case noire b6 · Dame noire sur case blanche g6 · Pion noir sur case noire h6 · Pion noir sur case noire a5 · Pion noir sur case noire c5 · Pion blanc sur case blanche d5 · Pion noir sur case noire e5 · Pion noir sur case noire g5 · Pion blanc sur case blanche a4 · Pion blanc sur case blanche c4 · Pion blanc sur case blanche e4 · Cavalier noir sur case noire f4 · Pion blanc sur case noire c3 · Dame blanche sur case blanche d3 · Pion blanc sur case blanche g2 · Pion blanc sur case noire h2 · Fou blanc sur case blanche d1 · Fou blanc sur case noire e1 · Roi blanc sur case noire g1 | Roi noir sur case noire f8 · Fou noir sur case blanche d7 · Pion noir sur case noire g7 · Pion noir sur case noire b6 · Dame noire sur case blanche g6 · Pion noir sur case noire h6 · Pion noir sur case noire a5 · Pion noir sur case noire c5 · Pion blanc sur case blanche d5 · Pion noir sur case noire e5 · Pion noir sur case noire g5 · Pion blanc sur case blanche a4 · Pion blanc sur case blanche c4 · Pion blanc sur case blanche e4 · Cavalier noir sur case noire f4 · Pion blanc sur case noire c3 · Dame blanche sur case blanche d3 · Pion blanc sur case blanche g2 · Pion blanc sur case noire h2 · Fou blanc sur case blanche d1 · Fou blanc sur case noire e1 · Roi blanc sur case noire g1 | Roi noir sur case noire f8 · Fou noir sur case blanche d7 · Pion noir sur case noire g7 · Pion noir sur case noire b6 · Dame noire sur case blanche g6 · Pion noir sur case noire h6 · Pion noir sur case noire a5 · Pion noir sur case noire c5 · Pion blanc sur case blanche d5 · Pion noir sur case noire e5 · Pion noir sur case noire g5 · Pion blanc sur case blanche a4 · Pion blanc sur case blanche c4 · Pion blanc sur case blanche e4 · Cavalier noir sur case noire f4 · Pion blanc sur case noire c3 · Dame blanche sur case blanche d3 · Pion blanc sur case blanche g2 · Pion blanc sur case noire h2 · Fou blanc sur case blanche d1 · Fou blanc sur case noire e1 · Roi blanc sur case noire g1 | Roi noir sur case noire f8 · Fou noir sur case blanche d7 · Pion noir sur case noire g7 · Pion noir sur case noire b6 · Dame noire sur case blanche g6 · Pion noir sur case noire h6 · Pion noir sur case noire a5 · Pion noir sur case noire c5 · Pion blanc sur case blanche d5 · Pion noir sur case noire e5 · Pion noir sur case noire g5 · Pion blanc sur case blanche a4 · Pion blanc sur case blanche c4 · Pion blanc sur case blanche e4 · Cavalier noir sur case noire f4 · Pion blanc sur case noire c3 · Dame blanche sur case blanche d3 · Pion blanc sur case blanche g2 · Pion blanc sur case noire h2 · Fou blanc sur case blanche d1 · Fou blanc sur case noire e1 · Roi blanc sur case noire g1 | Roi noir sur case noire f8 · Fou noir sur case blanche d7 · Pion noir sur case noire g7 · Pion noir sur case noire b6 · Dame noire sur case blanche g6 · Pion noir sur case noire h6 · Pion noir sur case noire a5 · Pion noir sur case noire c5 · Pion blanc sur case blanche d5 · Pion noir sur case noire e5 · Pion noir sur case noire g5 · Pion blanc sur case blanche a4 · Pion blanc sur case blanche c4 · Pion blanc sur case blanche e4 · Cavalier noir sur case noire f4 · Pion blanc sur case noire c3 · Dame blanche sur case blanche d3 · Pion blanc sur case blanche g2 · Pion blanc sur case noire h2 · Fou blanc sur case blanche d1 · Fou blanc sur case noire e1 · Roi blanc sur case noire g1 | Roi noir sur case noire f8 · Fou noir sur case blanche d7 · Pion noir sur case noire g7 · Pion noir sur case noire b6 · Dame noire sur case blanche g6 · Pion noir sur case noire h6 · Pion noir sur case noire a5 · Pion noir sur case noire c5 · Pion blanc sur case blanche d5 · Pion noir sur case noire e5 · Pion noir sur case noire g5 · Pion blanc sur case blanche a4 · Pion blanc sur case blanche c4 · Pion blanc sur case blanche e4 · Cavalier noir sur case noire f4 · Pion blanc sur case noire c3 · Dame blanche sur case blanche d3 · Pion blanc sur case blanche g2 · Pion blanc sur case noire h2 · Fou blanc sur case blanche d1 · Fou blanc sur case noire e1 · Roi blanc sur case noire g1 | 4 |
| 3 | Roi noir sur case noire f8 · Fou noir sur case blanche d7 · Pion noir sur case noire g7 · Pion noir sur case noire b6 · Dame noire sur case blanche g6 · Pion noir sur case noire h6 · Pion noir sur case noire a5 · Pion noir sur case noire c5 · Pion blanc sur case blanche d5 · Pion noir sur case noire e5 · Pion noir sur case noire g5 · Pion blanc sur case blanche a4 · Pion blanc sur case blanche c4 · Pion blanc sur case blanche e4 · Cavalier noir sur case noire f4 · Pion blanc sur case noire c3 · Dame blanche sur case blanche d3 · Pion blanc sur case blanche g2 · Pion blanc sur case noire h2 · Fou blanc sur case blanche d1 · Fou blanc sur case noire e1 · Roi blanc sur case noire g1 | Roi noir sur case noire f8 · Fou noir sur case blanche d7 · Pion noir sur case noire g7 · Pion noir sur case noire b6 · Dame noire sur case blanche g6 · Pion noir sur case noire h6 · Pion noir sur case noire a5 · Pion noir sur case noire c5 · Pion blanc sur case blanche d5 · Pion noir sur case noire e5 · Pion noir sur case noire g5 · Pion blanc sur case blanche a4 · Pion blanc sur case blanche c4 · Pion blanc sur case blanche e4 · Cavalier noir sur case noire f4 · Pion blanc sur case noire c3 · Dame blanche sur case blanche d3 · Pion blanc sur case blanche g2 · Pion blanc sur case noire h2 · Fou blanc sur case blanche d1 · Fou blanc sur case noire e1 · Roi blanc sur case noire g1 | Roi noir sur case noire f8 · Fou noir sur case blanche d7 · Pion noir sur case noire g7 · Pion noir sur case noire b6 · Dame noire sur case blanche g6 · Pion noir sur case noire h6 · Pion noir sur case noire a5 · Pion noir sur case noire c5 · Pion blanc sur case blanche d5 · Pion noir sur case noire e5 · Pion noir sur case noire g5 · Pion blanc sur case blanche a4 · Pion blanc sur case blanche c4 · Pion blanc sur case blanche e4 · Cavalier noir sur case noire f4 · Pion blanc sur case noire c3 · Dame blanche sur case blanche d3 · Pion blanc sur case blanche g2 · Pion blanc sur case noire h2 · Fou blanc sur case blanche d1 · Fou blanc sur case noire e1 · Roi blanc sur case noire g1 | Roi noir sur case noire f8 · Fou noir sur case blanche d7 · Pion noir sur case noire g7 · Pion noir sur case noire b6 · Dame noire sur case blanche g6 · Pion noir sur case noire h6 · Pion noir sur case noire a5 · Pion noir sur case noire c5 · Pion blanc sur case blanche d5 · Pion noir sur case noire e5 · Pion noir sur case noire g5 · Pion blanc sur case blanche a4 · Pion blanc sur case blanche c4 · Pion blanc sur case blanche e4 · Cavalier noir sur case noire f4 · Pion blanc sur case noire c3 · Dame blanche sur case blanche d3 · Pion blanc sur case blanche g2 · Pion blanc sur case noire h2 · Fou blanc sur case blanche d1 · Fou blanc sur case noire e1 · Roi blanc sur case noire g1 | Roi noir sur case noire f8 · Fou noir sur case blanche d7 · Pion noir sur case noire g7 · Pion noir sur case noire b6 · Dame noire sur case blanche g6 · Pion noir sur case noire h6 · Pion noir sur case noire a5 · Pion noir sur case noire c5 · Pion blanc sur case blanche d5 · Pion noir sur case noire e5 · Pion noir sur case noire g5 · Pion blanc sur case blanche a4 · Pion blanc sur case blanche c4 · Pion blanc sur case blanche e4 · Cavalier noir sur case noire f4 · Pion blanc sur case noire c3 · Dame blanche sur case blanche d3 · Pion blanc sur case blanche g2 · Pion blanc sur case noire h2 · Fou blanc sur case blanche d1 · Fou blanc sur case noire e1 · Roi blanc sur case noire g1 | Roi noir sur case noire f8 · Fou noir sur case blanche d7 · Pion noir sur case noire g7 · Pion noir sur case noire b6 · Dame noire sur case blanche g6 · Pion noir sur case noire h6 · Pion noir sur case noire a5 · Pion noir sur case noire c5 · Pion blanc sur case blanche d5 · Pion noir sur case noire e5 · Pion noir sur case noire g5 · Pion blanc sur case blanche a4 · Pion blanc sur case blanche c4 · Pion blanc sur case blanche e4 · Cavalier noir sur case noire f4 · Pion blanc sur case noire c3 · Dame blanche sur case blanche d3 · Pion blanc sur case blanche g2 · Pion blanc sur case noire h2 · Fou blanc sur case blanche d1 · Fou blanc sur case noire e1 · Roi blanc sur case noire g1 | Roi noir sur case noire f8 · Fou noir sur case blanche d7 · Pion noir sur case noire g7 · Pion noir sur case noire b6 · Dame noire sur case blanche g6 · Pion noir sur case noire h6 · Pion noir sur case noire a5 · Pion noir sur case noire c5 · Pion blanc sur case blanche d5 · Pion noir sur case noire e5 · Pion noir sur case noire g5 · Pion blanc sur case blanche a4 · Pion blanc sur case blanche c4 · Pion blanc sur case blanche e4 · Cavalier noir sur case noire f4 · Pion blanc sur case noire c3 · Dame blanche sur case blanche d3 · Pion blanc sur case blanche g2 · Pion blanc sur case noire h2 · Fou blanc sur case blanche d1 · Fou blanc sur case noire e1 · Roi blanc sur case noire g1 | Roi noir sur case noire f8 · Fou noir sur case blanche d7 · Pion noir sur case noire g7 · Pion noir sur case noire b6 · Dame noire sur case blanche g6 · Pion noir sur case noire h6 · Pion noir sur case noire a5 · Pion noir sur case noire c5 · Pion blanc sur case blanche d5 · Pion noir sur case noire e5 · Pion noir sur case noire g5 · Pion blanc sur case blanche a4 · Pion blanc sur case blanche c4 · Pion blanc sur case blanche e4 · Cavalier noir sur case noire f4 · Pion blanc sur case noire c3 · Dame blanche sur case blanche d3 · Pion blanc sur case blanche g2 · Pion blanc sur case noire h2 · Fou blanc sur case blanche d1 · Fou blanc sur case noire e1 · Roi blanc sur case noire g1 | 3 |
| 2 | Roi noir sur case noire f8 · Fou noir sur case blanche d7 · Pion noir sur case noire g7 · Pion noir sur case noire b6 · Dame noire sur case blanche g6 · Pion noir sur case noire h6 · Pion noir sur case noire a5 · Pion noir sur case noire c5 · Pion blanc sur case blanche d5 · Pion noir sur case noire e5 · Pion noir sur case noire g5 · Pion blanc sur case blanche a4 · Pion blanc sur case blanche c4 · Pion blanc sur case blanche e4 · Cavalier noir sur case noire f4 · Pion blanc sur case noire c3 · Dame blanche sur case blanche d3 · Pion blanc sur case blanche g2 · Pion blanc sur case noire h2 · Fou blanc sur case blanche d1 · Fou blanc sur case noire e1 · Roi blanc sur case noire g1 | Roi noir sur case noire f8 · Fou noir sur case blanche d7 · Pion noir sur case noire g7 · Pion noir sur case noire b6 · Dame noire sur case blanche g6 · Pion noir sur case noire h6 · Pion noir sur case noire a5 · Pion noir sur case noire c5 · Pion blanc sur case blanche d5 · Pion noir sur case noire e5 · Pion noir sur case noire g5 · Pion blanc sur case blanche a4 · Pion blanc sur case blanche c4 · Pion blanc sur case blanche e4 · Cavalier noir sur case noire f4 · Pion blanc sur case noire c3 · Dame blanche sur case blanche d3 · Pion blanc sur case blanche g2 · Pion blanc sur case noire h2 · Fou blanc sur case blanche d1 · Fou blanc sur case noire e1 · Roi blanc sur case noire g1 | Roi noir sur case noire f8 · Fou noir sur case blanche d7 · Pion noir sur case noire g7 · Pion noir sur case noire b6 · Dame noire sur case blanche g6 · Pion noir sur case noire h6 · Pion noir sur case noire a5 · Pion noir sur case noire c5 · Pion blanc sur case blanche d5 · Pion noir sur case noire e5 · Pion noir sur case noire g5 · Pion blanc sur case blanche a4 · Pion blanc sur case blanche c4 · Pion blanc sur case blanche e4 · Cavalier noir sur case noire f4 · Pion blanc sur case noire c3 · Dame blanche sur case blanche d3 · Pion blanc sur case blanche g2 · Pion blanc sur case noire h2 · Fou blanc sur case blanche d1 · Fou blanc sur case noire e1 · Roi blanc sur case noire g1 | Roi noir sur case noire f8 · Fou noir sur case blanche d7 · Pion noir sur case noire g7 · Pion noir sur case noire b6 · Dame noire sur case blanche g6 · Pion noir sur case noire h6 · Pion noir sur case noire a5 · Pion noir sur case noire c5 · Pion blanc sur case blanche d5 · Pion noir sur case noire e5 · Pion noir sur case noire g5 · Pion blanc sur case blanche a4 · Pion blanc sur case blanche c4 · Pion blanc sur case blanche e4 · Cavalier noir sur case noire f4 · Pion blanc sur case noire c3 · Dame blanche sur case blanche d3 · Pion blanc sur case blanche g2 · Pion blanc sur case noire h2 · Fou blanc sur case blanche d1 · Fou blanc sur case noire e1 · Roi blanc sur case noire g1 | Roi noir sur case noire f8 · Fou noir sur case blanche d7 · Pion noir sur case noire g7 · Pion noir sur case noire b6 · Dame noire sur case blanche g6 · Pion noir sur case noire h6 · Pion noir sur case noire a5 · Pion noir sur case noire c5 · Pion blanc sur case blanche d5 · Pion noir sur case noire e5 · Pion noir sur case noire g5 · Pion blanc sur case blanche a4 · Pion blanc sur case blanche c4 · Pion blanc sur case blanche e4 · Cavalier noir sur case noire f4 · Pion blanc sur case noire c3 · Dame blanche sur case blanche d3 · Pion blanc sur case blanche g2 · Pion blanc sur case noire h2 · Fou blanc sur case blanche d1 · Fou blanc sur case noire e1 · Roi blanc sur case noire g1 | Roi noir sur case noire f8 · Fou noir sur case blanche d7 · Pion noir sur case noire g7 · Pion noir sur case noire b6 · Dame noire sur case blanche g6 · Pion noir sur case noire h6 · Pion noir sur case noire a5 · Pion noir sur case noire c5 · Pion blanc sur case blanche d5 · Pion noir sur case noire e5 · Pion noir sur case noire g5 · Pion blanc sur case blanche a4 · Pion blanc sur case blanche c4 · Pion blanc sur case blanche e4 · Cavalier noir sur case noire f4 · Pion blanc sur case noire c3 · Dame blanche sur case blanche d3 · Pion blanc sur case blanche g2 · Pion blanc sur case noire h2 · Fou blanc sur case blanche d1 · Fou blanc sur case noire e1 · Roi blanc sur case noire g1 | Roi noir sur case noire f8 · Fou noir sur case blanche d7 · Pion noir sur case noire g7 · Pion noir sur case noire b6 · Dame noire sur case blanche g6 · Pion noir sur case noire h6 · Pion noir sur case noire a5 · Pion noir sur case noire c5 · Pion blanc sur case blanche d5 · Pion noir sur case noire e5 · Pion noir sur case noire g5 · Pion blanc sur case blanche a4 · Pion blanc sur case blanche c4 · Pion blanc sur case blanche e4 · Cavalier noir sur case noire f4 · Pion blanc sur case noire c3 · Dame blanche sur case blanche d3 · Pion blanc sur case blanche g2 · Pion blanc sur case noire h2 · Fou blanc sur case blanche d1 · Fou blanc sur case noire e1 · Roi blanc sur case noire g1 | Roi noir sur case noire f8 · Fou noir sur case blanche d7 · Pion noir sur case noire g7 · Pion noir sur case noire b6 · Dame noire sur case blanche g6 · Pion noir sur case noire h6 · Pion noir sur case noire a5 · Pion noir sur case noire c5 · Pion blanc sur case blanche d5 · Pion noir sur case noire e5 · Pion noir sur case noire g5 · Pion blanc sur case blanche a4 · Pion blanc sur case blanche c4 · Pion blanc sur case blanche e4 · Cavalier noir sur case noire f4 · Pion blanc sur case noire c3 · Dame blanche sur case blanche d3 · Pion blanc sur case blanche g2 · Pion blanc sur case noire h2 · Fou blanc sur case blanche d1 · Fou blanc sur case noire e1 · Roi blanc sur case noire g1 | 2 |
| 1 | Roi noir sur case noire f8 · Fou noir sur case blanche d7 · Pion noir sur case noire g7 · Pion noir sur case noire b6 · Dame noire sur case blanche g6 · Pion noir sur case noire h6 · Pion noir sur case noire a5 · Pion noir sur case noire c5 · Pion blanc sur case blanche d5 · Pion noir sur case noire e5 · Pion noir sur case noire g5 · Pion blanc sur case blanche a4 · Pion blanc sur case blanche c4 · Pion blanc sur case blanche e4 · Cavalier noir sur case noire f4 · Pion blanc sur case noire c3 · Dame blanche sur case blanche d3 · Pion blanc sur case blanche g2 · Pion blanc sur case noire h2 · Fou blanc sur case blanche d1 · Fou blanc sur case noire e1 · Roi blanc sur case noire g1 | Roi noir sur case noire f8 · Fou noir sur case blanche d7 · Pion noir sur case noire g7 · Pion noir sur case noire b6 · Dame noire sur case blanche g6 · Pion noir sur case noire h6 · Pion noir sur case noire a5 · Pion noir sur case noire c5 · Pion blanc sur case blanche d5 · Pion noir sur case noire e5 · Pion noir sur case noire g5 · Pion blanc sur case blanche a4 · Pion blanc sur case blanche c4 · Pion blanc sur case blanche e4 · Cavalier noir sur case noire f4 · Pion blanc sur case noire c3 · Dame blanche sur case blanche d3 · Pion blanc sur case blanche g2 · Pion blanc sur case noire h2 · Fou blanc sur case blanche d1 · Fou blanc sur case noire e1 · Roi blanc sur case noire g1 | Roi noir sur case noire f8 · Fou noir sur case blanche d7 · Pion noir sur case noire g7 · Pion noir sur case noire b6 · Dame noire sur case blanche g6 · Pion noir sur case noire h6 · Pion noir sur case noire a5 · Pion noir sur case noire c5 · Pion blanc sur case blanche d5 · Pion noir sur case noire e5 · Pion noir sur case noire g5 · Pion blanc sur case blanche a4 · Pion blanc sur case blanche c4 · Pion blanc sur case blanche e4 · Cavalier noir sur case noire f4 · Pion blanc sur case noire c3 · Dame blanche sur case blanche d3 · Pion blanc sur case blanche g2 · Pion blanc sur case noire h2 · Fou blanc sur case blanche d1 · Fou blanc sur case noire e1 · Roi blanc sur case noire g1 | Roi noir sur case noire f8 · Fou noir sur case blanche d7 · Pion noir sur case noire g7 · Pion noir sur case noire b6 · Dame noire sur case blanche g6 · Pion noir sur case noire h6 · Pion noir sur case noire a5 · Pion noir sur case noire c5 · Pion blanc sur case blanche d5 · Pion noir sur case noire e5 · Pion noir sur case noire g5 · Pion blanc sur case blanche a4 · Pion blanc sur case blanche c4 · Pion blanc sur case blanche e4 · Cavalier noir sur case noire f4 · Pion blanc sur case noire c3 · Dame blanche sur case blanche d3 · Pion blanc sur case blanche g2 · Pion blanc sur case noire h2 · Fou blanc sur case blanche d1 · Fou blanc sur case noire e1 · Roi blanc sur case noire g1 | Roi noir sur case noire f8 · Fou noir sur case blanche d7 · Pion noir sur case noire g7 · Pion noir sur case noire b6 · Dame noire sur case blanche g6 · Pion noir sur case noire h6 · Pion noir sur case noire a5 · Pion noir sur case noire c5 · Pion blanc sur case blanche d5 · Pion noir sur case noire e5 · Pion noir sur case noire g5 · Pion blanc sur case blanche a4 · Pion blanc sur case blanche c4 · Pion blanc sur case blanche e4 · Cavalier noir sur case noire f4 · Pion blanc sur case noire c3 · Dame blanche sur case blanche d3 · Pion blanc sur case blanche g2 · Pion blanc sur case noire h2 · Fou blanc sur case blanche d1 · Fou blanc sur case noire e1 · Roi blanc sur case noire g1 | Roi noir sur case noire f8 · Fou noir sur case blanche d7 · Pion noir sur case noire g7 · Pion noir sur case noire b6 · Dame noire sur case blanche g6 · Pion noir sur case noire h6 · Pion noir sur case noire a5 · Pion noir sur case noire c5 · Pion blanc sur case blanche d5 · Pion noir sur case noire e5 · Pion noir sur case noire g5 · Pion blanc sur case blanche a4 · Pion blanc sur case blanche c4 · Pion blanc sur case blanche e4 · Cavalier noir sur case noire f4 · Pion blanc sur case noire c3 · Dame blanche sur case blanche d3 · Pion blanc sur case blanche g2 · Pion blanc sur case noire h2 · Fou blanc sur case blanche d1 · Fou blanc sur case noire e1 · Roi blanc sur case noire g1 | Roi noir sur case noire f8 · Fou noir sur case blanche d7 · Pion noir sur case noire g7 · Pion noir sur case noire b6 · Dame noire sur case blanche g6 · Pion noir sur case noire h6 · Pion noir sur case noire a5 · Pion noir sur case noire c5 · Pion blanc sur case blanche d5 · Pion noir sur case noire e5 · Pion noir sur case noire g5 · Pion blanc sur case blanche a4 · Pion blanc sur case blanche c4 · Pion blanc sur case blanche e4 · Cavalier noir sur case noire f4 · Pion blanc sur case noire c3 · Dame blanche sur case blanche d3 · Pion blanc sur case blanche g2 · Pion blanc sur case noire h2 · Fou blanc sur case blanche d1 · Fou blanc sur case noire e1 · Roi blanc sur case noire g1 | Roi noir sur case noire f8 · Fou noir sur case blanche d7 · Pion noir sur case noire g7 · Pion noir sur case noire b6 · Dame noire sur case blanche g6 · Pion noir sur case noire h6 · Pion noir sur case noire a5 · Pion noir sur case noire c5 · Pion blanc sur case blanche d5 · Pion noir sur case noire e5 · Pion noir sur case noire g5 · Pion blanc sur case blanche a4 · Pion blanc sur case blanche c4 · Pion blanc sur case blanche e4 · Cavalier noir sur case noire f4 · Pion blanc sur case noire c3 · Dame blanche sur case blanche d3 · Pion blanc sur case blanche g2 · Pion blanc sur case noire h2 · Fou blanc sur case blanche d1 · Fou blanc sur case noire e1 · Roi blanc sur case noire g1 | 1 |
|   | a | b | c | d | e | f | g | h |   |

Dans la 4e partie, Spassky utilise la défense sicilienne avec les Noirs. Il sacrifie un pion dans l'ouverture et grâce à une préparation impressionnante, obtient une forte attaque, mais ne parvient pas à la transformer en gain. La partie finit en nulle.
La 5e partie est encore une nimzo-indienne et Spassky continue son style de jeu passif. Après quelques coups sans but, il arrive à la position du diagramme. Il se peut que la partie soit déjà perdue, mais il l'offre à Fischer sur un plateau avec 27. Dc2??, Fischer le clouant sur place avec l'inattendu 27... Fxa4! 0-1  (par exemple si 28. Dd2 pour protéger le fou blanc en d1 (ou 28. Db1 ; mais pas 28. Dxa4 Dxe4, qui mate), les noirs enfoncent la position blanche avec Fxd1 29. Dxd1 Dxe4 30. Dd2 a4). Par ailleurs, les menaces de fourchettes avec le cavalier en f4 sont maintenant trop fortes.
Fischer est à égalité (2½ partout), et bien que les règles de la FIDE stipulent que le champion garde son titre en cas de match nul après 24 parties, les conséquences des deux premières parties se sont évanouies.

### Le rouleau compresseur (parties 6 à 13)
|   | a | b | c | d | e | f | g | h |   |
| 8 | Dame noire sur case blanche e8 · Roi noir sur case noire h8 · Tour noire sur case noire c7 · Tour noire sur case noire e7 · Pion noir sur case noire g7 · Pion blanc sur case blanche e6 · Cavalier noir sur case noire f6 · Pion noir sur case noire h6 · Pion noir sur case noire a5 · Pion noir sur case noire c5 · Tour blanche sur case blanche f5 · Pion blanc sur case blanche a4 · Pion noir sur case noire d4 · Dame blanche sur case blanche e4 · Pion blanc sur case noire h4 · Pion blanc sur case blanche b3 · Fou blanc sur case blanche d3 · Tour blanche sur case blanche f3 · Pion blanc sur case blanche g2 · Roi blanc sur case noire g1 | Dame noire sur case blanche e8 · Roi noir sur case noire h8 · Tour noire sur case noire c7 · Tour noire sur case noire e7 · Pion noir sur case noire g7 · Pion blanc sur case blanche e6 · Cavalier noir sur case noire f6 · Pion noir sur case noire h6 · Pion noir sur case noire a5 · Pion noir sur case noire c5 · Tour blanche sur case blanche f5 · Pion blanc sur case blanche a4 · Pion noir sur case noire d4 · Dame blanche sur case blanche e4 · Pion blanc sur case noire h4 · Pion blanc sur case blanche b3 · Fou blanc sur case blanche d3 · Tour blanche sur case blanche f3 · Pion blanc sur case blanche g2 · Roi blanc sur case noire g1 | Dame noire sur case blanche e8 · Roi noir sur case noire h8 · Tour noire sur case noire c7 · Tour noire sur case noire e7 · Pion noir sur case noire g7 · Pion blanc sur case blanche e6 · Cavalier noir sur case noire f6 · Pion noir sur case noire h6 · Pion noir sur case noire a5 · Pion noir sur case noire c5 · Tour blanche sur case blanche f5 · Pion blanc sur case blanche a4 · Pion noir sur case noire d4 · Dame blanche sur case blanche e4 · Pion blanc sur case noire h4 · Pion blanc sur case blanche b3 · Fou blanc sur case blanche d3 · Tour blanche sur case blanche f3 · Pion blanc sur case blanche g2 · Roi blanc sur case noire g1 | Dame noire sur case blanche e8 · Roi noir sur case noire h8 · Tour noire sur case noire c7 · Tour noire sur case noire e7 · Pion noir sur case noire g7 · Pion blanc sur case blanche e6 · Cavalier noir sur case noire f6 · Pion noir sur case noire h6 · Pion noir sur case noire a5 · Pion noir sur case noire c5 · Tour blanche sur case blanche f5 · Pion blanc sur case blanche a4 · Pion noir sur case noire d4 · Dame blanche sur case blanche e4 · Pion blanc sur case noire h4 · Pion blanc sur case blanche b3 · Fou blanc sur case blanche d3 · Tour blanche sur case blanche f3 · Pion blanc sur case blanche g2 · Roi blanc sur case noire g1 | Dame noire sur case blanche e8 · Roi noir sur case noire h8 · Tour noire sur case noire c7 · Tour noire sur case noire e7 · Pion noir sur case noire g7 · Pion blanc sur case blanche e6 · Cavalier noir sur case noire f6 · Pion noir sur case noire h6 · Pion noir sur case noire a5 · Pion noir sur case noire c5 · Tour blanche sur case blanche f5 · Pion blanc sur case blanche a4 · Pion noir sur case noire d4 · Dame blanche sur case blanche e4 · Pion blanc sur case noire h4 · Pion blanc sur case blanche b3 · Fou blanc sur case blanche d3 · Tour blanche sur case blanche f3 · Pion blanc sur case blanche g2 · Roi blanc sur case noire g1 | Dame noire sur case blanche e8 · Roi noir sur case noire h8 · Tour noire sur case noire c7 · Tour noire sur case noire e7 · Pion noir sur case noire g7 · Pion blanc sur case blanche e6 · Cavalier noir sur case noire f6 · Pion noir sur case noire h6 · Pion noir sur case noire a5 · Pion noir sur case noire c5 · Tour blanche sur case blanche f5 · Pion blanc sur case blanche a4 · Pion noir sur case noire d4 · Dame blanche sur case blanche e4 · Pion blanc sur case noire h4 · Pion blanc sur case blanche b3 · Fou blanc sur case blanche d3 · Tour blanche sur case blanche f3 · Pion blanc sur case blanche g2 · Roi blanc sur case noire g1 | Dame noire sur case blanche e8 · Roi noir sur case noire h8 · Tour noire sur case noire c7 · Tour noire sur case noire e7 · Pion noir sur case noire g7 · Pion blanc sur case blanche e6 · Cavalier noir sur case noire f6 · Pion noir sur case noire h6 · Pion noir sur case noire a5 · Pion noir sur case noire c5 · Tour blanche sur case blanche f5 · Pion blanc sur case blanche a4 · Pion noir sur case noire d4 · Dame blanche sur case blanche e4 · Pion blanc sur case noire h4 · Pion blanc sur case blanche b3 · Fou blanc sur case blanche d3 · Tour blanche sur case blanche f3 · Pion blanc sur case blanche g2 · Roi blanc sur case noire g1 | Dame noire sur case blanche e8 · Roi noir sur case noire h8 · Tour noire sur case noire c7 · Tour noire sur case noire e7 · Pion noir sur case noire g7 · Pion blanc sur case blanche e6 · Cavalier noir sur case noire f6 · Pion noir sur case noire h6 · Pion noir sur case noire a5 · Pion noir sur case noire c5 · Tour blanche sur case blanche f5 · Pion blanc sur case blanche a4 · Pion noir sur case noire d4 · Dame blanche sur case blanche e4 · Pion blanc sur case noire h4 · Pion blanc sur case blanche b3 · Fou blanc sur case blanche d3 · Tour blanche sur case blanche f3 · Pion blanc sur case blanche g2 · Roi blanc sur case noire g1 | 8 |
| 7 | Dame noire sur case blanche e8 · Roi noir sur case noire h8 · Tour noire sur case noire c7 · Tour noire sur case noire e7 · Pion noir sur case noire g7 · Pion blanc sur case blanche e6 · Cavalier noir sur case noire f6 · Pion noir sur case noire h6 · Pion noir sur case noire a5 · Pion noir sur case noire c5 · Tour blanche sur case blanche f5 · Pion blanc sur case blanche a4 · Pion noir sur case noire d4 · Dame blanche sur case blanche e4 · Pion blanc sur case noire h4 · Pion blanc sur case blanche b3 · Fou blanc sur case blanche d3 · Tour blanche sur case blanche f3 · Pion blanc sur case blanche g2 · Roi blanc sur case noire g1 | Dame noire sur case blanche e8 · Roi noir sur case noire h8 · Tour noire sur case noire c7 · Tour noire sur case noire e7 · Pion noir sur case noire g7 · Pion blanc sur case blanche e6 · Cavalier noir sur case noire f6 · Pion noir sur case noire h6 · Pion noir sur case noire a5 · Pion noir sur case noire c5 · Tour blanche sur case blanche f5 · Pion blanc sur case blanche a4 · Pion noir sur case noire d4 · Dame blanche sur case blanche e4 · Pion blanc sur case noire h4 · Pion blanc sur case blanche b3 · Fou blanc sur case blanche d3 · Tour blanche sur case blanche f3 · Pion blanc sur case blanche g2 · Roi blanc sur case noire g1 | Dame noire sur case blanche e8 · Roi noir sur case noire h8 · Tour noire sur case noire c7 · Tour noire sur case noire e7 · Pion noir sur case noire g7 · Pion blanc sur case blanche e6 · Cavalier noir sur case noire f6 · Pion noir sur case noire h6 · Pion noir sur case noire a5 · Pion noir sur case noire c5 · Tour blanche sur case blanche f5 · Pion blanc sur case blanche a4 · Pion noir sur case noire d4 · Dame blanche sur case blanche e4 · Pion blanc sur case noire h4 · Pion blanc sur case blanche b3 · Fou blanc sur case blanche d3 · Tour blanche sur case blanche f3 · Pion blanc sur case blanche g2 · Roi blanc sur case noire g1 | Dame noire sur case blanche e8 · Roi noir sur case noire h8 · Tour noire sur case noire c7 · Tour noire sur case noire e7 · Pion noir sur case noire g7 · Pion blanc sur case blanche e6 · Cavalier noir sur case noire f6 · Pion noir sur case noire h6 · Pion noir sur case noire a5 · Pion noir sur case noire c5 · Tour blanche sur case blanche f5 · Pion blanc sur case blanche a4 · Pion noir sur case noire d4 · Dame blanche sur case blanche e4 · Pion blanc sur case noire h4 · Pion blanc sur case blanche b3 · Fou blanc sur case blanche d3 · Tour blanche sur case blanche f3 · Pion blanc sur case blanche g2 · Roi blanc sur case noire g1 | Dame noire sur case blanche e8 · Roi noir sur case noire h8 · Tour noire sur case noire c7 · Tour noire sur case noire e7 · Pion noir sur case noire g7 · Pion blanc sur case blanche e6 · Cavalier noir sur case noire f6 · Pion noir sur case noire h6 · Pion noir sur case noire a5 · Pion noir sur case noire c5 · Tour blanche sur case blanche f5 · Pion blanc sur case blanche a4 · Pion noir sur case noire d4 · Dame blanche sur case blanche e4 · Pion blanc sur case noire h4 · Pion blanc sur case blanche b3 · Fou blanc sur case blanche d3 · Tour blanche sur case blanche f3 · Pion blanc sur case blanche g2 · Roi blanc sur case noire g1 | Dame noire sur case blanche e8 · Roi noir sur case noire h8 · Tour noire sur case noire c7 · Tour noire sur case noire e7 · Pion noir sur case noire g7 · Pion blanc sur case blanche e6 · Cavalier noir sur case noire f6 · Pion noir sur case noire h6 · Pion noir sur case noire a5 · Pion noir sur case noire c5 · Tour blanche sur case blanche f5 · Pion blanc sur case blanche a4 · Pion noir sur case noire d4 · Dame blanche sur case blanche e4 · Pion blanc sur case noire h4 · Pion blanc sur case blanche b3 · Fou blanc sur case blanche d3 · Tour blanche sur case blanche f3 · Pion blanc sur case blanche g2 · Roi blanc sur case noire g1 | Dame noire sur case blanche e8 · Roi noir sur case noire h8 · Tour noire sur case noire c7 · Tour noire sur case noire e7 · Pion noir sur case noire g7 · Pion blanc sur case blanche e6 · Cavalier noir sur case noire f6 · Pion noir sur case noire h6 · Pion noir sur case noire a5 · Pion noir sur case noire c5 · Tour blanche sur case blanche f5 · Pion blanc sur case blanche a4 · Pion noir sur case noire d4 · Dame blanche sur case blanche e4 · Pion blanc sur case noire h4 · Pion blanc sur case blanche b3 · Fou blanc sur case blanche d3 · Tour blanche sur case blanche f3 · Pion blanc sur case blanche g2 · Roi blanc sur case noire g1 | Dame noire sur case blanche e8 · Roi noir sur case noire h8 · Tour noire sur case noire c7 · Tour noire sur case noire e7 · Pion noir sur case noire g7 · Pion blanc sur case blanche e6 · Cavalier noir sur case noire f6 · Pion noir sur case noire h6 · Pion noir sur case noire a5 · Pion noir sur case noire c5 · Tour blanche sur case blanche f5 · Pion blanc sur case blanche a4 · Pion noir sur case noire d4 · Dame blanche sur case blanche e4 · Pion blanc sur case noire h4 · Pion blanc sur case blanche b3 · Fou blanc sur case blanche d3 · Tour blanche sur case blanche f3 · Pion blanc sur case blanche g2 · Roi blanc sur case noire g1 | 7 |
| 6 | Dame noire sur case blanche e8 · Roi noir sur case noire h8 · Tour noire sur case noire c7 · Tour noire sur case noire e7 · Pion noir sur case noire g7 · Pion blanc sur case blanche e6 · Cavalier noir sur case noire f6 · Pion noir sur case noire h6 · Pion noir sur case noire a5 · Pion noir sur case noire c5 · Tour blanche sur case blanche f5 · Pion blanc sur case blanche a4 · Pion noir sur case noire d4 · Dame blanche sur case blanche e4 · Pion blanc sur case noire h4 · Pion blanc sur case blanche b3 · Fou blanc sur case blanche d3 · Tour blanche sur case blanche f3 · Pion blanc sur case blanche g2 · Roi blanc sur case noire g1 | Dame noire sur case blanche e8 · Roi noir sur case noire h8 · Tour noire sur case noire c7 · Tour noire sur case noire e7 · Pion noir sur case noire g7 · Pion blanc sur case blanche e6 · Cavalier noir sur case noire f6 · Pion noir sur case noire h6 · Pion noir sur case noire a5 · Pion noir sur case noire c5 · Tour blanche sur case blanche f5 · Pion blanc sur case blanche a4 · Pion noir sur case noire d4 · Dame blanche sur case blanche e4 · Pion blanc sur case noire h4 · Pion blanc sur case blanche b3 · Fou blanc sur case blanche d3 · Tour blanche sur case blanche f3 · Pion blanc sur case blanche g2 · Roi blanc sur case noire g1 | Dame noire sur case blanche e8 · Roi noir sur case noire h8 · Tour noire sur case noire c7 · Tour noire sur case noire e7 · Pion noir sur case noire g7 · Pion blanc sur case blanche e6 · Cavalier noir sur case noire f6 · Pion noir sur case noire h6 · Pion noir sur case noire a5 · Pion noir sur case noire c5 · Tour blanche sur case blanche f5 · Pion blanc sur case blanche a4 · Pion noir sur case noire d4 · Dame blanche sur case blanche e4 · Pion blanc sur case noire h4 · Pion blanc sur case blanche b3 · Fou blanc sur case blanche d3 · Tour blanche sur case blanche f3 · Pion blanc sur case blanche g2 · Roi blanc sur case noire g1 | Dame noire sur case blanche e8 · Roi noir sur case noire h8 · Tour noire sur case noire c7 · Tour noire sur case noire e7 · Pion noir sur case noire g7 · Pion blanc sur case blanche e6 · Cavalier noir sur case noire f6 · Pion noir sur case noire h6 · Pion noir sur case noire a5 · Pion noir sur case noire c5 · Tour blanche sur case blanche f5 · Pion blanc sur case blanche a4 · Pion noir sur case noire d4 · Dame blanche sur case blanche e4 · Pion blanc sur case noire h4 · Pion blanc sur case blanche b3 · Fou blanc sur case blanche d3 · Tour blanche sur case blanche f3 · Pion blanc sur case blanche g2 · Roi blanc sur case noire g1 | Dame noire sur case blanche e8 · Roi noir sur case noire h8 · Tour noire sur case noire c7 · Tour noire sur case noire e7 · Pion noir sur case noire g7 · Pion blanc sur case blanche e6 · Cavalier noir sur case noire f6 · Pion noir sur case noire h6 · Pion noir sur case noire a5 · Pion noir sur case noire c5 · Tour blanche sur case blanche f5 · Pion blanc sur case blanche a4 · Pion noir sur case noire d4 · Dame blanche sur case blanche e4 · Pion blanc sur case noire h4 · Pion blanc sur case blanche b3 · Fou blanc sur case blanche d3 · Tour blanche sur case blanche f3 · Pion blanc sur case blanche g2 · Roi blanc sur case noire g1 | Dame noire sur case blanche e8 · Roi noir sur case noire h8 · Tour noire sur case noire c7 · Tour noire sur case noire e7 · Pion noir sur case noire g7 · Pion blanc sur case blanche e6 · Cavalier noir sur case noire f6 · Pion noir sur case noire h6 · Pion noir sur case noire a5 · Pion noir sur case noire c5 · Tour blanche sur case blanche f5 · Pion blanc sur case blanche a4 · Pion noir sur case noire d4 · Dame blanche sur case blanche e4 · Pion blanc sur case noire h4 · Pion blanc sur case blanche b3 · Fou blanc sur case blanche d3 · Tour blanche sur case blanche f3 · Pion blanc sur case blanche g2 · Roi blanc sur case noire g1 | Dame noire sur case blanche e8 · Roi noir sur case noire h8 · Tour noire sur case noire c7 · Tour noire sur case noire e7 · Pion noir sur case noire g7 · Pion blanc sur case blanche e6 · Cavalier noir sur case noire f6 · Pion noir sur case noire h6 · Pion noir sur case noire a5 · Pion noir sur case noire c5 · Tour blanche sur case blanche f5 · Pion blanc sur case blanche a4 · Pion noir sur case noire d4 · Dame blanche sur case blanche e4 · Pion blanc sur case noire h4 · Pion blanc sur case blanche b3 · Fou blanc sur case blanche d3 · Tour blanche sur case blanche f3 · Pion blanc sur case blanche g2 · Roi blanc sur case noire g1 | Dame noire sur case blanche e8 · Roi noir sur case noire h8 · Tour noire sur case noire c7 · Tour noire sur case noire e7 · Pion noir sur case noire g7 · Pion blanc sur case blanche e6 · Cavalier noir sur case noire f6 · Pion noir sur case noire h6 · Pion noir sur case noire a5 · Pion noir sur case noire c5 · Tour blanche sur case blanche f5 · Pion blanc sur case blanche a4 · Pion noir sur case noire d4 · Dame blanche sur case blanche e4 · Pion blanc sur case noire h4 · Pion blanc sur case blanche b3 · Fou blanc sur case blanche d3 · Tour blanche sur case blanche f3 · Pion blanc sur case blanche g2 · Roi blanc sur case noire g1 | 6 |
| 5 | Dame noire sur case blanche e8 · Roi noir sur case noire h8 · Tour noire sur case noire c7 · Tour noire sur case noire e7 · Pion noir sur case noire g7 · Pion blanc sur case blanche e6 · Cavalier noir sur case noire f6 · Pion noir sur case noire h6 · Pion noir sur case noire a5 · Pion noir sur case noire c5 · Tour blanche sur case blanche f5 · Pion blanc sur case blanche a4 · Pion noir sur case noire d4 · Dame blanche sur case blanche e4 · Pion blanc sur case noire h4 · Pion blanc sur case blanche b3 · Fou blanc sur case blanche d3 · Tour blanche sur case blanche f3 · Pion blanc sur case blanche g2 · Roi blanc sur case noire g1 | Dame noire sur case blanche e8 · Roi noir sur case noire h8 · Tour noire sur case noire c7 · Tour noire sur case noire e7 · Pion noir sur case noire g7 · Pion blanc sur case blanche e6 · Cavalier noir sur case noire f6 · Pion noir sur case noire h6 · Pion noir sur case noire a5 · Pion noir sur case noire c5 · Tour blanche sur case blanche f5 · Pion blanc sur case blanche a4 · Pion noir sur case noire d4 · Dame blanche sur case blanche e4 · Pion blanc sur case noire h4 · Pion blanc sur case blanche b3 · Fou blanc sur case blanche d3 · Tour blanche sur case blanche f3 · Pion blanc sur case blanche g2 · Roi blanc sur case noire g1 | Dame noire sur case blanche e8 · Roi noir sur case noire h8 · Tour noire sur case noire c7 · Tour noire sur case noire e7 · Pion noir sur case noire g7 · Pion blanc sur case blanche e6 · Cavalier noir sur case noire f6 · Pion noir sur case noire h6 · Pion noir sur case noire a5 · Pion noir sur case noire c5 · Tour blanche sur case blanche f5 · Pion blanc sur case blanche a4 · Pion noir sur case noire d4 · Dame blanche sur case blanche e4 · Pion blanc sur case noire h4 · Pion blanc sur case blanche b3 · Fou blanc sur case blanche d3 · Tour blanche sur case blanche f3 · Pion blanc sur case blanche g2 · Roi blanc sur case noire g1 | Dame noire sur case blanche e8 · Roi noir sur case noire h8 · Tour noire sur case noire c7 · Tour noire sur case noire e7 · Pion noir sur case noire g7 · Pion blanc sur case blanche e6 · Cavalier noir sur case noire f6 · Pion noir sur case noire h6 · Pion noir sur case noire a5 · Pion noir sur case noire c5 · Tour blanche sur case blanche f5 · Pion blanc sur case blanche a4 · Pion noir sur case noire d4 · Dame blanche sur case blanche e4 · Pion blanc sur case noire h4 · Pion blanc sur case blanche b3 · Fou blanc sur case blanche d3 · Tour blanche sur case blanche f3 · Pion blanc sur case blanche g2 · Roi blanc sur case noire g1 | Dame noire sur case blanche e8 · Roi noir sur case noire h8 · Tour noire sur case noire c7 · Tour noire sur case noire e7 · Pion noir sur case noire g7 · Pion blanc sur case blanche e6 · Cavalier noir sur case noire f6 · Pion noir sur case noire h6 · Pion noir sur case noire a5 · Pion noir sur case noire c5 · Tour blanche sur case blanche f5 · Pion blanc sur case blanche a4 · Pion noir sur case noire d4 · Dame blanche sur case blanche e4 · Pion blanc sur case noire h4 · Pion blanc sur case blanche b3 · Fou blanc sur case blanche d3 · Tour blanche sur case blanche f3 · Pion blanc sur case blanche g2 · Roi blanc sur case noire g1 | Dame noire sur case blanche e8 · Roi noir sur case noire h8 · Tour noire sur case noire c7 · Tour noire sur case noire e7 · Pion noir sur case noire g7 · Pion blanc sur case blanche e6 · Cavalier noir sur case noire f6 · Pion noir sur case noire h6 · Pion noir sur case noire a5 · Pion noir sur case noire c5 · Tour blanche sur case blanche f5 · Pion blanc sur case blanche a4 · Pion noir sur case noire d4 · Dame blanche sur case blanche e4 · Pion blanc sur case noire h4 · Pion blanc sur case blanche b3 · Fou blanc sur case blanche d3 · Tour blanche sur case blanche f3 · Pion blanc sur case blanche g2 · Roi blanc sur case noire g1 | Dame noire sur case blanche e8 · Roi noir sur case noire h8 · Tour noire sur case noire c7 · Tour noire sur case noire e7 · Pion noir sur case noire g7 · Pion blanc sur case blanche e6 · Cavalier noir sur case noire f6 · Pion noir sur case noire h6 · Pion noir sur case noire a5 · Pion noir sur case noire c5 · Tour blanche sur case blanche f5 · Pion blanc sur case blanche a4 · Pion noir sur case noire d4 · Dame blanche sur case blanche e4 · Pion blanc sur case noire h4 · Pion blanc sur case blanche b3 · Fou blanc sur case blanche d3 · Tour blanche sur case blanche f3 · Pion blanc sur case blanche g2 · Roi blanc sur case noire g1 | Dame noire sur case blanche e8 · Roi noir sur case noire h8 · Tour noire sur case noire c7 · Tour noire sur case noire e7 · Pion noir sur case noire g7 · Pion blanc sur case blanche e6 · Cavalier noir sur case noire f6 · Pion noir sur case noire h6 · Pion noir sur case noire a5 · Pion noir sur case noire c5 · Tour blanche sur case blanche f5 · Pion blanc sur case blanche a4 · Pion noir sur case noire d4 · Dame blanche sur case blanche e4 · Pion blanc sur case noire h4 · Pion blanc sur case blanche b3 · Fou blanc sur case blanche d3 · Tour blanche sur case blanche f3 · Pion blanc sur case blanche g2 · Roi blanc sur case noire g1 | 5 |
| 4 | Dame noire sur case blanche e8 · Roi noir sur case noire h8 · Tour noire sur case noire c7 · Tour noire sur case noire e7 · Pion noir sur case noire g7 · Pion blanc sur case blanche e6 · Cavalier noir sur case noire f6 · Pion noir sur case noire h6 · Pion noir sur case noire a5 · Pion noir sur case noire c5 · Tour blanche sur case blanche f5 · Pion blanc sur case blanche a4 · Pion noir sur case noire d4 · Dame blanche sur case blanche e4 · Pion blanc sur case noire h4 · Pion blanc sur case blanche b3 · Fou blanc sur case blanche d3 · Tour blanche sur case blanche f3 · Pion blanc sur case blanche g2 · Roi blanc sur case noire g1 | Dame noire sur case blanche e8 · Roi noir sur case noire h8 · Tour noire sur case noire c7 · Tour noire sur case noire e7 · Pion noir sur case noire g7 · Pion blanc sur case blanche e6 · Cavalier noir sur case noire f6 · Pion noir sur case noire h6 · Pion noir sur case noire a5 · Pion noir sur case noire c5 · Tour blanche sur case blanche f5 · Pion blanc sur case blanche a4 · Pion noir sur case noire d4 · Dame blanche sur case blanche e4 · Pion blanc sur case noire h4 · Pion blanc sur case blanche b3 · Fou blanc sur case blanche d3 · Tour blanche sur case blanche f3 · Pion blanc sur case blanche g2 · Roi blanc sur case noire g1 | Dame noire sur case blanche e8 · Roi noir sur case noire h8 · Tour noire sur case noire c7 · Tour noire sur case noire e7 · Pion noir sur case noire g7 · Pion blanc sur case blanche e6 · Cavalier noir sur case noire f6 · Pion noir sur case noire h6 · Pion noir sur case noire a5 · Pion noir sur case noire c5 · Tour blanche sur case blanche f5 · Pion blanc sur case blanche a4 · Pion noir sur case noire d4 · Dame blanche sur case blanche e4 · Pion blanc sur case noire h4 · Pion blanc sur case blanche b3 · Fou blanc sur case blanche d3 · Tour blanche sur case blanche f3 · Pion blanc sur case blanche g2 · Roi blanc sur case noire g1 | Dame noire sur case blanche e8 · Roi noir sur case noire h8 · Tour noire sur case noire c7 · Tour noire sur case noire e7 · Pion noir sur case noire g7 · Pion blanc sur case blanche e6 · Cavalier noir sur case noire f6 · Pion noir sur case noire h6 · Pion noir sur case noire a5 · Pion noir sur case noire c5 · Tour blanche sur case blanche f5 · Pion blanc sur case blanche a4 · Pion noir sur case noire d4 · Dame blanche sur case blanche e4 · Pion blanc sur case noire h4 · Pion blanc sur case blanche b3 · Fou blanc sur case blanche d3 · Tour blanche sur case blanche f3 · Pion blanc sur case blanche g2 · Roi blanc sur case noire g1 | Dame noire sur case blanche e8 · Roi noir sur case noire h8 · Tour noire sur case noire c7 · Tour noire sur case noire e7 · Pion noir sur case noire g7 · Pion blanc sur case blanche e6 · Cavalier noir sur case noire f6 · Pion noir sur case noire h6 · Pion noir sur case noire a5 · Pion noir sur case noire c5 · Tour blanche sur case blanche f5 · Pion blanc sur case blanche a4 · Pion noir sur case noire d4 · Dame blanche sur case blanche e4 · Pion blanc sur case noire h4 · Pion blanc sur case blanche b3 · Fou blanc sur case blanche d3 · Tour blanche sur case blanche f3 · Pion blanc sur case blanche g2 · Roi blanc sur case noire g1 | Dame noire sur case blanche e8 · Roi noir sur case noire h8 · Tour noire sur case noire c7 · Tour noire sur case noire e7 · Pion noir sur case noire g7 · Pion blanc sur case blanche e6 · Cavalier noir sur case noire f6 · Pion noir sur case noire h6 · Pion noir sur case noire a5 · Pion noir sur case noire c5 · Tour blanche sur case blanche f5 · Pion blanc sur case blanche a4 · Pion noir sur case noire d4 · Dame blanche sur case blanche e4 · Pion blanc sur case noire h4 · Pion blanc sur case blanche b3 · Fou blanc sur case blanche d3 · Tour blanche sur case blanche f3 · Pion blanc sur case blanche g2 · Roi blanc sur case noire g1 | Dame noire sur case blanche e8 · Roi noir sur case noire h8 · Tour noire sur case noire c7 · Tour noire sur case noire e7 · Pion noir sur case noire g7 · Pion blanc sur case blanche e6 · Cavalier noir sur case noire f6 · Pion noir sur case noire h6 · Pion noir sur case noire a5 · Pion noir sur case noire c5 · Tour blanche sur case blanche f5 · Pion blanc sur case blanche a4 · Pion noir sur case noire d4 · Dame blanche sur case blanche e4 · Pion blanc sur case noire h4 · Pion blanc sur case blanche b3 · Fou blanc sur case blanche d3 · Tour blanche sur case blanche f3 · Pion blanc sur case blanche g2 · Roi blanc sur case noire g1 | Dame noire sur case blanche e8 · Roi noir sur case noire h8 · Tour noire sur case noire c7 · Tour noire sur case noire e7 · Pion noir sur case noire g7 · Pion blanc sur case blanche e6 · Cavalier noir sur case noire f6 · Pion noir sur case noire h6 · Pion noir sur case noire a5 · Pion noir sur case noire c5 · Tour blanche sur case blanche f5 · Pion blanc sur case blanche a4 · Pion noir sur case noire d4 · Dame blanche sur case blanche e4 · Pion blanc sur case noire h4 · Pion blanc sur case blanche b3 · Fou blanc sur case blanche d3 · Tour blanche sur case blanche f3 · Pion blanc sur case blanche g2 · Roi blanc sur case noire g1 | 4 |
| 3 | Dame noire sur case blanche e8 · Roi noir sur case noire h8 · Tour noire sur case noire c7 · Tour noire sur case noire e7 · Pion noir sur case noire g7 · Pion blanc sur case blanche e6 · Cavalier noir sur case noire f6 · Pion noir sur case noire h6 · Pion noir sur case noire a5 · Pion noir sur case noire c5 · Tour blanche sur case blanche f5 · Pion blanc sur case blanche a4 · Pion noir sur case noire d4 · Dame blanche sur case blanche e4 · Pion blanc sur case noire h4 · Pion blanc sur case blanche b3 · Fou blanc sur case blanche d3 · Tour blanche sur case blanche f3 · Pion blanc sur case blanche g2 · Roi blanc sur case noire g1 | Dame noire sur case blanche e8 · Roi noir sur case noire h8 · Tour noire sur case noire c7 · Tour noire sur case noire e7 · Pion noir sur case noire g7 · Pion blanc sur case blanche e6 · Cavalier noir sur case noire f6 · Pion noir sur case noire h6 · Pion noir sur case noire a5 · Pion noir sur case noire c5 · Tour blanche sur case blanche f5 · Pion blanc sur case blanche a4 · Pion noir sur case noire d4 · Dame blanche sur case blanche e4 · Pion blanc sur case noire h4 · Pion blanc sur case blanche b3 · Fou blanc sur case blanche d3 · Tour blanche sur case blanche f3 · Pion blanc sur case blanche g2 · Roi blanc sur case noire g1 | Dame noire sur case blanche e8 · Roi noir sur case noire h8 · Tour noire sur case noire c7 · Tour noire sur case noire e7 · Pion noir sur case noire g7 · Pion blanc sur case blanche e6 · Cavalier noir sur case noire f6 · Pion noir sur case noire h6 · Pion noir sur case noire a5 · Pion noir sur case noire c5 · Tour blanche sur case blanche f5 · Pion blanc sur case blanche a4 · Pion noir sur case noire d4 · Dame blanche sur case blanche e4 · Pion blanc sur case noire h4 · Pion blanc sur case blanche b3 · Fou blanc sur case blanche d3 · Tour blanche sur case blanche f3 · Pion blanc sur case blanche g2 · Roi blanc sur case noire g1 | Dame noire sur case blanche e8 · Roi noir sur case noire h8 · Tour noire sur case noire c7 · Tour noire sur case noire e7 · Pion noir sur case noire g7 · Pion blanc sur case blanche e6 · Cavalier noir sur case noire f6 · Pion noir sur case noire h6 · Pion noir sur case noire a5 · Pion noir sur case noire c5 · Tour blanche sur case blanche f5 · Pion blanc sur case blanche a4 · Pion noir sur case noire d4 · Dame blanche sur case blanche e4 · Pion blanc sur case noire h4 · Pion blanc sur case blanche b3 · Fou blanc sur case blanche d3 · Tour blanche sur case blanche f3 · Pion blanc sur case blanche g2 · Roi blanc sur case noire g1 | Dame noire sur case blanche e8 · Roi noir sur case noire h8 · Tour noire sur case noire c7 · Tour noire sur case noire e7 · Pion noir sur case noire g7 · Pion blanc sur case blanche e6 · Cavalier noir sur case noire f6 · Pion noir sur case noire h6 · Pion noir sur case noire a5 · Pion noir sur case noire c5 · Tour blanche sur case blanche f5 · Pion blanc sur case blanche a4 · Pion noir sur case noire d4 · Dame blanche sur case blanche e4 · Pion blanc sur case noire h4 · Pion blanc sur case blanche b3 · Fou blanc sur case blanche d3 · Tour blanche sur case blanche f3 · Pion blanc sur case blanche g2 · Roi blanc sur case noire g1 | Dame noire sur case blanche e8 · Roi noir sur case noire h8 · Tour noire sur case noire c7 · Tour noire sur case noire e7 · Pion noir sur case noire g7 · Pion blanc sur case blanche e6 · Cavalier noir sur case noire f6 · Pion noir sur case noire h6 · Pion noir sur case noire a5 · Pion noir sur case noire c5 · Tour blanche sur case blanche f5 · Pion blanc sur case blanche a4 · Pion noir sur case noire d4 · Dame blanche sur case blanche e4 · Pion blanc sur case noire h4 · Pion blanc sur case blanche b3 · Fou blanc sur case blanche d3 · Tour blanche sur case blanche f3 · Pion blanc sur case blanche g2 · Roi blanc sur case noire g1 | Dame noire sur case blanche e8 · Roi noir sur case noire h8 · Tour noire sur case noire c7 · Tour noire sur case noire e7 · Pion noir sur case noire g7 · Pion blanc sur case blanche e6 · Cavalier noir sur case noire f6 · Pion noir sur case noire h6 · Pion noir sur case noire a5 · Pion noir sur case noire c5 · Tour blanche sur case blanche f5 · Pion blanc sur case blanche a4 · Pion noir sur case noire d4 · Dame blanche sur case blanche e4 · Pion blanc sur case noire h4 · Pion blanc sur case blanche b3 · Fou blanc sur case blanche d3 · Tour blanche sur case blanche f3 · Pion blanc sur case blanche g2 · Roi blanc sur case noire g1 | Dame noire sur case blanche e8 · Roi noir sur case noire h8 · Tour noire sur case noire c7 · Tour noire sur case noire e7 · Pion noir sur case noire g7 · Pion blanc sur case blanche e6 · Cavalier noir sur case noire f6 · Pion noir sur case noire h6 · Pion noir sur case noire a5 · Pion noir sur case noire c5 · Tour blanche sur case blanche f5 · Pion blanc sur case blanche a4 · Pion noir sur case noire d4 · Dame blanche sur case blanche e4 · Pion blanc sur case noire h4 · Pion blanc sur case blanche b3 · Fou blanc sur case blanche d3 · Tour blanche sur case blanche f3 · Pion blanc sur case blanche g2 · Roi blanc sur case noire g1 | 3 |
| 2 | Dame noire sur case blanche e8 · Roi noir sur case noire h8 · Tour noire sur case noire c7 · Tour noire sur case noire e7 · Pion noir sur case noire g7 · Pion blanc sur case blanche e6 · Cavalier noir sur case noire f6 · Pion noir sur case noire h6 · Pion noir sur case noire a5 · Pion noir sur case noire c5 · Tour blanche sur case blanche f5 · Pion blanc sur case blanche a4 · Pion noir sur case noire d4 · Dame blanche sur case blanche e4 · Pion blanc sur case noire h4 · Pion blanc sur case blanche b3 · Fou blanc sur case blanche d3 · Tour blanche sur case blanche f3 · Pion blanc sur case blanche g2 · Roi blanc sur case noire g1 | Dame noire sur case blanche e8 · Roi noir sur case noire h8 · Tour noire sur case noire c7 · Tour noire sur case noire e7 · Pion noir sur case noire g7 · Pion blanc sur case blanche e6 · Cavalier noir sur case noire f6 · Pion noir sur case noire h6 · Pion noir sur case noire a5 · Pion noir sur case noire c5 · Tour blanche sur case blanche f5 · Pion blanc sur case blanche a4 · Pion noir sur case noire d4 · Dame blanche sur case blanche e4 · Pion blanc sur case noire h4 · Pion blanc sur case blanche b3 · Fou blanc sur case blanche d3 · Tour blanche sur case blanche f3 · Pion blanc sur case blanche g2 · Roi blanc sur case noire g1 | Dame noire sur case blanche e8 · Roi noir sur case noire h8 · Tour noire sur case noire c7 · Tour noire sur case noire e7 · Pion noir sur case noire g7 · Pion blanc sur case blanche e6 · Cavalier noir sur case noire f6 · Pion noir sur case noire h6 · Pion noir sur case noire a5 · Pion noir sur case noire c5 · Tour blanche sur case blanche f5 · Pion blanc sur case blanche a4 · Pion noir sur case noire d4 · Dame blanche sur case blanche e4 · Pion blanc sur case noire h4 · Pion blanc sur case blanche b3 · Fou blanc sur case blanche d3 · Tour blanche sur case blanche f3 · Pion blanc sur case blanche g2 · Roi blanc sur case noire g1 | Dame noire sur case blanche e8 · Roi noir sur case noire h8 · Tour noire sur case noire c7 · Tour noire sur case noire e7 · Pion noir sur case noire g7 · Pion blanc sur case blanche e6 · Cavalier noir sur case noire f6 · Pion noir sur case noire h6 · Pion noir sur case noire a5 · Pion noir sur case noire c5 · Tour blanche sur case blanche f5 · Pion blanc sur case blanche a4 · Pion noir sur case noire d4 · Dame blanche sur case blanche e4 · Pion blanc sur case noire h4 · Pion blanc sur case blanche b3 · Fou blanc sur case blanche d3 · Tour blanche sur case blanche f3 · Pion blanc sur case blanche g2 · Roi blanc sur case noire g1 | Dame noire sur case blanche e8 · Roi noir sur case noire h8 · Tour noire sur case noire c7 · Tour noire sur case noire e7 · Pion noir sur case noire g7 · Pion blanc sur case blanche e6 · Cavalier noir sur case noire f6 · Pion noir sur case noire h6 · Pion noir sur case noire a5 · Pion noir sur case noire c5 · Tour blanche sur case blanche f5 · Pion blanc sur case blanche a4 · Pion noir sur case noire d4 · Dame blanche sur case blanche e4 · Pion blanc sur case noire h4 · Pion blanc sur case blanche b3 · Fou blanc sur case blanche d3 · Tour blanche sur case blanche f3 · Pion blanc sur case blanche g2 · Roi blanc sur case noire g1 | Dame noire sur case blanche e8 · Roi noir sur case noire h8 · Tour noire sur case noire c7 · Tour noire sur case noire e7 · Pion noir sur case noire g7 · Pion blanc sur case blanche e6 · Cavalier noir sur case noire f6 · Pion noir sur case noire h6 · Pion noir sur case noire a5 · Pion noir sur case noire c5 · Tour blanche sur case blanche f5 · Pion blanc sur case blanche a4 · Pion noir sur case noire d4 · Dame blanche sur case blanche e4 · Pion blanc sur case noire h4 · Pion blanc sur case blanche b3 · Fou blanc sur case blanche d3 · Tour blanche sur case blanche f3 · Pion blanc sur case blanche g2 · Roi blanc sur case noire g1 | Dame noire sur case blanche e8 · Roi noir sur case noire h8 · Tour noire sur case noire c7 · Tour noire sur case noire e7 · Pion noir sur case noire g7 · Pion blanc sur case blanche e6 · Cavalier noir sur case noire f6 · Pion noir sur case noire h6 · Pion noir sur case noire a5 · Pion noir sur case noire c5 · Tour blanche sur case blanche f5 · Pion blanc sur case blanche a4 · Pion noir sur case noire d4 · Dame blanche sur case blanche e4 · Pion blanc sur case noire h4 · Pion blanc sur case blanche b3 · Fou blanc sur case blanche d3 · Tour blanche sur case blanche f3 · Pion blanc sur case blanche g2 · Roi blanc sur case noire g1 | Dame noire sur case blanche e8 · Roi noir sur case noire h8 · Tour noire sur case noire c7 · Tour noire sur case noire e7 · Pion noir sur case noire g7 · Pion blanc sur case blanche e6 · Cavalier noir sur case noire f6 · Pion noir sur case noire h6 · Pion noir sur case noire a5 · Pion noir sur case noire c5 · Tour blanche sur case blanche f5 · Pion blanc sur case blanche a4 · Pion noir sur case noire d4 · Dame blanche sur case blanche e4 · Pion blanc sur case noire h4 · Pion blanc sur case blanche b3 · Fou blanc sur case blanche d3 · Tour blanche sur case blanche f3 · Pion blanc sur case blanche g2 · Roi blanc sur case noire g1 | 2 |
| 1 | Dame noire sur case blanche e8 · Roi noir sur case noire h8 · Tour noire sur case noire c7 · Tour noire sur case noire e7 · Pion noir sur case noire g7 · Pion blanc sur case blanche e6 · Cavalier noir sur case noire f6 · Pion noir sur case noire h6 · Pion noir sur case noire a5 · Pion noir sur case noire c5 · Tour blanche sur case blanche f5 · Pion blanc sur case blanche a4 · Pion noir sur case noire d4 · Dame blanche sur case blanche e4 · Pion blanc sur case noire h4 · Pion blanc sur case blanche b3 · Fou blanc sur case blanche d3 · Tour blanche sur case blanche f3 · Pion blanc sur case blanche g2 · Roi blanc sur case noire g1 | Dame noire sur case blanche e8 · Roi noir sur case noire h8 · Tour noire sur case noire c7 · Tour noire sur case noire e7 · Pion noir sur case noire g7 · Pion blanc sur case blanche e6 · Cavalier noir sur case noire f6 · Pion noir sur case noire h6 · Pion noir sur case noire a5 · Pion noir sur case noire c5 · Tour blanche sur case blanche f5 · Pion blanc sur case blanche a4 · Pion noir sur case noire d4 · Dame blanche sur case blanche e4 · Pion blanc sur case noire h4 · Pion blanc sur case blanche b3 · Fou blanc sur case blanche d3 · Tour blanche sur case blanche f3 · Pion blanc sur case blanche g2 · Roi blanc sur case noire g1 | Dame noire sur case blanche e8 · Roi noir sur case noire h8 · Tour noire sur case noire c7 · Tour noire sur case noire e7 · Pion noir sur case noire g7 · Pion blanc sur case blanche e6 · Cavalier noir sur case noire f6 · Pion noir sur case noire h6 · Pion noir sur case noire a5 · Pion noir sur case noire c5 · Tour blanche sur case blanche f5 · Pion blanc sur case blanche a4 · Pion noir sur case noire d4 · Dame blanche sur case blanche e4 · Pion blanc sur case noire h4 · Pion blanc sur case blanche b3 · Fou blanc sur case blanche d3 · Tour blanche sur case blanche f3 · Pion blanc sur case blanche g2 · Roi blanc sur case noire g1 | Dame noire sur case blanche e8 · Roi noir sur case noire h8 · Tour noire sur case noire c7 · Tour noire sur case noire e7 · Pion noir sur case noire g7 · Pion blanc sur case blanche e6 · Cavalier noir sur case noire f6 · Pion noir sur case noire h6 · Pion noir sur case noire a5 · Pion noir sur case noire c5 · Tour blanche sur case blanche f5 · Pion blanc sur case blanche a4 · Pion noir sur case noire d4 · Dame blanche sur case blanche e4 · Pion blanc sur case noire h4 · Pion blanc sur case blanche b3 · Fou blanc sur case blanche d3 · Tour blanche sur case blanche f3 · Pion blanc sur case blanche g2 · Roi blanc sur case noire g1 | Dame noire sur case blanche e8 · Roi noir sur case noire h8 · Tour noire sur case noire c7 · Tour noire sur case noire e7 · Pion noir sur case noire g7 · Pion blanc sur case blanche e6 · Cavalier noir sur case noire f6 · Pion noir sur case noire h6 · Pion noir sur case noire a5 · Pion noir sur case noire c5 · Tour blanche sur case blanche f5 · Pion blanc sur case blanche a4 · Pion noir sur case noire d4 · Dame blanche sur case blanche e4 · Pion blanc sur case noire h4 · Pion blanc sur case blanche b3 · Fou blanc sur case blanche d3 · Tour blanche sur case blanche f3 · Pion blanc sur case blanche g2 · Roi blanc sur case noire g1 | Dame noire sur case blanche e8 · Roi noir sur case noire h8 · Tour noire sur case noire c7 · Tour noire sur case noire e7 · Pion noir sur case noire g7 · Pion blanc sur case blanche e6 · Cavalier noir sur case noire f6 · Pion noir sur case noire h6 · Pion noir sur case noire a5 · Pion noir sur case noire c5 · Tour blanche sur case blanche f5 · Pion blanc sur case blanche a4 · Pion noir sur case noire d4 · Dame blanche sur case blanche e4 · Pion blanc sur case noire h4 · Pion blanc sur case blanche b3 · Fou blanc sur case blanche d3 · Tour blanche sur case blanche f3 · Pion blanc sur case blanche g2 · Roi blanc sur case noire g1 | Dame noire sur case blanche e8 · Roi noir sur case noire h8 · Tour noire sur case noire c7 · Tour noire sur case noire e7 · Pion noir sur case noire g7 · Pion blanc sur case blanche e6 · Cavalier noir sur case noire f6 · Pion noir sur case noire h6 · Pion noir sur case noire a5 · Pion noir sur case noire c5 · Tour blanche sur case blanche f5 · Pion blanc sur case blanche a4 · Pion noir sur case noire d4 · Dame blanche sur case blanche e4 · Pion blanc sur case noire h4 · Pion blanc sur case blanche b3 · Fou blanc sur case blanche d3 · Tour blanche sur case blanche f3 · Pion blanc sur case blanche g2 · Roi blanc sur case noire g1 | Dame noire sur case blanche e8 · Roi noir sur case noire h8 · Tour noire sur case noire c7 · Tour noire sur case noire e7 · Pion noir sur case noire g7 · Pion blanc sur case blanche e6 · Cavalier noir sur case noire f6 · Pion noir sur case noire h6 · Pion noir sur case noire a5 · Pion noir sur case noire c5 · Tour blanche sur case blanche f5 · Pion blanc sur case blanche a4 · Pion noir sur case noire d4 · Dame blanche sur case blanche e4 · Pion blanc sur case noire h4 · Pion blanc sur case blanche b3 · Fou blanc sur case blanche d3 · Tour blanche sur case blanche f3 · Pion blanc sur case blanche g2 · Roi blanc sur case noire g1 | 1 |
|   | a | b | c | d | e | f | g | h |   |

Dans la 6e partie, Fischer commence avec 1.c4, un des très rares cas où il n'a pas joué 1.e4, anéantissant l'importante préparation de Spassky. Une fois encore, Spassky joue passivement.
Après 1.c4 e6 2.Cf3 d5 3.d4 Cf6 4.Cc3 Fe7 5.Fg5 O-O 6.e3 h6 7.Fh4 b6 8.cxd5 Cxd5 (gambit dame refusé, variante Tartakover, code ECO D59) 9.Fxe7 Dxe7 10.Cxd5 exd5 11.Tc1 Fe6 12.Da4 c5 13.Da3 Tc8 14.Fb5?! a6?! (Efim Geller avait déjà trouvé 14...Db7! mais selon lui, Spassky avait oublié ce coup) 15.dxc5 bxc5 16.O-O Ta7 17.Fe2 Cd7 18.Cd4 Df8 19.Cxe6 fxe6 20.e4 d4 21.f4 De7 22.e5 Tb8 23.Fc4 Rh8 24.Dh3 Cf8 25.b3 a5 26.f5, les Blancs ont une attaque dévastatrice.
La partie continue 26... exf5 27.Txf5 Ch7 28.Tcf1 Dd8 29.Dg3 Te7 30.h4 Tbb7 31.e6 Tbc7 32.De5 De8 33.a4 Dd8 34.T1f2 De8 35. T2f3 Dd8 36.Fd3 De8 37.De4 Cf6 (diagramme) 38.Txf6! gxf6 39.Txf6 Rg8 40.Fc4 Rh8 41. Df4 1-0
Après cette partie, totalement fair play, Spassky s'associe au public qui applaudit la victoire de Fischer. Il considérera cette partie comme la meilleure du match.
La 7e est nulle, en dépit de deux pions de plus pour Fischer. Dans la 8e partie, Fischer joue 1.c4, une ouverture anglaise cette fois-ci. Spassky perd la qualité avec peu de compensations, et il n'est pas sûr que ce soit un sacrifice plutôt qu'une gaffe.
Fischer gagne et mène alors par 5-3.
|   | a | b | c | d | e | f | g | h |   |
| 8 | Fou blanc sur case noire f8 · Tour noire sur case blanche g8 · Pion blanc sur case noire g7 · Roi noir sur case blanche b5 · Pion noir sur case blanche f5 · Pion noir sur case noire b4 · Pion noir sur case blanche c4 · Pion noir sur case blanche h3 · Pion noir sur case blanche a2 · Roi blanc sur case noire d2 · Tour blanche sur case noire a1 | Fou blanc sur case noire f8 · Tour noire sur case blanche g8 · Pion blanc sur case noire g7 · Roi noir sur case blanche b5 · Pion noir sur case blanche f5 · Pion noir sur case noire b4 · Pion noir sur case blanche c4 · Pion noir sur case blanche h3 · Pion noir sur case blanche a2 · Roi blanc sur case noire d2 · Tour blanche sur case noire a1 | Fou blanc sur case noire f8 · Tour noire sur case blanche g8 · Pion blanc sur case noire g7 · Roi noir sur case blanche b5 · Pion noir sur case blanche f5 · Pion noir sur case noire b4 · Pion noir sur case blanche c4 · Pion noir sur case blanche h3 · Pion noir sur case blanche a2 · Roi blanc sur case noire d2 · Tour blanche sur case noire a1 | Fou blanc sur case noire f8 · Tour noire sur case blanche g8 · Pion blanc sur case noire g7 · Roi noir sur case blanche b5 · Pion noir sur case blanche f5 · Pion noir sur case noire b4 · Pion noir sur case blanche c4 · Pion noir sur case blanche h3 · Pion noir sur case blanche a2 · Roi blanc sur case noire d2 · Tour blanche sur case noire a1 | Fou blanc sur case noire f8 · Tour noire sur case blanche g8 · Pion blanc sur case noire g7 · Roi noir sur case blanche b5 · Pion noir sur case blanche f5 · Pion noir sur case noire b4 · Pion noir sur case blanche c4 · Pion noir sur case blanche h3 · Pion noir sur case blanche a2 · Roi blanc sur case noire d2 · Tour blanche sur case noire a1 | Fou blanc sur case noire f8 · Tour noire sur case blanche g8 · Pion blanc sur case noire g7 · Roi noir sur case blanche b5 · Pion noir sur case blanche f5 · Pion noir sur case noire b4 · Pion noir sur case blanche c4 · Pion noir sur case blanche h3 · Pion noir sur case blanche a2 · Roi blanc sur case noire d2 · Tour blanche sur case noire a1 | Fou blanc sur case noire f8 · Tour noire sur case blanche g8 · Pion blanc sur case noire g7 · Roi noir sur case blanche b5 · Pion noir sur case blanche f5 · Pion noir sur case noire b4 · Pion noir sur case blanche c4 · Pion noir sur case blanche h3 · Pion noir sur case blanche a2 · Roi blanc sur case noire d2 · Tour blanche sur case noire a1 | Fou blanc sur case noire f8 · Tour noire sur case blanche g8 · Pion blanc sur case noire g7 · Roi noir sur case blanche b5 · Pion noir sur case blanche f5 · Pion noir sur case noire b4 · Pion noir sur case blanche c4 · Pion noir sur case blanche h3 · Pion noir sur case blanche a2 · Roi blanc sur case noire d2 · Tour blanche sur case noire a1 | 8 |
| 7 | Fou blanc sur case noire f8 · Tour noire sur case blanche g8 · Pion blanc sur case noire g7 · Roi noir sur case blanche b5 · Pion noir sur case blanche f5 · Pion noir sur case noire b4 · Pion noir sur case blanche c4 · Pion noir sur case blanche h3 · Pion noir sur case blanche a2 · Roi blanc sur case noire d2 · Tour blanche sur case noire a1 | Fou blanc sur case noire f8 · Tour noire sur case blanche g8 · Pion blanc sur case noire g7 · Roi noir sur case blanche b5 · Pion noir sur case blanche f5 · Pion noir sur case noire b4 · Pion noir sur case blanche c4 · Pion noir sur case blanche h3 · Pion noir sur case blanche a2 · Roi blanc sur case noire d2 · Tour blanche sur case noire a1 | Fou blanc sur case noire f8 · Tour noire sur case blanche g8 · Pion blanc sur case noire g7 · Roi noir sur case blanche b5 · Pion noir sur case blanche f5 · Pion noir sur case noire b4 · Pion noir sur case blanche c4 · Pion noir sur case blanche h3 · Pion noir sur case blanche a2 · Roi blanc sur case noire d2 · Tour blanche sur case noire a1 | Fou blanc sur case noire f8 · Tour noire sur case blanche g8 · Pion blanc sur case noire g7 · Roi noir sur case blanche b5 · Pion noir sur case blanche f5 · Pion noir sur case noire b4 · Pion noir sur case blanche c4 · Pion noir sur case blanche h3 · Pion noir sur case blanche a2 · Roi blanc sur case noire d2 · Tour blanche sur case noire a1 | Fou blanc sur case noire f8 · Tour noire sur case blanche g8 · Pion blanc sur case noire g7 · Roi noir sur case blanche b5 · Pion noir sur case blanche f5 · Pion noir sur case noire b4 · Pion noir sur case blanche c4 · Pion noir sur case blanche h3 · Pion noir sur case blanche a2 · Roi blanc sur case noire d2 · Tour blanche sur case noire a1 | Fou blanc sur case noire f8 · Tour noire sur case blanche g8 · Pion blanc sur case noire g7 · Roi noir sur case blanche b5 · Pion noir sur case blanche f5 · Pion noir sur case noire b4 · Pion noir sur case blanche c4 · Pion noir sur case blanche h3 · Pion noir sur case blanche a2 · Roi blanc sur case noire d2 · Tour blanche sur case noire a1 | Fou blanc sur case noire f8 · Tour noire sur case blanche g8 · Pion blanc sur case noire g7 · Roi noir sur case blanche b5 · Pion noir sur case blanche f5 · Pion noir sur case noire b4 · Pion noir sur case blanche c4 · Pion noir sur case blanche h3 · Pion noir sur case blanche a2 · Roi blanc sur case noire d2 · Tour blanche sur case noire a1 | Fou blanc sur case noire f8 · Tour noire sur case blanche g8 · Pion blanc sur case noire g7 · Roi noir sur case blanche b5 · Pion noir sur case blanche f5 · Pion noir sur case noire b4 · Pion noir sur case blanche c4 · Pion noir sur case blanche h3 · Pion noir sur case blanche a2 · Roi blanc sur case noire d2 · Tour blanche sur case noire a1 | 7 |
| 6 | Fou blanc sur case noire f8 · Tour noire sur case blanche g8 · Pion blanc sur case noire g7 · Roi noir sur case blanche b5 · Pion noir sur case blanche f5 · Pion noir sur case noire b4 · Pion noir sur case blanche c4 · Pion noir sur case blanche h3 · Pion noir sur case blanche a2 · Roi blanc sur case noire d2 · Tour blanche sur case noire a1 | Fou blanc sur case noire f8 · Tour noire sur case blanche g8 · Pion blanc sur case noire g7 · Roi noir sur case blanche b5 · Pion noir sur case blanche f5 · Pion noir sur case noire b4 · Pion noir sur case blanche c4 · Pion noir sur case blanche h3 · Pion noir sur case blanche a2 · Roi blanc sur case noire d2 · Tour blanche sur case noire a1 | Fou blanc sur case noire f8 · Tour noire sur case blanche g8 · Pion blanc sur case noire g7 · Roi noir sur case blanche b5 · Pion noir sur case blanche f5 · Pion noir sur case noire b4 · Pion noir sur case blanche c4 · Pion noir sur case blanche h3 · Pion noir sur case blanche a2 · Roi blanc sur case noire d2 · Tour blanche sur case noire a1 | Fou blanc sur case noire f8 · Tour noire sur case blanche g8 · Pion blanc sur case noire g7 · Roi noir sur case blanche b5 · Pion noir sur case blanche f5 · Pion noir sur case noire b4 · Pion noir sur case blanche c4 · Pion noir sur case blanche h3 · Pion noir sur case blanche a2 · Roi blanc sur case noire d2 · Tour blanche sur case noire a1 | Fou blanc sur case noire f8 · Tour noire sur case blanche g8 · Pion blanc sur case noire g7 · Roi noir sur case blanche b5 · Pion noir sur case blanche f5 · Pion noir sur case noire b4 · Pion noir sur case blanche c4 · Pion noir sur case blanche h3 · Pion noir sur case blanche a2 · Roi blanc sur case noire d2 · Tour blanche sur case noire a1 | Fou blanc sur case noire f8 · Tour noire sur case blanche g8 · Pion blanc sur case noire g7 · Roi noir sur case blanche b5 · Pion noir sur case blanche f5 · Pion noir sur case noire b4 · Pion noir sur case blanche c4 · Pion noir sur case blanche h3 · Pion noir sur case blanche a2 · Roi blanc sur case noire d2 · Tour blanche sur case noire a1 | Fou blanc sur case noire f8 · Tour noire sur case blanche g8 · Pion blanc sur case noire g7 · Roi noir sur case blanche b5 · Pion noir sur case blanche f5 · Pion noir sur case noire b4 · Pion noir sur case blanche c4 · Pion noir sur case blanche h3 · Pion noir sur case blanche a2 · Roi blanc sur case noire d2 · Tour blanche sur case noire a1 | Fou blanc sur case noire f8 · Tour noire sur case blanche g8 · Pion blanc sur case noire g7 · Roi noir sur case blanche b5 · Pion noir sur case blanche f5 · Pion noir sur case noire b4 · Pion noir sur case blanche c4 · Pion noir sur case blanche h3 · Pion noir sur case blanche a2 · Roi blanc sur case noire d2 · Tour blanche sur case noire a1 | 6 |
| 5 | Fou blanc sur case noire f8 · Tour noire sur case blanche g8 · Pion blanc sur case noire g7 · Roi noir sur case blanche b5 · Pion noir sur case blanche f5 · Pion noir sur case noire b4 · Pion noir sur case blanche c4 · Pion noir sur case blanche h3 · Pion noir sur case blanche a2 · Roi blanc sur case noire d2 · Tour blanche sur case noire a1 | Fou blanc sur case noire f8 · Tour noire sur case blanche g8 · Pion blanc sur case noire g7 · Roi noir sur case blanche b5 · Pion noir sur case blanche f5 · Pion noir sur case noire b4 · Pion noir sur case blanche c4 · Pion noir sur case blanche h3 · Pion noir sur case blanche a2 · Roi blanc sur case noire d2 · Tour blanche sur case noire a1 | Fou blanc sur case noire f8 · Tour noire sur case blanche g8 · Pion blanc sur case noire g7 · Roi noir sur case blanche b5 · Pion noir sur case blanche f5 · Pion noir sur case noire b4 · Pion noir sur case blanche c4 · Pion noir sur case blanche h3 · Pion noir sur case blanche a2 · Roi blanc sur case noire d2 · Tour blanche sur case noire a1 | Fou blanc sur case noire f8 · Tour noire sur case blanche g8 · Pion blanc sur case noire g7 · Roi noir sur case blanche b5 · Pion noir sur case blanche f5 · Pion noir sur case noire b4 · Pion noir sur case blanche c4 · Pion noir sur case blanche h3 · Pion noir sur case blanche a2 · Roi blanc sur case noire d2 · Tour blanche sur case noire a1 | Fou blanc sur case noire f8 · Tour noire sur case blanche g8 · Pion blanc sur case noire g7 · Roi noir sur case blanche b5 · Pion noir sur case blanche f5 · Pion noir sur case noire b4 · Pion noir sur case blanche c4 · Pion noir sur case blanche h3 · Pion noir sur case blanche a2 · Roi blanc sur case noire d2 · Tour blanche sur case noire a1 | Fou blanc sur case noire f8 · Tour noire sur case blanche g8 · Pion blanc sur case noire g7 · Roi noir sur case blanche b5 · Pion noir sur case blanche f5 · Pion noir sur case noire b4 · Pion noir sur case blanche c4 · Pion noir sur case blanche h3 · Pion noir sur case blanche a2 · Roi blanc sur case noire d2 · Tour blanche sur case noire a1 | Fou blanc sur case noire f8 · Tour noire sur case blanche g8 · Pion blanc sur case noire g7 · Roi noir sur case blanche b5 · Pion noir sur case blanche f5 · Pion noir sur case noire b4 · Pion noir sur case blanche c4 · Pion noir sur case blanche h3 · Pion noir sur case blanche a2 · Roi blanc sur case noire d2 · Tour blanche sur case noire a1 | Fou blanc sur case noire f8 · Tour noire sur case blanche g8 · Pion blanc sur case noire g7 · Roi noir sur case blanche b5 · Pion noir sur case blanche f5 · Pion noir sur case noire b4 · Pion noir sur case blanche c4 · Pion noir sur case blanche h3 · Pion noir sur case blanche a2 · Roi blanc sur case noire d2 · Tour blanche sur case noire a1 | 5 |
| 4 | Fou blanc sur case noire f8 · Tour noire sur case blanche g8 · Pion blanc sur case noire g7 · Roi noir sur case blanche b5 · Pion noir sur case blanche f5 · Pion noir sur case noire b4 · Pion noir sur case blanche c4 · Pion noir sur case blanche h3 · Pion noir sur case blanche a2 · Roi blanc sur case noire d2 · Tour blanche sur case noire a1 | Fou blanc sur case noire f8 · Tour noire sur case blanche g8 · Pion blanc sur case noire g7 · Roi noir sur case blanche b5 · Pion noir sur case blanche f5 · Pion noir sur case noire b4 · Pion noir sur case blanche c4 · Pion noir sur case blanche h3 · Pion noir sur case blanche a2 · Roi blanc sur case noire d2 · Tour blanche sur case noire a1 | Fou blanc sur case noire f8 · Tour noire sur case blanche g8 · Pion blanc sur case noire g7 · Roi noir sur case blanche b5 · Pion noir sur case blanche f5 · Pion noir sur case noire b4 · Pion noir sur case blanche c4 · Pion noir sur case blanche h3 · Pion noir sur case blanche a2 · Roi blanc sur case noire d2 · Tour blanche sur case noire a1 | Fou blanc sur case noire f8 · Tour noire sur case blanche g8 · Pion blanc sur case noire g7 · Roi noir sur case blanche b5 · Pion noir sur case blanche f5 · Pion noir sur case noire b4 · Pion noir sur case blanche c4 · Pion noir sur case blanche h3 · Pion noir sur case blanche a2 · Roi blanc sur case noire d2 · Tour blanche sur case noire a1 | Fou blanc sur case noire f8 · Tour noire sur case blanche g8 · Pion blanc sur case noire g7 · Roi noir sur case blanche b5 · Pion noir sur case blanche f5 · Pion noir sur case noire b4 · Pion noir sur case blanche c4 · Pion noir sur case blanche h3 · Pion noir sur case blanche a2 · Roi blanc sur case noire d2 · Tour blanche sur case noire a1 | Fou blanc sur case noire f8 · Tour noire sur case blanche g8 · Pion blanc sur case noire g7 · Roi noir sur case blanche b5 · Pion noir sur case blanche f5 · Pion noir sur case noire b4 · Pion noir sur case blanche c4 · Pion noir sur case blanche h3 · Pion noir sur case blanche a2 · Roi blanc sur case noire d2 · Tour blanche sur case noire a1 | Fou blanc sur case noire f8 · Tour noire sur case blanche g8 · Pion blanc sur case noire g7 · Roi noir sur case blanche b5 · Pion noir sur case blanche f5 · Pion noir sur case noire b4 · Pion noir sur case blanche c4 · Pion noir sur case blanche h3 · Pion noir sur case blanche a2 · Roi blanc sur case noire d2 · Tour blanche sur case noire a1 | Fou blanc sur case noire f8 · Tour noire sur case blanche g8 · Pion blanc sur case noire g7 · Roi noir sur case blanche b5 · Pion noir sur case blanche f5 · Pion noir sur case noire b4 · Pion noir sur case blanche c4 · Pion noir sur case blanche h3 · Pion noir sur case blanche a2 · Roi blanc sur case noire d2 · Tour blanche sur case noire a1 | 4 |
| 3 | Fou blanc sur case noire f8 · Tour noire sur case blanche g8 · Pion blanc sur case noire g7 · Roi noir sur case blanche b5 · Pion noir sur case blanche f5 · Pion noir sur case noire b4 · Pion noir sur case blanche c4 · Pion noir sur case blanche h3 · Pion noir sur case blanche a2 · Roi blanc sur case noire d2 · Tour blanche sur case noire a1 | Fou blanc sur case noire f8 · Tour noire sur case blanche g8 · Pion blanc sur case noire g7 · Roi noir sur case blanche b5 · Pion noir sur case blanche f5 · Pion noir sur case noire b4 · Pion noir sur case blanche c4 · Pion noir sur case blanche h3 · Pion noir sur case blanche a2 · Roi blanc sur case noire d2 · Tour blanche sur case noire a1 | Fou blanc sur case noire f8 · Tour noire sur case blanche g8 · Pion blanc sur case noire g7 · Roi noir sur case blanche b5 · Pion noir sur case blanche f5 · Pion noir sur case noire b4 · Pion noir sur case blanche c4 · Pion noir sur case blanche h3 · Pion noir sur case blanche a2 · Roi blanc sur case noire d2 · Tour blanche sur case noire a1 | Fou blanc sur case noire f8 · Tour noire sur case blanche g8 · Pion blanc sur case noire g7 · Roi noir sur case blanche b5 · Pion noir sur case blanche f5 · Pion noir sur case noire b4 · Pion noir sur case blanche c4 · Pion noir sur case blanche h3 · Pion noir sur case blanche a2 · Roi blanc sur case noire d2 · Tour blanche sur case noire a1 | Fou blanc sur case noire f8 · Tour noire sur case blanche g8 · Pion blanc sur case noire g7 · Roi noir sur case blanche b5 · Pion noir sur case blanche f5 · Pion noir sur case noire b4 · Pion noir sur case blanche c4 · Pion noir sur case blanche h3 · Pion noir sur case blanche a2 · Roi blanc sur case noire d2 · Tour blanche sur case noire a1 | Fou blanc sur case noire f8 · Tour noire sur case blanche g8 · Pion blanc sur case noire g7 · Roi noir sur case blanche b5 · Pion noir sur case blanche f5 · Pion noir sur case noire b4 · Pion noir sur case blanche c4 · Pion noir sur case blanche h3 · Pion noir sur case blanche a2 · Roi blanc sur case noire d2 · Tour blanche sur case noire a1 | Fou blanc sur case noire f8 · Tour noire sur case blanche g8 · Pion blanc sur case noire g7 · Roi noir sur case blanche b5 · Pion noir sur case blanche f5 · Pion noir sur case noire b4 · Pion noir sur case blanche c4 · Pion noir sur case blanche h3 · Pion noir sur case blanche a2 · Roi blanc sur case noire d2 · Tour blanche sur case noire a1 | Fou blanc sur case noire f8 · Tour noire sur case blanche g8 · Pion blanc sur case noire g7 · Roi noir sur case blanche b5 · Pion noir sur case blanche f5 · Pion noir sur case noire b4 · Pion noir sur case blanche c4 · Pion noir sur case blanche h3 · Pion noir sur case blanche a2 · Roi blanc sur case noire d2 · Tour blanche sur case noire a1 | 3 |
| 2 | Fou blanc sur case noire f8 · Tour noire sur case blanche g8 · Pion blanc sur case noire g7 · Roi noir sur case blanche b5 · Pion noir sur case blanche f5 · Pion noir sur case noire b4 · Pion noir sur case blanche c4 · Pion noir sur case blanche h3 · Pion noir sur case blanche a2 · Roi blanc sur case noire d2 · Tour blanche sur case noire a1 | Fou blanc sur case noire f8 · Tour noire sur case blanche g8 · Pion blanc sur case noire g7 · Roi noir sur case blanche b5 · Pion noir sur case blanche f5 · Pion noir sur case noire b4 · Pion noir sur case blanche c4 · Pion noir sur case blanche h3 · Pion noir sur case blanche a2 · Roi blanc sur case noire d2 · Tour blanche sur case noire a1 | Fou blanc sur case noire f8 · Tour noire sur case blanche g8 · Pion blanc sur case noire g7 · Roi noir sur case blanche b5 · Pion noir sur case blanche f5 · Pion noir sur case noire b4 · Pion noir sur case blanche c4 · Pion noir sur case blanche h3 · Pion noir sur case blanche a2 · Roi blanc sur case noire d2 · Tour blanche sur case noire a1 | Fou blanc sur case noire f8 · Tour noire sur case blanche g8 · Pion blanc sur case noire g7 · Roi noir sur case blanche b5 · Pion noir sur case blanche f5 · Pion noir sur case noire b4 · Pion noir sur case blanche c4 · Pion noir sur case blanche h3 · Pion noir sur case blanche a2 · Roi blanc sur case noire d2 · Tour blanche sur case noire a1 | Fou blanc sur case noire f8 · Tour noire sur case blanche g8 · Pion blanc sur case noire g7 · Roi noir sur case blanche b5 · Pion noir sur case blanche f5 · Pion noir sur case noire b4 · Pion noir sur case blanche c4 · Pion noir sur case blanche h3 · Pion noir sur case blanche a2 · Roi blanc sur case noire d2 · Tour blanche sur case noire a1 | Fou blanc sur case noire f8 · Tour noire sur case blanche g8 · Pion blanc sur case noire g7 · Roi noir sur case blanche b5 · Pion noir sur case blanche f5 · Pion noir sur case noire b4 · Pion noir sur case blanche c4 · Pion noir sur case blanche h3 · Pion noir sur case blanche a2 · Roi blanc sur case noire d2 · Tour blanche sur case noire a1 | Fou blanc sur case noire f8 · Tour noire sur case blanche g8 · Pion blanc sur case noire g7 · Roi noir sur case blanche b5 · Pion noir sur case blanche f5 · Pion noir sur case noire b4 · Pion noir sur case blanche c4 · Pion noir sur case blanche h3 · Pion noir sur case blanche a2 · Roi blanc sur case noire d2 · Tour blanche sur case noire a1 | Fou blanc sur case noire f8 · Tour noire sur case blanche g8 · Pion blanc sur case noire g7 · Roi noir sur case blanche b5 · Pion noir sur case blanche f5 · Pion noir sur case noire b4 · Pion noir sur case blanche c4 · Pion noir sur case blanche h3 · Pion noir sur case blanche a2 · Roi blanc sur case noire d2 · Tour blanche sur case noire a1 | 2 |
| 1 | Fou blanc sur case noire f8 · Tour noire sur case blanche g8 · Pion blanc sur case noire g7 · Roi noir sur case blanche b5 · Pion noir sur case blanche f5 · Pion noir sur case noire b4 · Pion noir sur case blanche c4 · Pion noir sur case blanche h3 · Pion noir sur case blanche a2 · Roi blanc sur case noire d2 · Tour blanche sur case noire a1 | Fou blanc sur case noire f8 · Tour noire sur case blanche g8 · Pion blanc sur case noire g7 · Roi noir sur case blanche b5 · Pion noir sur case blanche f5 · Pion noir sur case noire b4 · Pion noir sur case blanche c4 · Pion noir sur case blanche h3 · Pion noir sur case blanche a2 · Roi blanc sur case noire d2 · Tour blanche sur case noire a1 | Fou blanc sur case noire f8 · Tour noire sur case blanche g8 · Pion blanc sur case noire g7 · Roi noir sur case blanche b5 · Pion noir sur case blanche f5 · Pion noir sur case noire b4 · Pion noir sur case blanche c4 · Pion noir sur case blanche h3 · Pion noir sur case blanche a2 · Roi blanc sur case noire d2 · Tour blanche sur case noire a1 | Fou blanc sur case noire f8 · Tour noire sur case blanche g8 · Pion blanc sur case noire g7 · Roi noir sur case blanche b5 · Pion noir sur case blanche f5 · Pion noir sur case noire b4 · Pion noir sur case blanche c4 · Pion noir sur case blanche h3 · Pion noir sur case blanche a2 · Roi blanc sur case noire d2 · Tour blanche sur case noire a1 | Fou blanc sur case noire f8 · Tour noire sur case blanche g8 · Pion blanc sur case noire g7 · Roi noir sur case blanche b5 · Pion noir sur case blanche f5 · Pion noir sur case noire b4 · Pion noir sur case blanche c4 · Pion noir sur case blanche h3 · Pion noir sur case blanche a2 · Roi blanc sur case noire d2 · Tour blanche sur case noire a1 | Fou blanc sur case noire f8 · Tour noire sur case blanche g8 · Pion blanc sur case noire g7 · Roi noir sur case blanche b5 · Pion noir sur case blanche f5 · Pion noir sur case noire b4 · Pion noir sur case blanche c4 · Pion noir sur case blanche h3 · Pion noir sur case blanche a2 · Roi blanc sur case noire d2 · Tour blanche sur case noire a1 | Fou blanc sur case noire f8 · Tour noire sur case blanche g8 · Pion blanc sur case noire g7 · Roi noir sur case blanche b5 · Pion noir sur case blanche f5 · Pion noir sur case noire b4 · Pion noir sur case blanche c4 · Pion noir sur case blanche h3 · Pion noir sur case blanche a2 · Roi blanc sur case noire d2 · Tour blanche sur case noire a1 | Fou blanc sur case noire f8 · Tour noire sur case blanche g8 · Pion blanc sur case noire g7 · Roi noir sur case blanche b5 · Pion noir sur case blanche f5 · Pion noir sur case noire b4 · Pion noir sur case blanche c4 · Pion noir sur case blanche h3 · Pion noir sur case blanche a2 · Roi blanc sur case noire d2 · Tour blanche sur case noire a1 | 1 |
|   | a | b | c | d | e | f | g | h |   |

La 9e partie est retardée car Spassky tombe malade. Elle se termine en nulle après 29 coups seulement. L'attitude des joueurs amuse le public, Fischer s'avançant et reculant sur sa chaise, et Spassky l'imitant, ce qu'un spectateur décrit comme deux morts qui dansent. À ce moment, les Soviétiques demandent à Spassky de revenir à Moscou et de réclamer la victoire par forfait. Conscient du risque important que cela implique, Spassky refuse. Fischer gagne la 10e partie, dans une variante aiguë de la partie espagnole, l'une de ses ouvertures favorites. Spassky gagne la partie suivante avec une nouveauté théorique dans la variante du pion empoisonné de la sicilienne Najdorf, une des défenses de prédilection de Fischer. La 12e est nulle.
La 13e partie bascule dans un sens, puis dans l'autre et est finalement ajournée avec un avantage pour Fischer dans une position aiguë mais sans gain clair. L'analyse de l'équipe soviétique les a convaincus que la position était clairement nulle. Fischer continue à analyser toute la nuit jusqu'à 8 heures le matin (la partie reprend à 14h30). Il ne trouve pas non plus de gain, mais parvient à tendre des pièges à Spassky, qui tombe dedans. Les secondants de Spassky sont stupéfaits, et Spassky reste à la table longtemps après la fin de la partie, incapable de croire le résultat final.
1. e4 Cf6 2. e5 Cd5 3. d4 d6 4. Cf3 (défense Alekhine, variante moderne, F04) g6 5. Fc4 Cb6 6. Fb3 Fg7 7. Cbd2 O-O 8. h3 a5 9. a4 dxe5 10. dxe5 Ca6 11. O-O Cc5 12. De2 De8 13. Ce4 Cbxa4 14. Fxa4 Cxa4 15. Te1 Cb6 16. Fd2 a4 17. Fg5 h6 18. Fh4 Ff5 19. g4 Fe6 20. Cd4 Fc4 21. Dd2 Dd7 22. Tad1 Tfd8 23. f4 Fd5 24. Cc5 Dc8 25. Dc3 e6 26. Rh2 Cd7 27. Cd3 c5 28. Cb5 Dc6 29. Cd6 Dxd6 30. exd6 Fxc3 31. bxc3 f6 32. g5 hxg5 33. fxg5 f5 34. Fg3 Rf7 35. Ce5+ Cxe5 36. Fxe5 b5 37. Tf1 Th8 38. Ff6 a3 39. Tf4 a2 40. c4 Fxc4 41. d7 Fd5 42. Rg3 Ta3+ 43. c3 Tha8 44. Th4 e5 45. Th7+ Re6 46. Te7+ Rd6 47. Txe5 Txc3+ 48. Rf2 Tc2+ 49. Re1 Rxd7 50. Texd5+ Rc6 51. Td6+ Rb7 52. Td7+ Ra6 53. T7d2 Txd2 54. Rxd2 b4 55. h4 Rb5 56. h5 c4 57. Ta1 gxh5 58. g6 h4 59. g7 h3 60. Fe7 Tg8 61. Ff8 (diagramme) h2 62. Rc2 Rc6 63. Td1 b3+ 64. Rc3 h1=D 65. Txh1 Rd5 66. Rb2 f4 67. Td1+ Re4 68. Tc1 Rd3 69. Td1+ Re2 70. Tc1 f3 71. Fc5 Txg7 72. Txc4 Td7 73. Te4+ Rf1 74. Fd4 f2 0-1

### La fin du match
Les sept parties suivantes sont nulles. Fischer, avec une avance de trois points, est satisfait de se rapprocher du titre, et Spassky semble résigné à son sort. Les péripéties en dehors de l'échiquier se poursuivent, notamment avec une action en justice contre Fischer par Chester Fox, qui comptait sur les revenus des films avant que Fischer ne fasse ôter les caméras en raison de leur bruit ; Fischer demande que les sept premières rangées de spectateurs soient retirées (finalement, trois le sont), et les Soviétiques prétendent que Fischer fait usage d'équipements chimiques et électroniques pour contrôler Spassky, ce qui conduit à une fouille de la salle par la police islandaise. 
La 21e partie est la dernière. Spassky joue mal dans la finale et la partie est ajournée avec un gros avantage pour Fischer. Spassky abandonne par téléphone, ce que Fischer refuse d'abord, exigeant la signature traditionnelle de la feuille de partie, mais finit par y consentir, et devient ainsi le 11e champion du monde d'échecs.
Le score final est 12½ – 8½.

## Dans la culture populaire
Le duel entre l'Américain Bobby Fischer et le soviétique Boris Spassky sert de toile de fond au roman policier Le Duel de l'auteur islandais Arnaldur Indridason paru en 2015.
En 2015 toujours, Hollywood, avec le réalisateur Edward Zwick consacre un biopic, Le Prodige, qui retrace le parcours de Bobby Fischer de ses débuts à la conquête du titre mondial en 1972.
Le roman de Walter Tevis Le Jeu de la dame, adapté en mini-série en 2020, s'inspire entre autres de la rivalité entre Fischer et Spassky et de ce duel.
Le récit La mossa del matto de Alessandro Barbaglia (Mondadori, 2022), publié en français sous le titre Le coup du fou (Liana Levi, 2022) rend compte de ce championnat du monde et du contexte géopolitique de l'époque.
Au début du roman La diagonale des reines de Bernard Werber, les deux héroïnes s'affrontent en marge du tournoi de 1972, mélangeant faits historiques et fiction.